# 福特Laser
福特Laser（英语：Ford Laser）是由福特汽車亞洲部門與日本馬自達汽車共同開發的小型車或轎車，用以取代福特Escort車系主打亞洲及大洋洲市場的中產階級客層，於日本及東南亞、大洋洲都有銷售，1985年開始生產，直至2007年停止生產，由福特福克斯（Focus）取代，車體本身以馬自達323為藍本，並重新設計車身外觀。臺灣福特六和汽車翻譯為「全壘打」，在港澳翻譯則為「雷射」。此款車在日本及東南亞、大洋洲市場的對手為日產Sunny、三菱Lancer/Mirage、豐田Corolla/Sprinter、本田Civic/Domani、速霸陸Impreza、現代Elantra、大宇Lemans/Cielo/Nexia。

## 歷史

### 第一代KA/KB型系（1981年-1985年）
1981年3月上市的第一代Laser（澳洲福特代號KA），目的是設為福特Escort車系在亞洲及大洋洲市場的後繼車型，採用了馬自達BD緊湊車平台，為該公司第一款採用FF方式的緊湊型轎車。其車體本身以第五代馬自達323/Familia (BD)為藍本，由福特亞太研發中心負責重新設計車身外觀，日本市場並交由馬自達代工生產，銷售通路渠道為福特的Autorama經銷商體系，為福特在亞洲及大洋洲市場的戰略車種。因為採用FF傳動方式之故，其車內空間較對手更為寬敞，設計也更顯新穎，甚至還足以媲美諸多日系對手，但對於其先進的產品力而言，似乎也是相稱的。
車款有四門轎車、三門掀背車及五門掀背車三種，其中四門轎車在大洋洲地區於1982年4月推出雙生車型Meteor（澳洲福特代號GA/GB）供消費者選擇。動力系統方面則搭配1.1及1.3、1.5升直列四缸SOHC引擎，車型共分成GL/Ghia/L/S/Turbo五個等級，其中三門掀背車Turbo型配備了1.5升直列四缸SOHC引擎E5T型並增加渦輪增壓裝置，但是生產數量不多；共同搭配的變速箱則有三速自動排檔、四速手動排檔及五速手動排檔等三種供消費者選擇。內裝方面，前排座椅可做七段式調整，甚至拆掉頭枕往後打平，可與後排座椅連成平面，而部分較高的等級可選購電動天窗。
此代車系是福特亞太策略決策的重要分水嶺，代表日本系統的車款將逐漸在亞洲及大洋洲地區取代歐洲系統的車款，其後1982年上市福特Telstar車系更取代了福特Cortina車系主打亞洲及大洋洲市場的中產階級客層。1983年第一代Laser（澳洲福特代號KB）及雙生車型Meteor（澳洲福特代號GB）進行小改款，其車頭及車尾造型皆有改變。
臺灣市場方面，福特六和汽車於1981年即在臺灣組裝第一代Laser，以「全壘打」為名正式在臺灣銷售，而在臺灣國產化的動力版本則搭配1.3及1.5升直列四缸SOHC引擎，車型共分成GL/Ghia/L三個等級，並擁有四門轎車與五門掀背車兩種車款，共同搭配的變速箱則有三速自動排檔、四速手動排檔及五速手動排檔等三種供消費者選擇。此車系在臺灣一推出即代表福特六和產品線的全面更新，也奠定了日後在臺灣銷售六連霸的基礎。

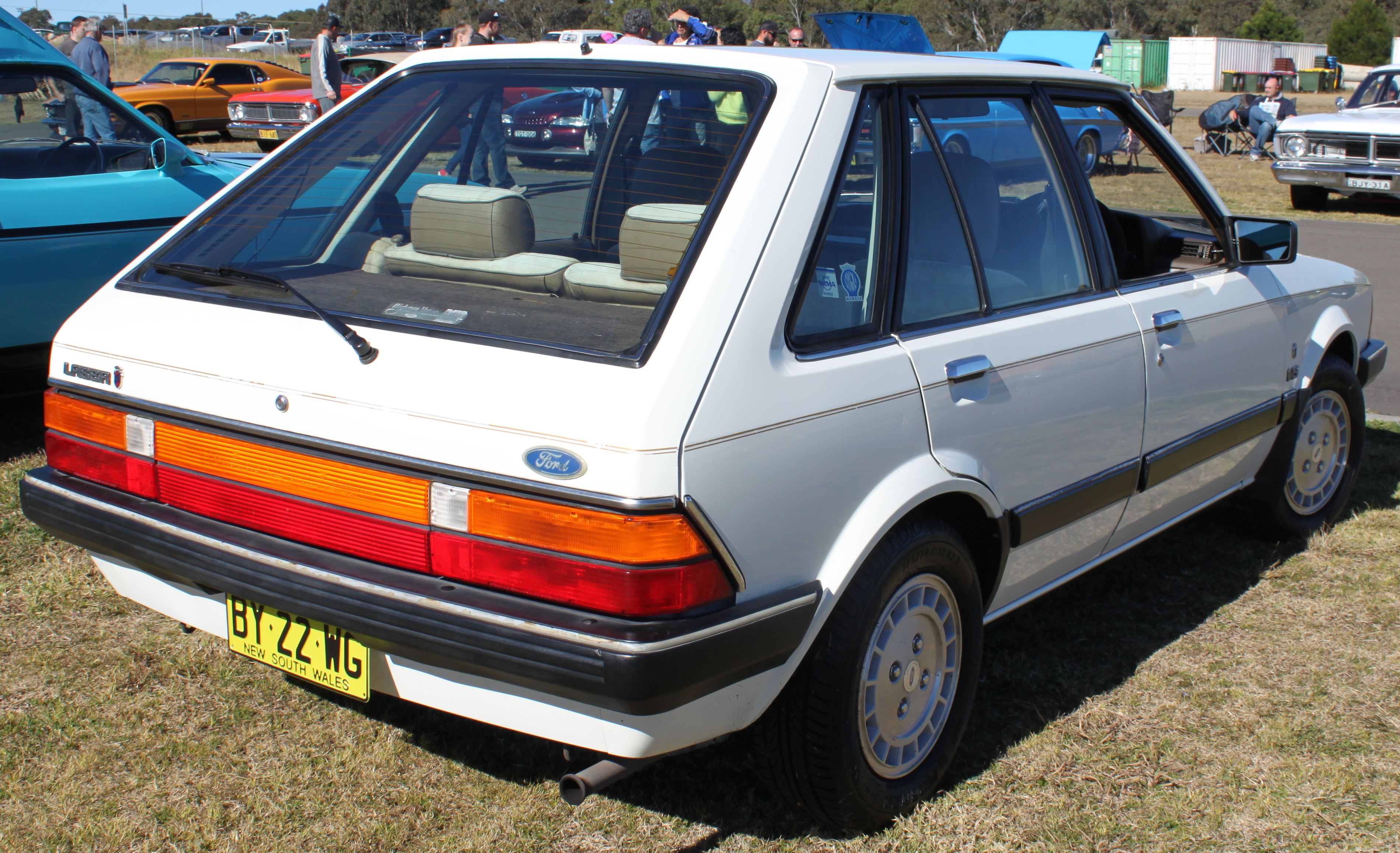
第一代福特Laser KA型系Ghia五門掀背車型前期車尾(澳洲樣式)
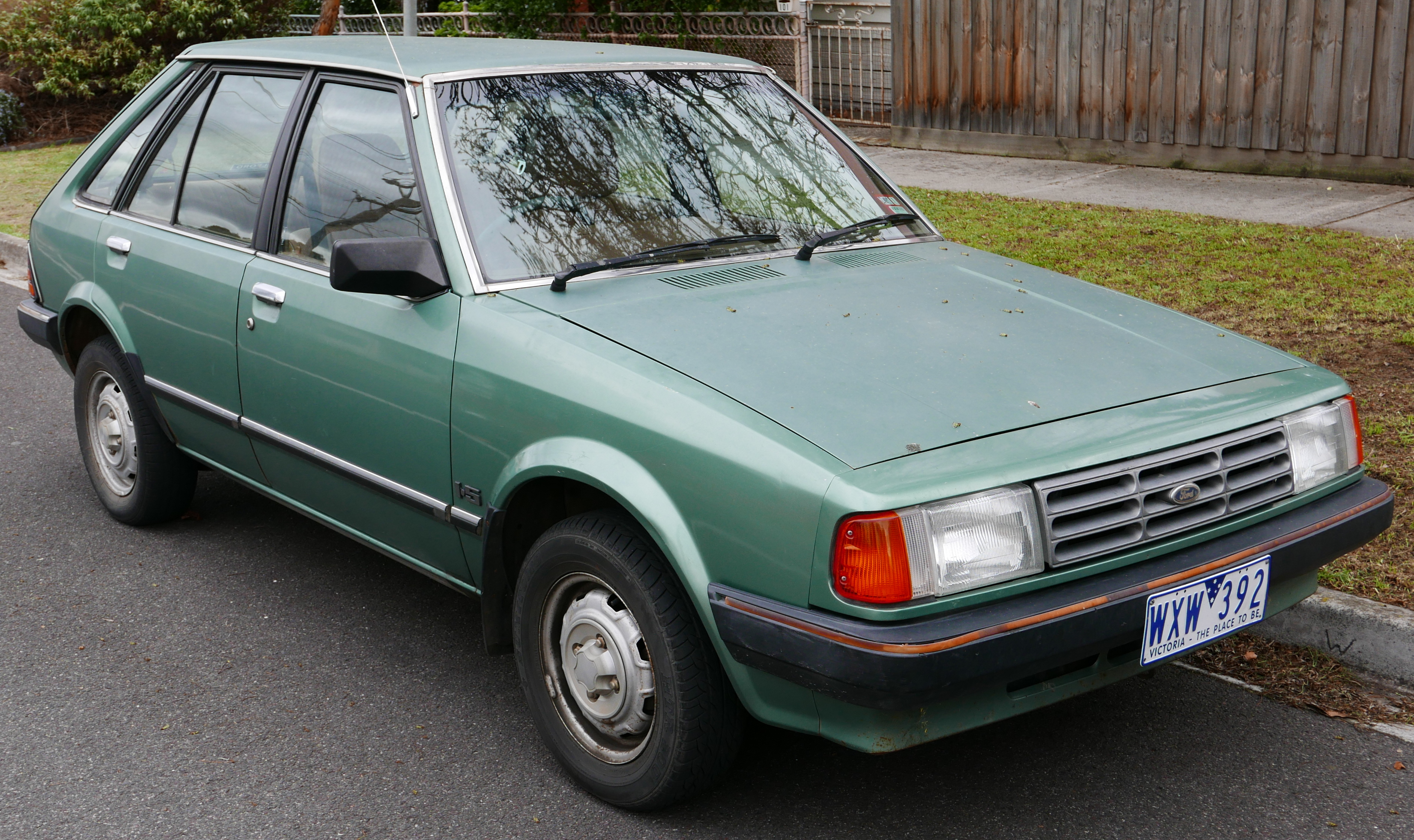
第一代福特Laser KB型系Ghia五門掀背車型後期車頭(澳洲樣式)
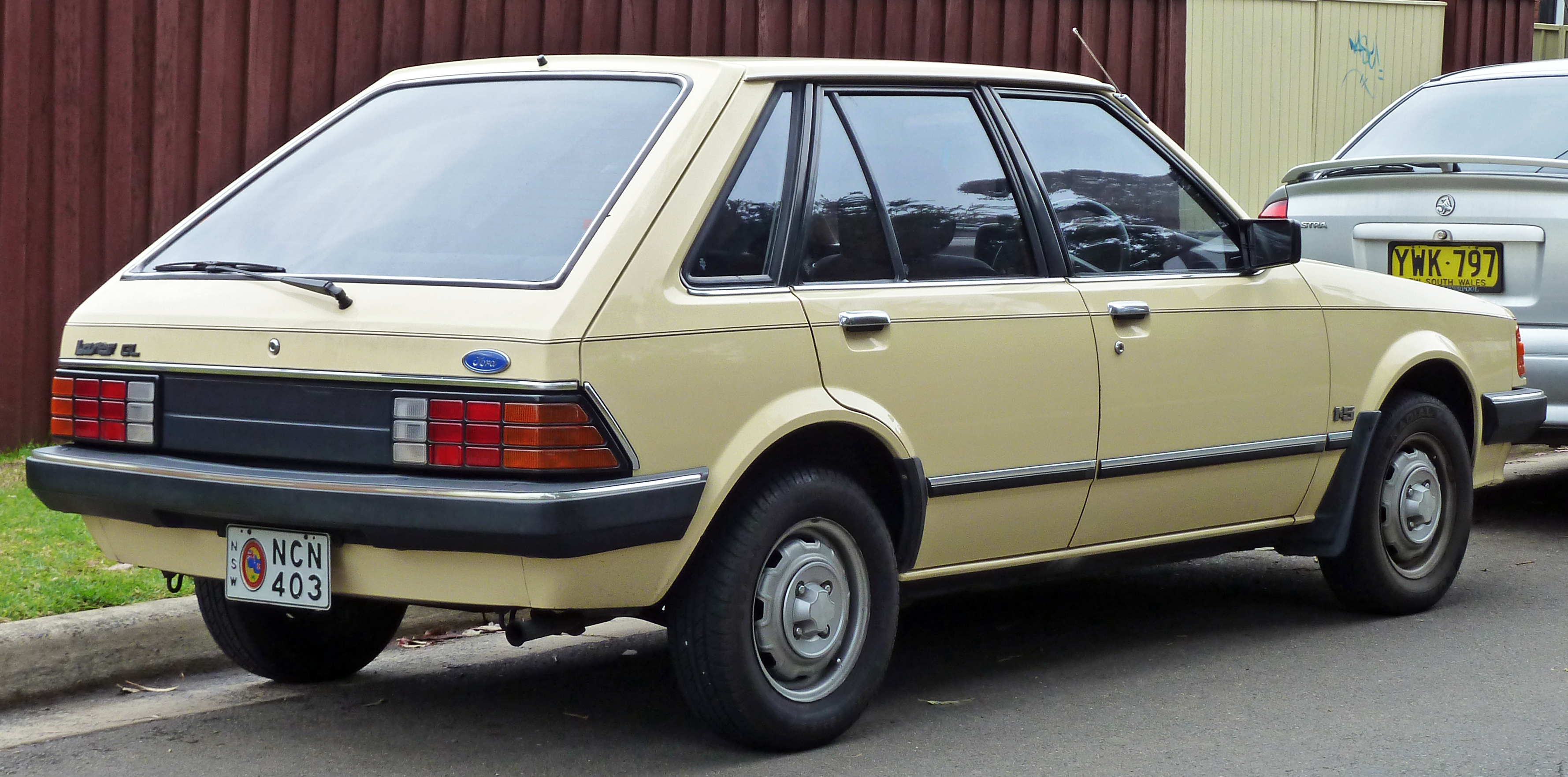
第一代福特Laser KB型系GL五門掀背車型後期車尾(澳洲樣式)
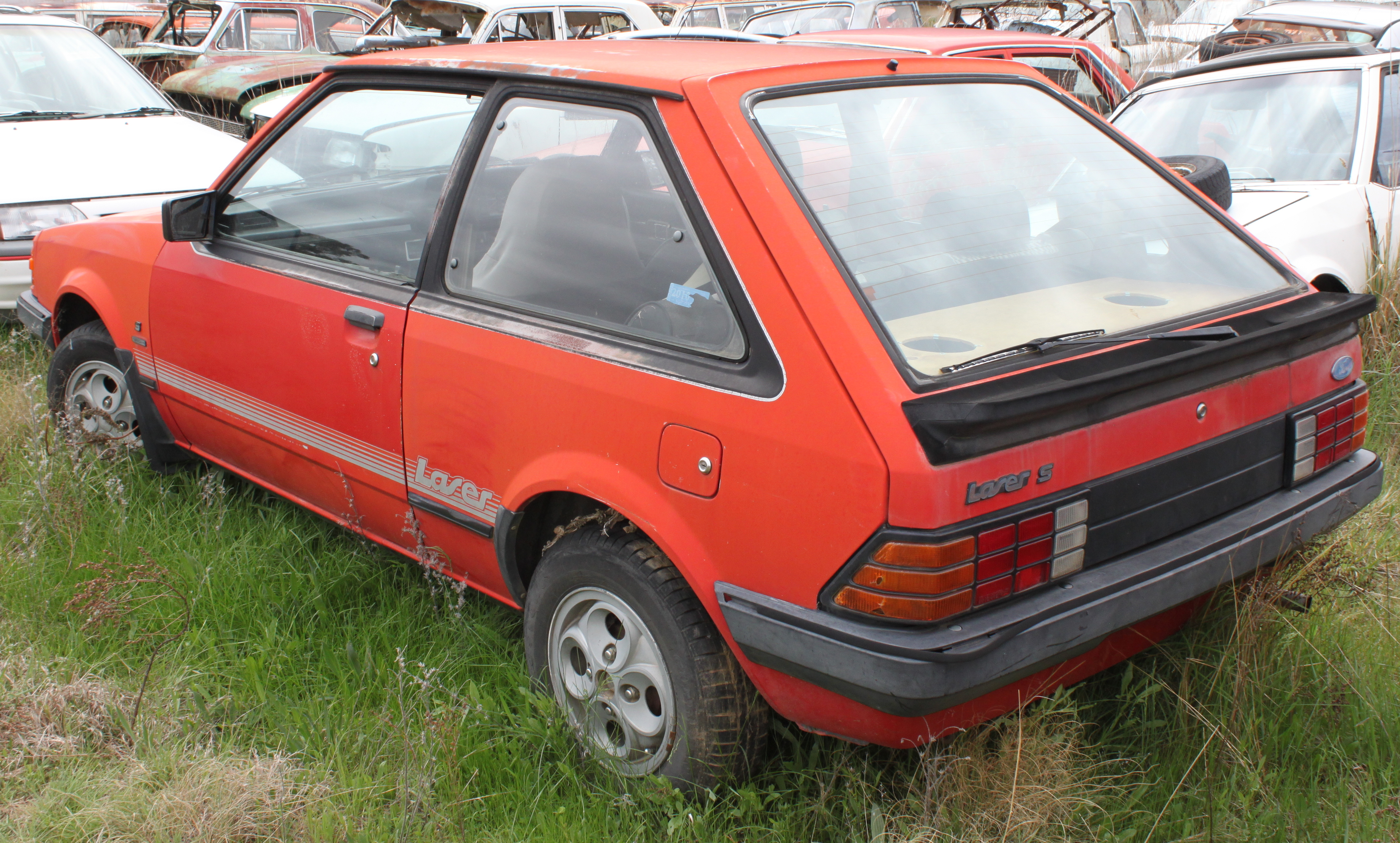
福特第一代Laser KB型系GL三門掀背車型後期車尾(澳洲樣式)
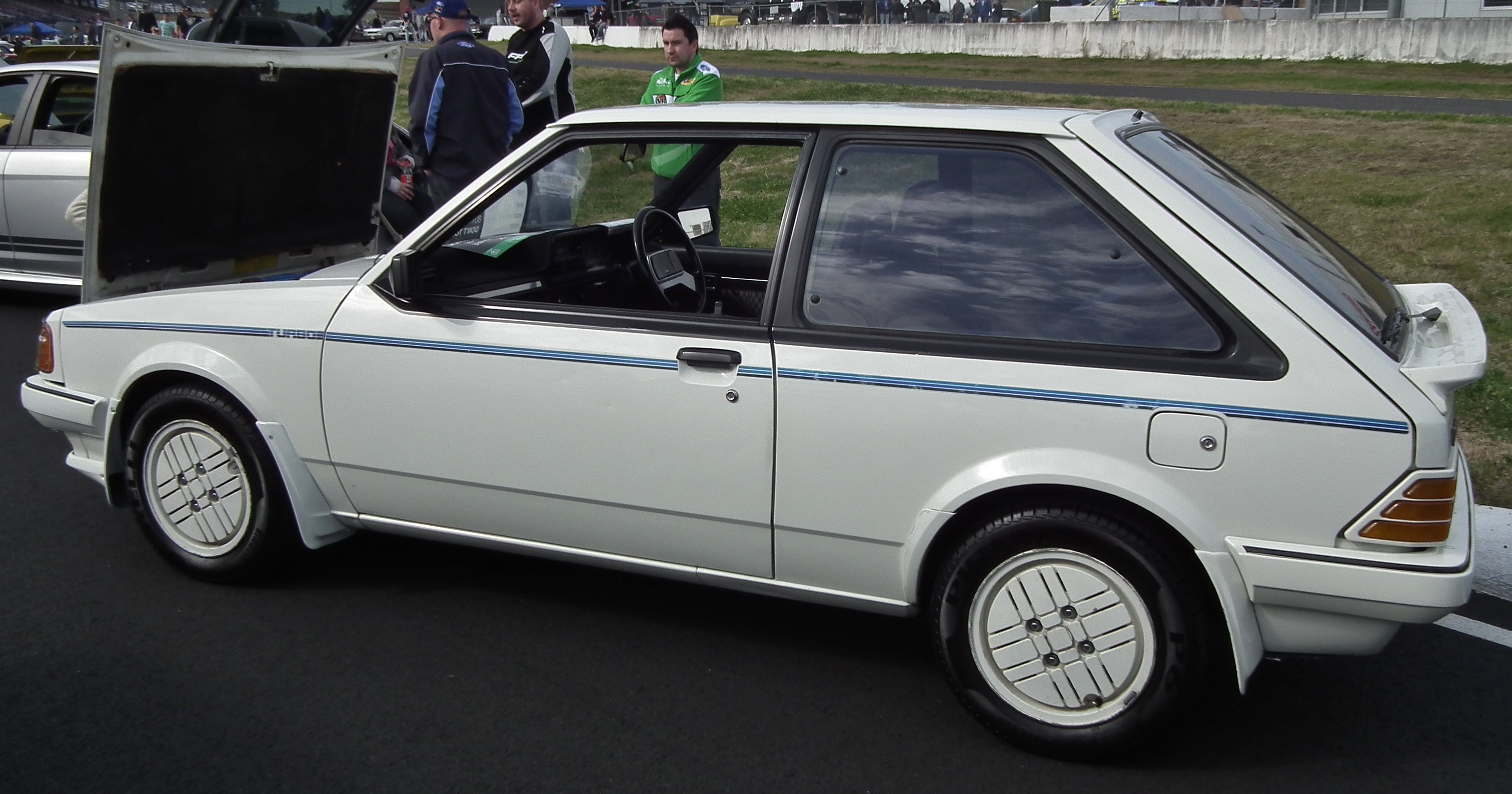
第一代福特Laser KB型系Tubro三門掀背車型(澳洲樣式)
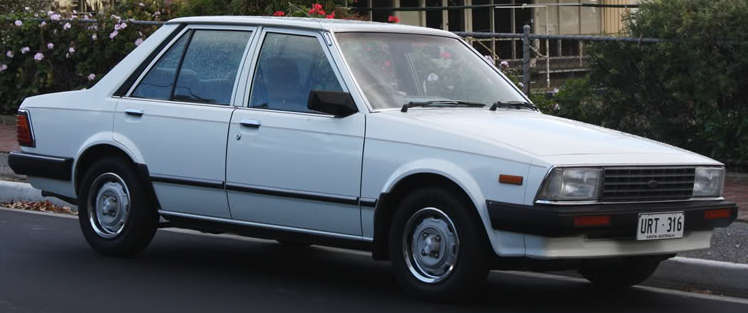
第一代福特Meteor GA型系GL四門轎車型前期車頭(澳洲樣式)
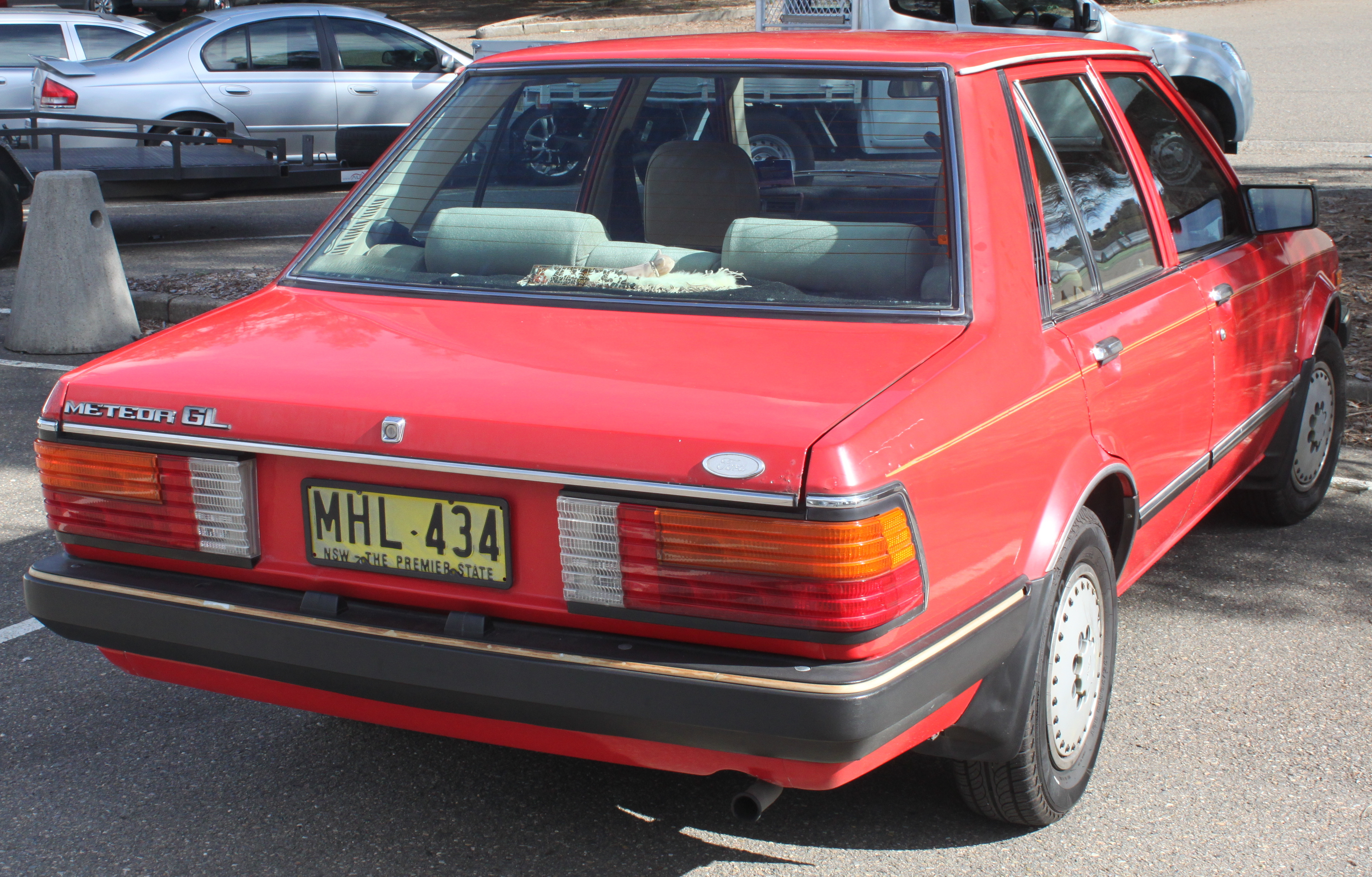
第一代福特Meteor GA型系GL四門轎車型前期車尾(澳洲樣式)
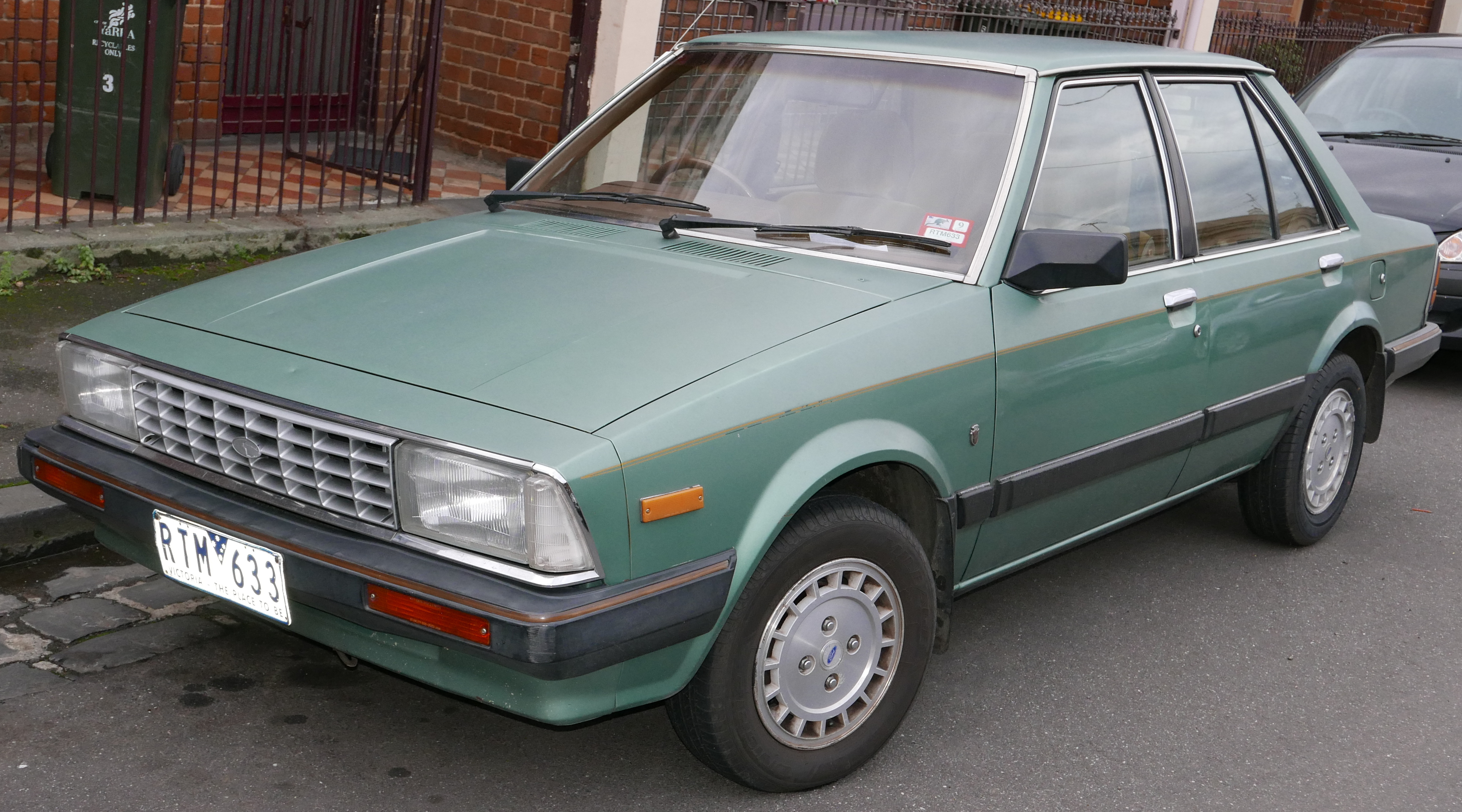
第一代福特Meteor GB型系Ghia四門轎車型後期車頭(澳洲樣式)
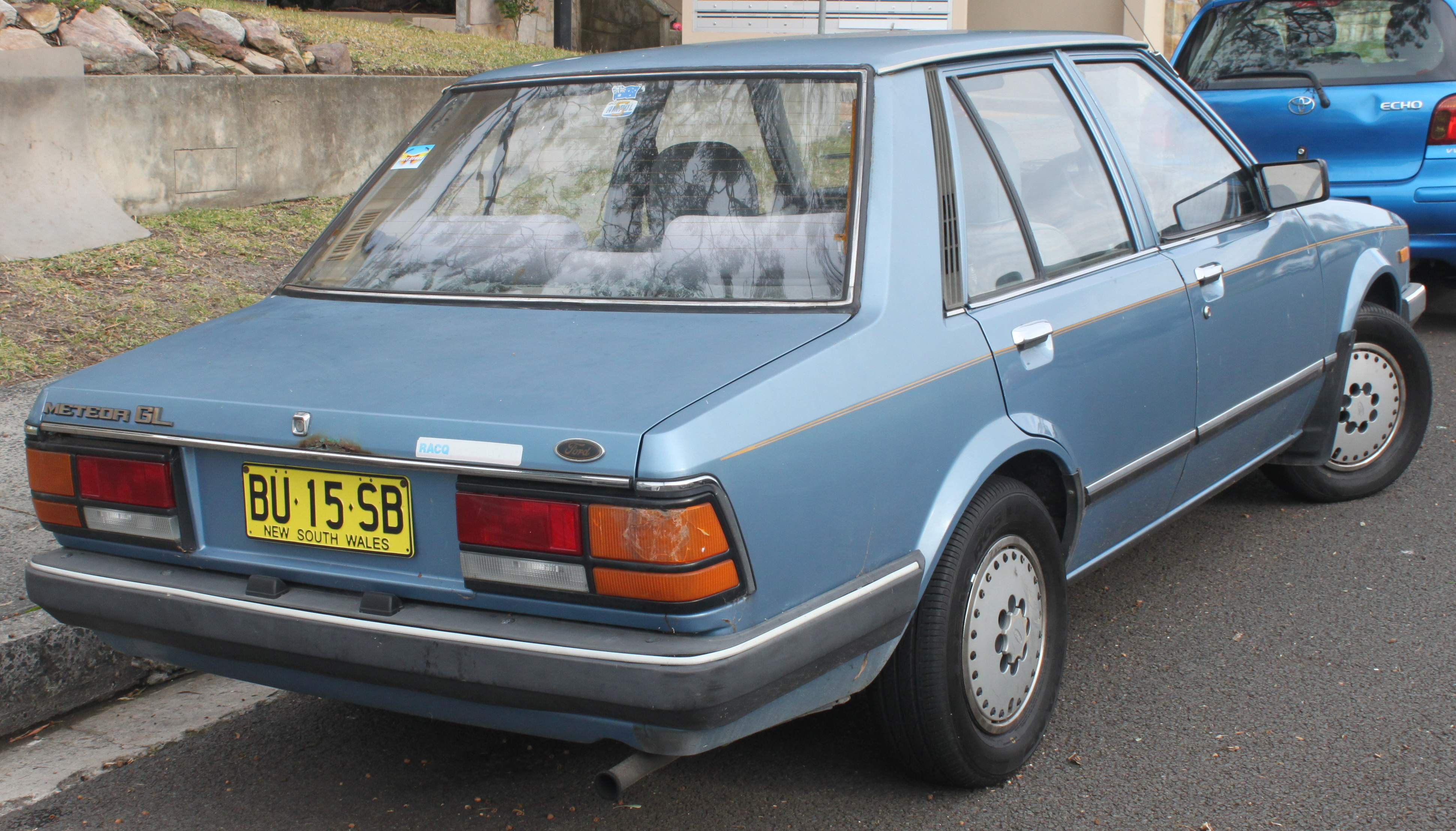
第一代福特Meteor GB型系GL四門轎車型後期車尾(澳洲樣式)

### 第二代KC/KE型系（1985年-1989年）
1985年1月第二代Laser（澳洲福特代號KC）正式在日本銷售，並立即於東南亞、大洋洲、南非銷售。此代KC/KE型系延續上一代銷售成功的氣勢，在外觀修飾上得更加洗鍊成熟。與原型車馬自達323一樣，兩部車的車身設計非常相近，除了掛上的廠徽標誌不同。在車款上除了維持上一代的三門/五門掀背車及四門轎車外，還特別加入了五門旅行車/廂型車及雙門敞篷車供消費者選擇，其中三門/五門掀背車在北美洲市場以福特旗下另一品牌水星（Mercury）推出名為Tracer的車款，由臺灣福特六和汽車負責組裝生產並採整車進口的方式在北美洲市場銷售，但其儀錶板設計與原型車馬自達323大不相同。動力方面共有直列四缸1.3升和1.5升、1.6升三種排氣量，車型共分成GL/Ghia/L/TX3四個等級，其中TX3型號為三門掀背車並搭配1.6升直列四缸B6T型渦輪增壓引擎，同時消費者可選擇四速/五速手排和三速/四速自排變速系統等四種。1988年福特針對第二代Laser進行小改款，修改引擎蓋、進氣壩、頭燈、尾燈的造型，同時並停止生產澳洲版雙生車Meteor。
臺灣市場方面，福特六和汽車於1986年即在臺灣組裝第二代Laser，繼續以「全壘打」為名正式在臺灣銷售，而在臺灣國產化的動力版本則搭配1.3及1.5升引擎，車型共分成GL/Ghia/L三個等級，並擁有四門轎車與五門掀背車、五門旅行車三種車款選擇，其中搭載1.3升五門掀背車款以「全家福」之名在臺灣販售，搭載1.5升引擎的五門掀背車款為TX3等級，同時消費者可選擇五速手排和三速自排變速系統兩種。此車系在臺灣一推出不但在國產中小型房車市場大有斬獲，也順利攻下臺灣計程車市場，而一般消費者購買的情況也比前一代日漸增多。1988年與日本及東南亞、大洋洲同步推出小改款（澳洲福特代號KE），同時並於1989年臺灣實施一期環保標準後新增搭載1.6L噴射引擎的改良車款。直至1990年5月第三代Laser以「金全壘打」為名正式在臺灣上市後，福特六和汽車繼續生產第二代Laser採兩代車型同時銷售，並停產1.3升「全家福」及1.5升TX3五門掀背車款，1993年7月再次針對第二代Laser進行第二次小改款並更改型號為Nobel車型，在外觀上直接套用第六代馬自達323 BF型系後期樣式，全車只差在廠徽銘牌不同，只供應五速手排/三速自排四門轎車以及五速手排五門旅行車三種車款供消費者選擇，動力系統一律搭載1.6升噴射引擎，並生產至1995年為止，使得第二代Laser在臺灣市場銷售9年的傳奇正式畫下句點。

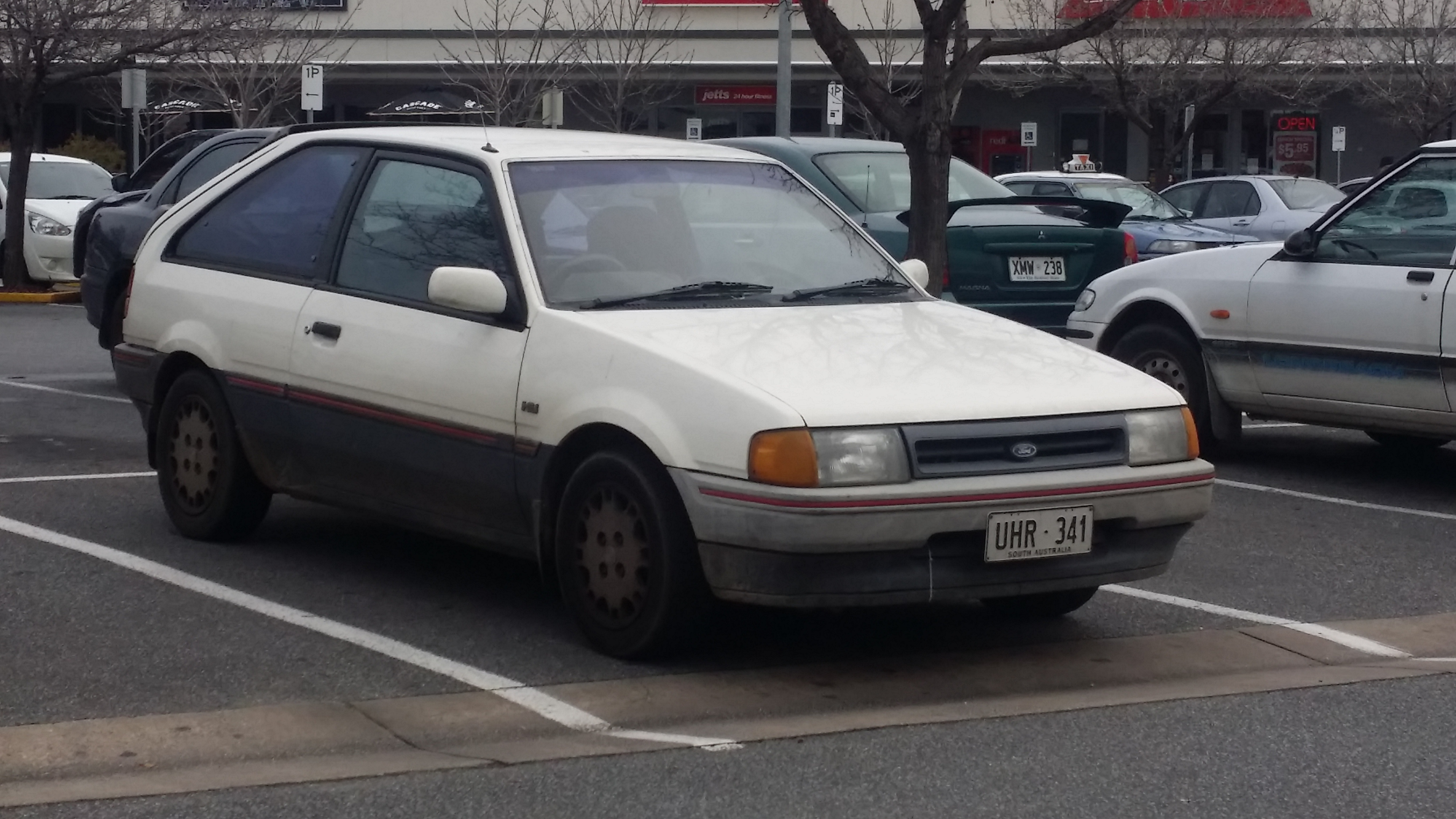
第二代福特Laser KC型系TX3三門掀背車型前期車頭(澳洲樣式)
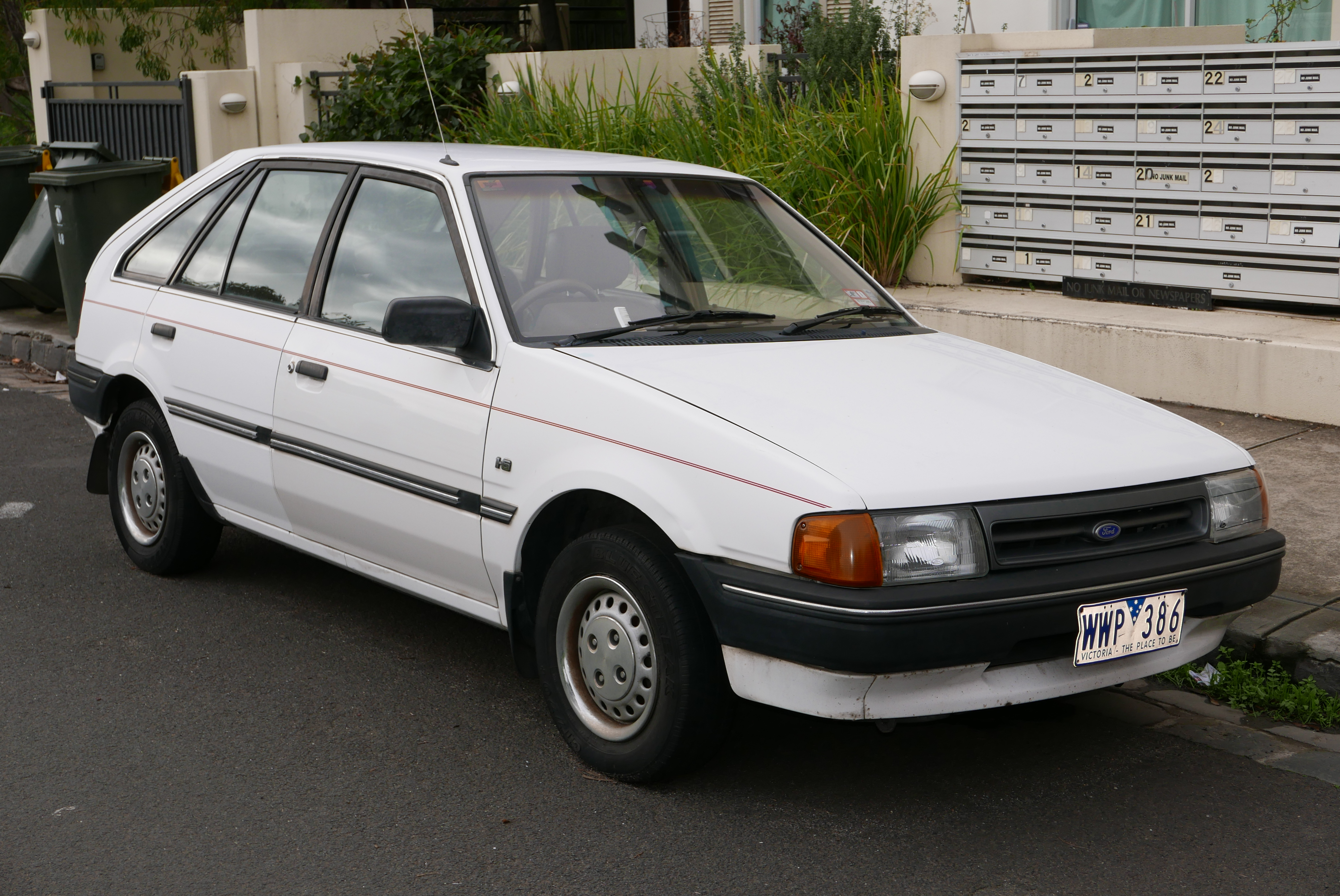
第二代福特Laser KC型系GL五門掀背車型前期車頭(澳洲樣式)
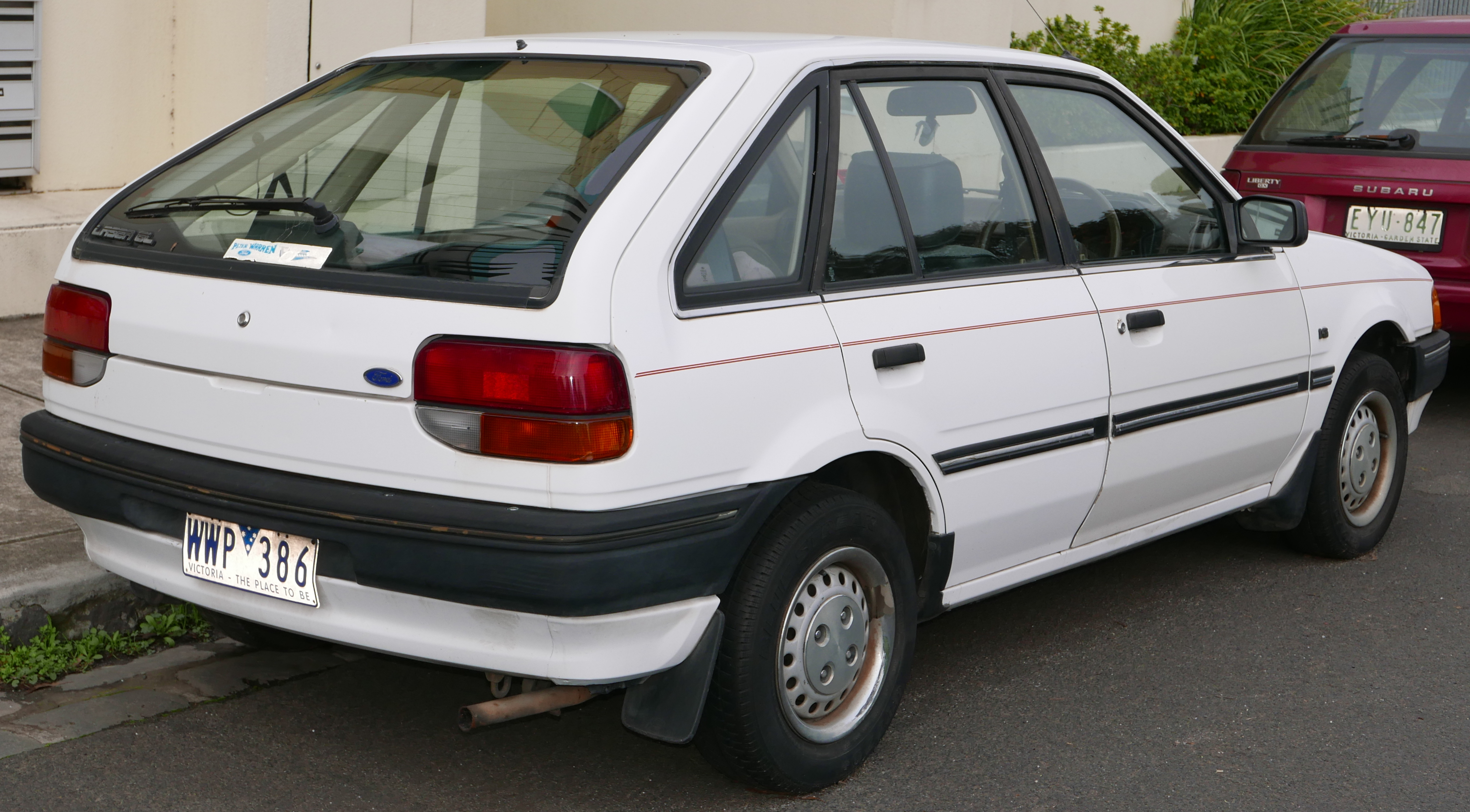
第二代福特Laser KC型系GL五門掀背車型前期車尾(澳洲樣式)
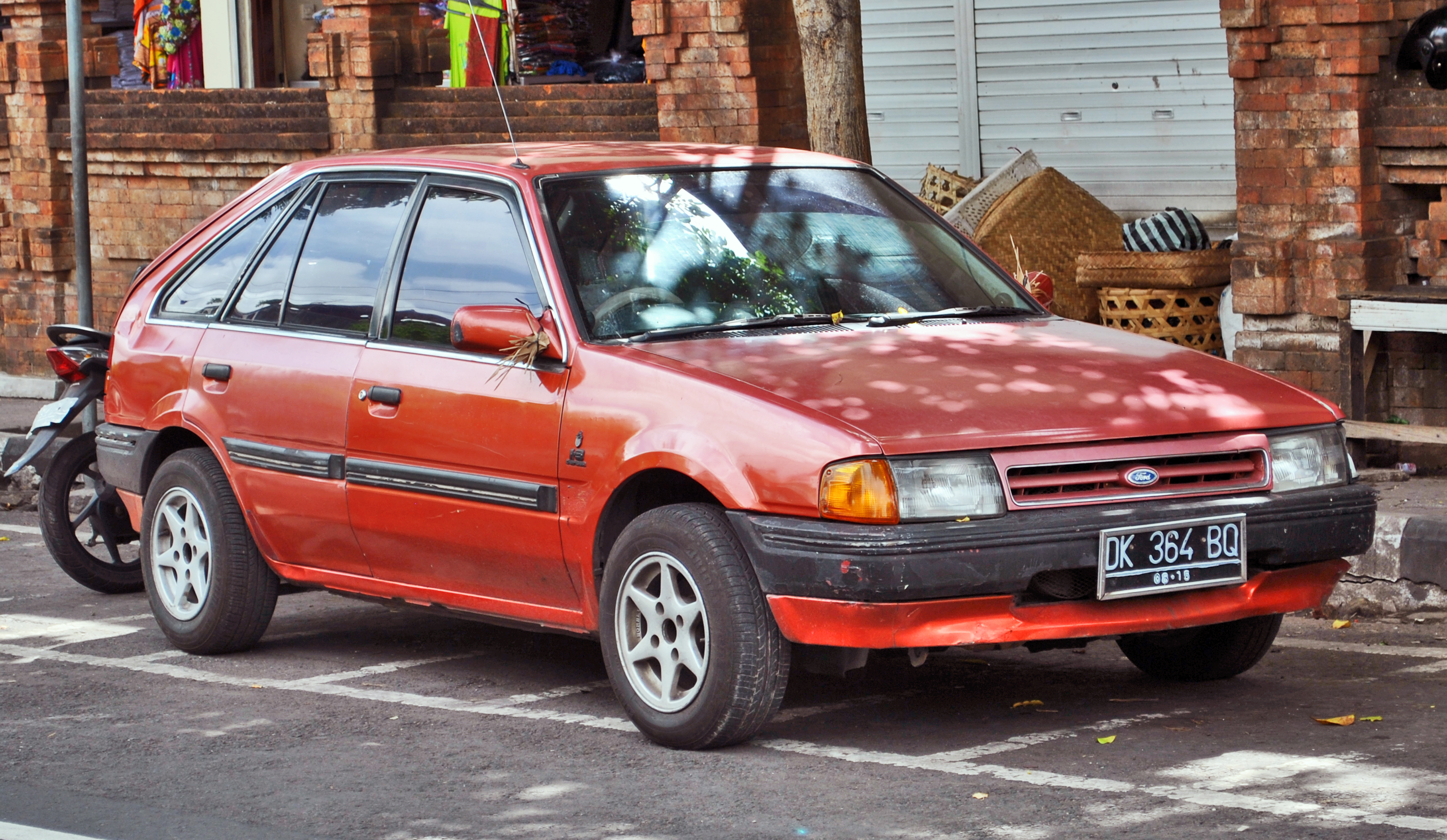
第二代福特Laser KC型系Ghia五門掀背車型前期車頭(印尼樣式)
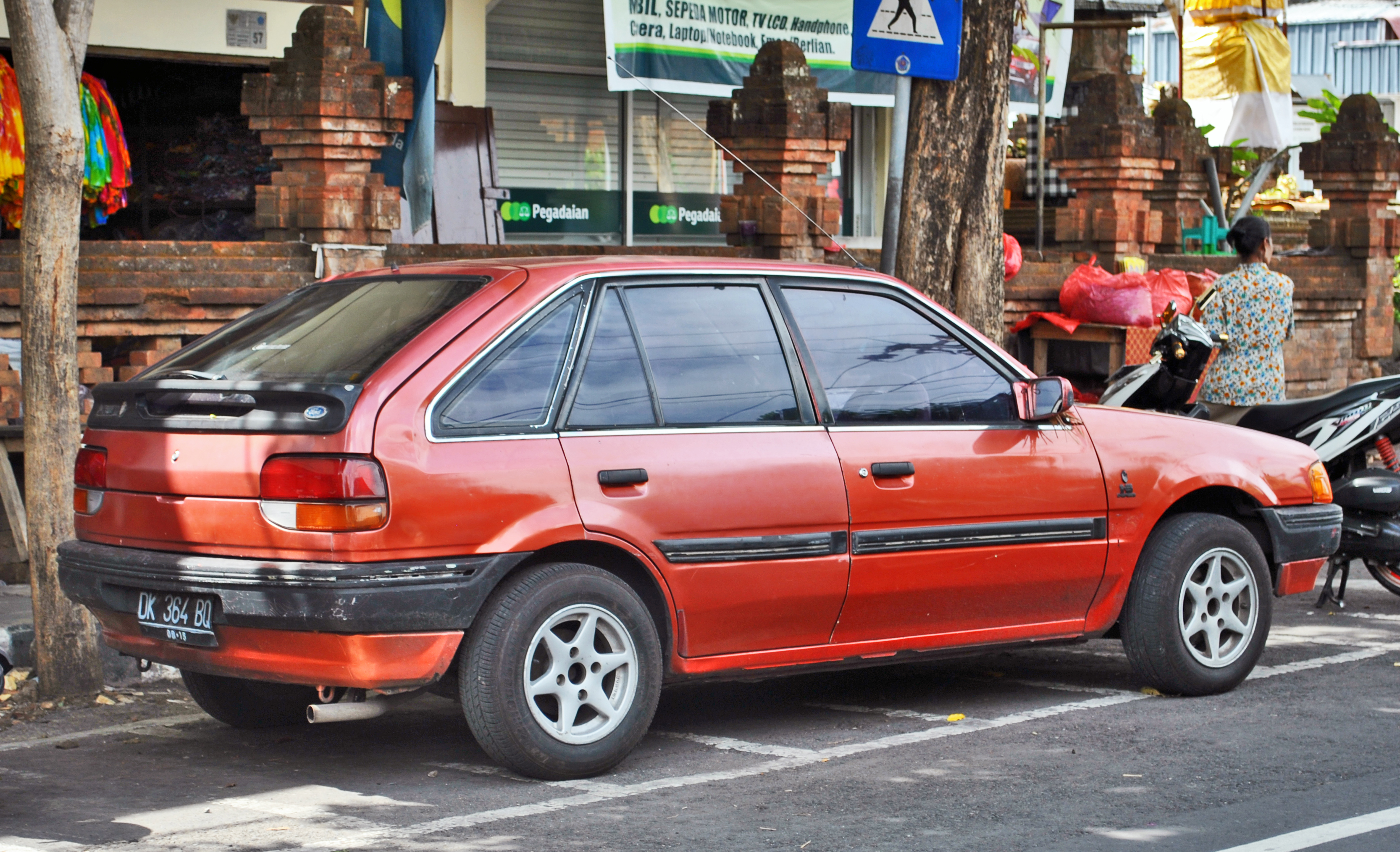
第二代福特Laser KC型系Ghia五門掀背車型前期車尾(印尼樣式)
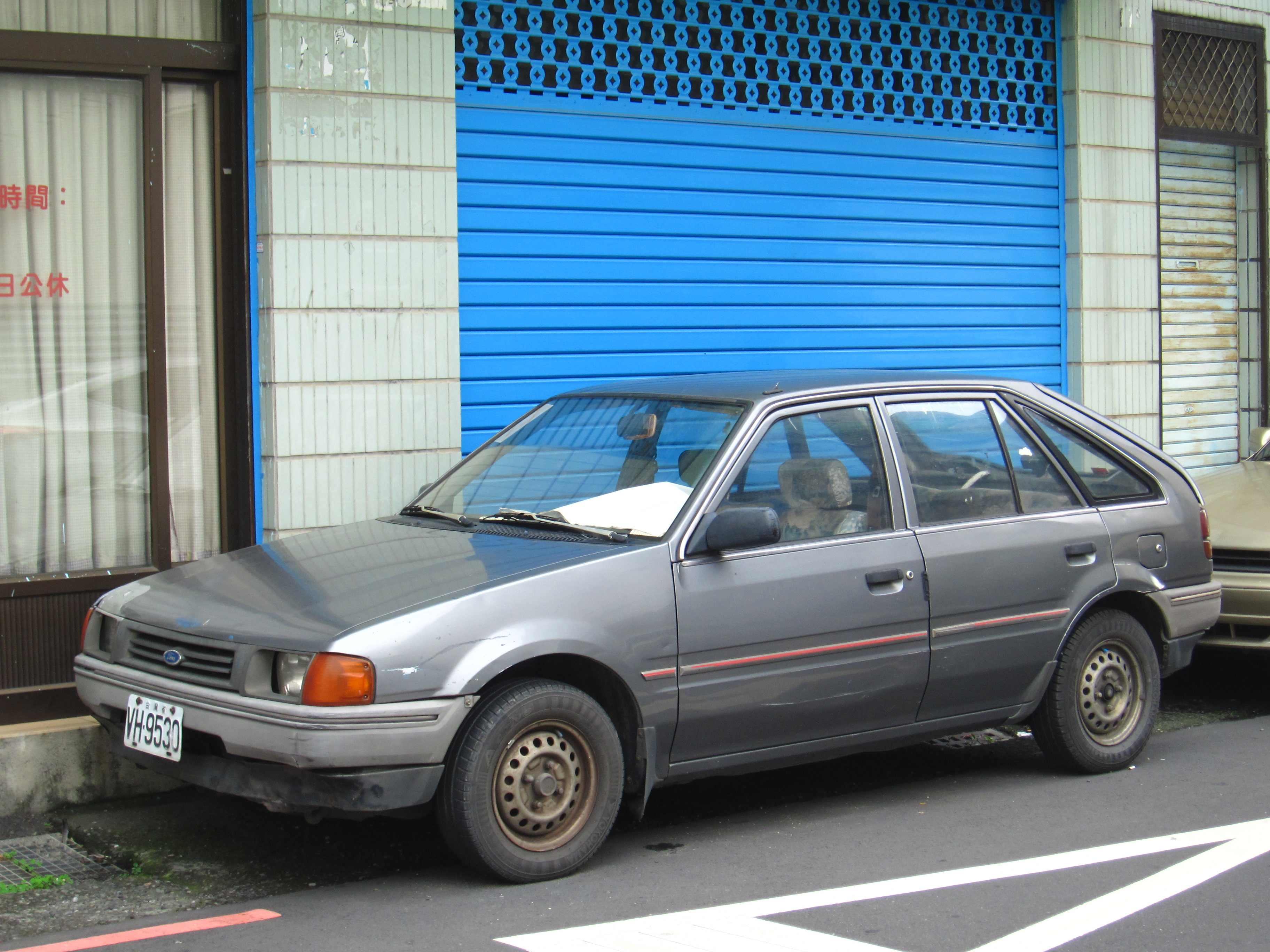
第二代福特Laser KE型系TX3五門掀背車型前期車頭(臺灣樣式)
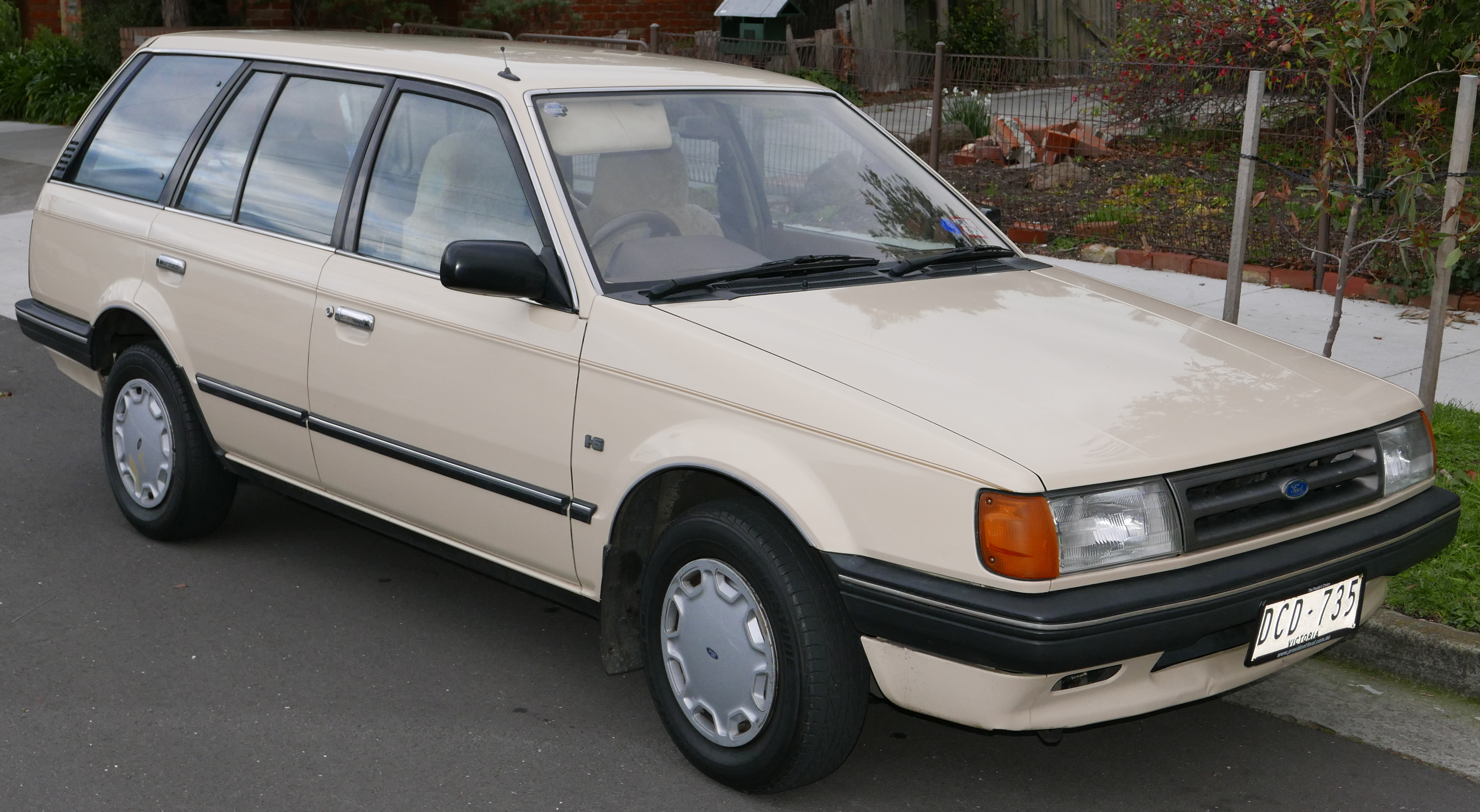
第二代福特Meteor GC型系GL五門旅行車型車頭(澳洲樣式)
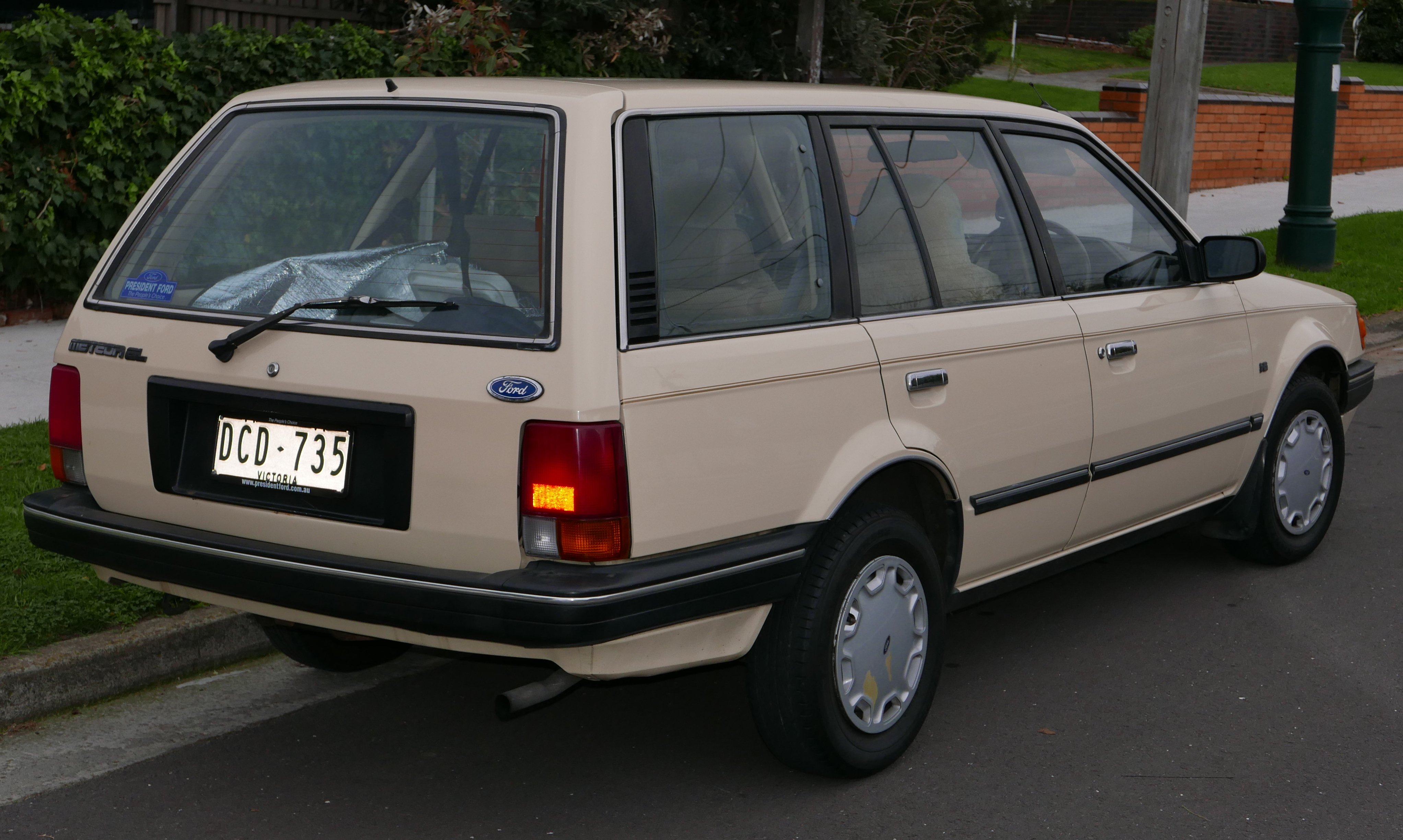
第二代福特Meteor GC型系GL五門旅行車型車尾(澳洲樣式)
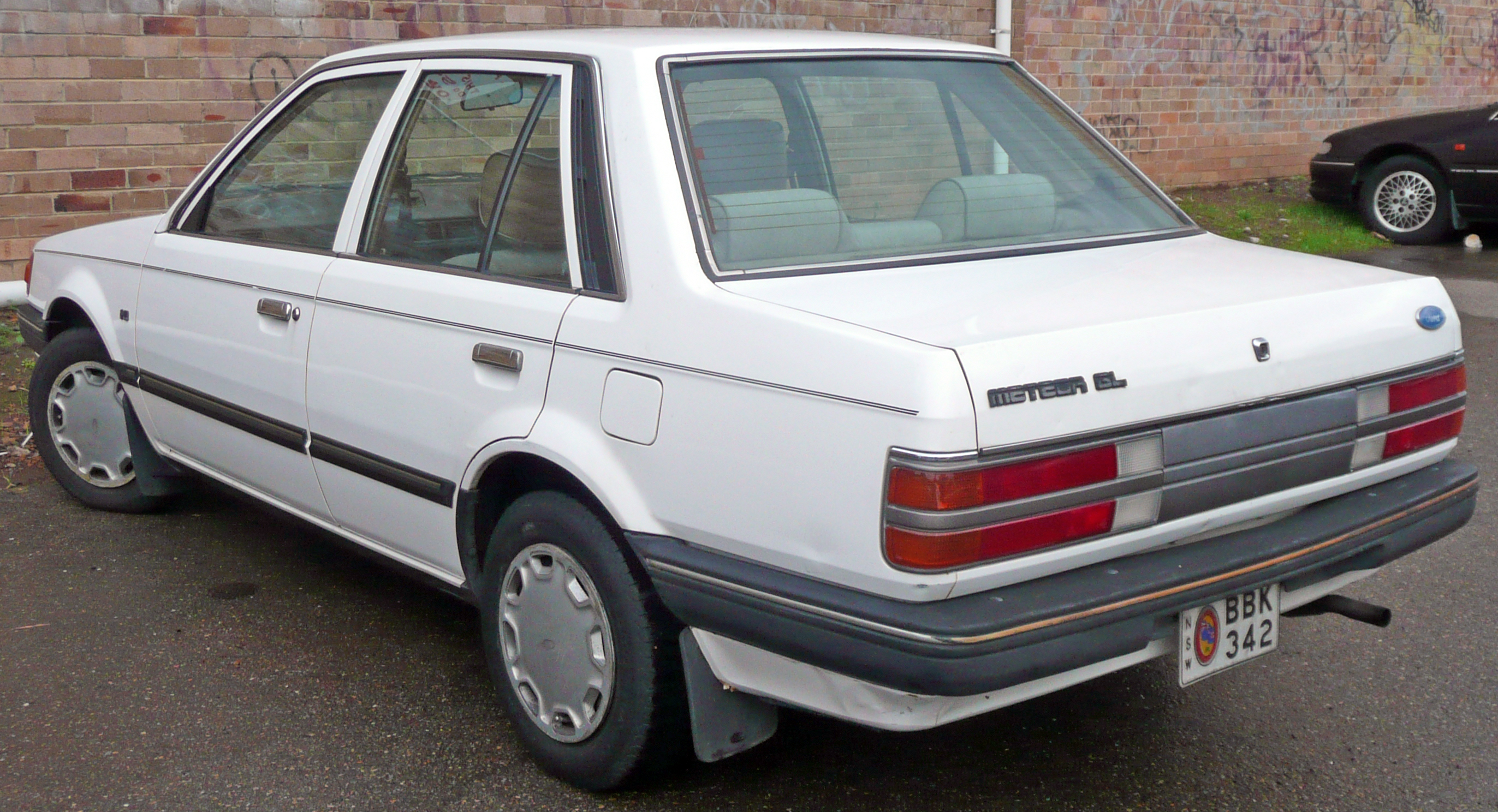
第二代福特Meteor GC型系GL四門轎車型車尾(澳洲樣式)
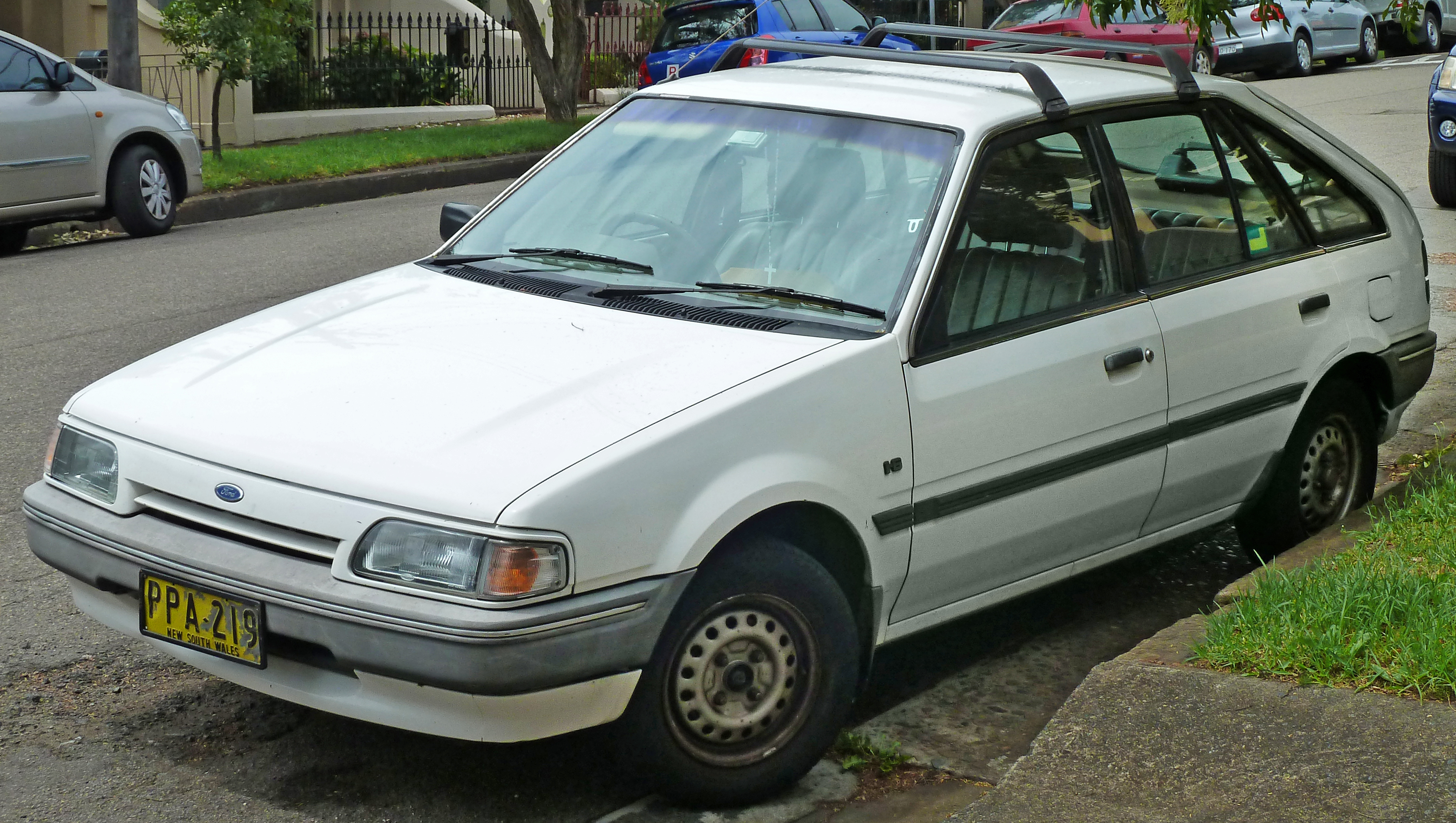
第二代福特Laser KE型L五門掀背車型後期車頭(澳洲樣式)
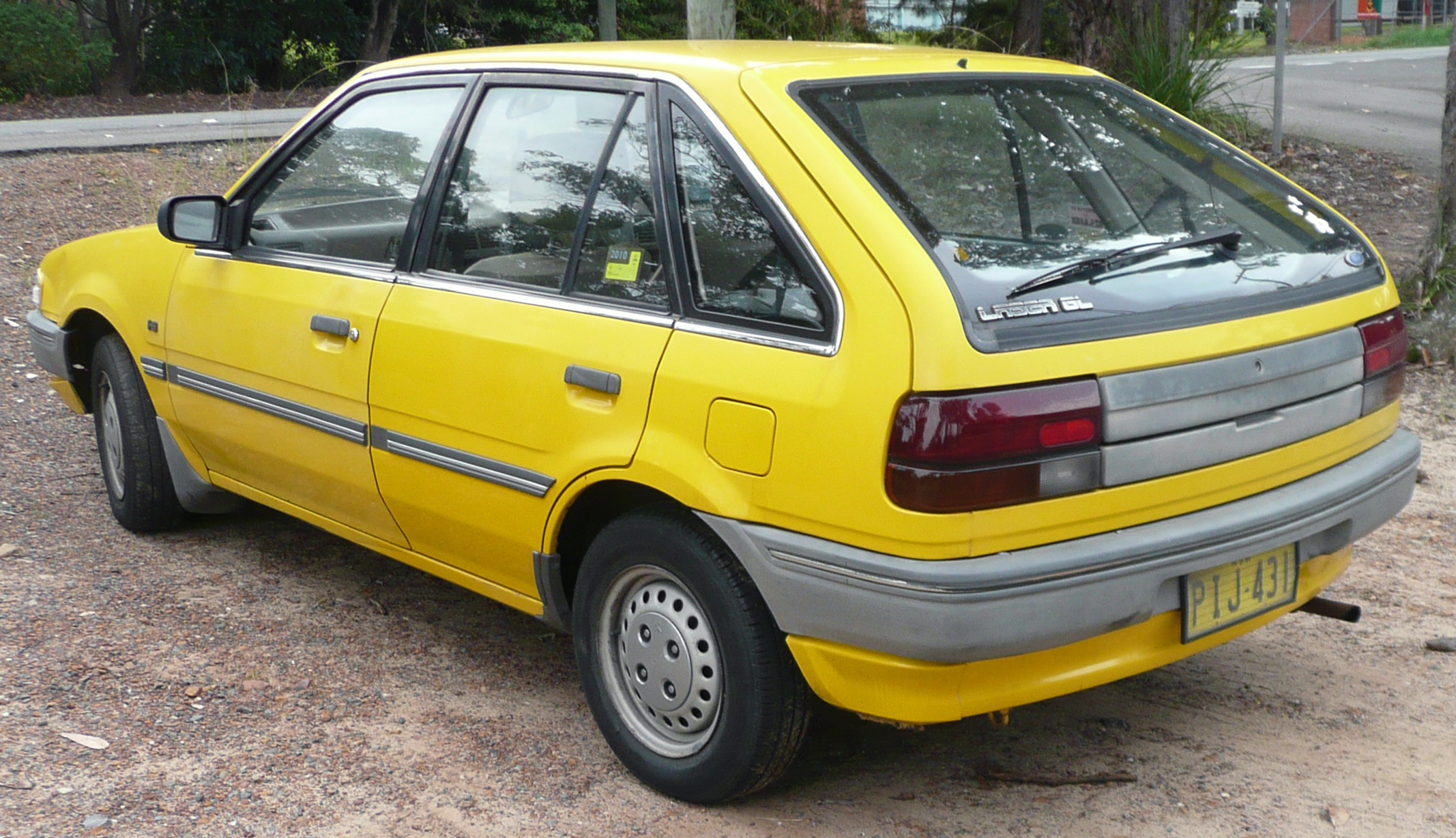
第二代福特Laser KE型系GL五門掀背車型後期車尾(澳洲樣式)
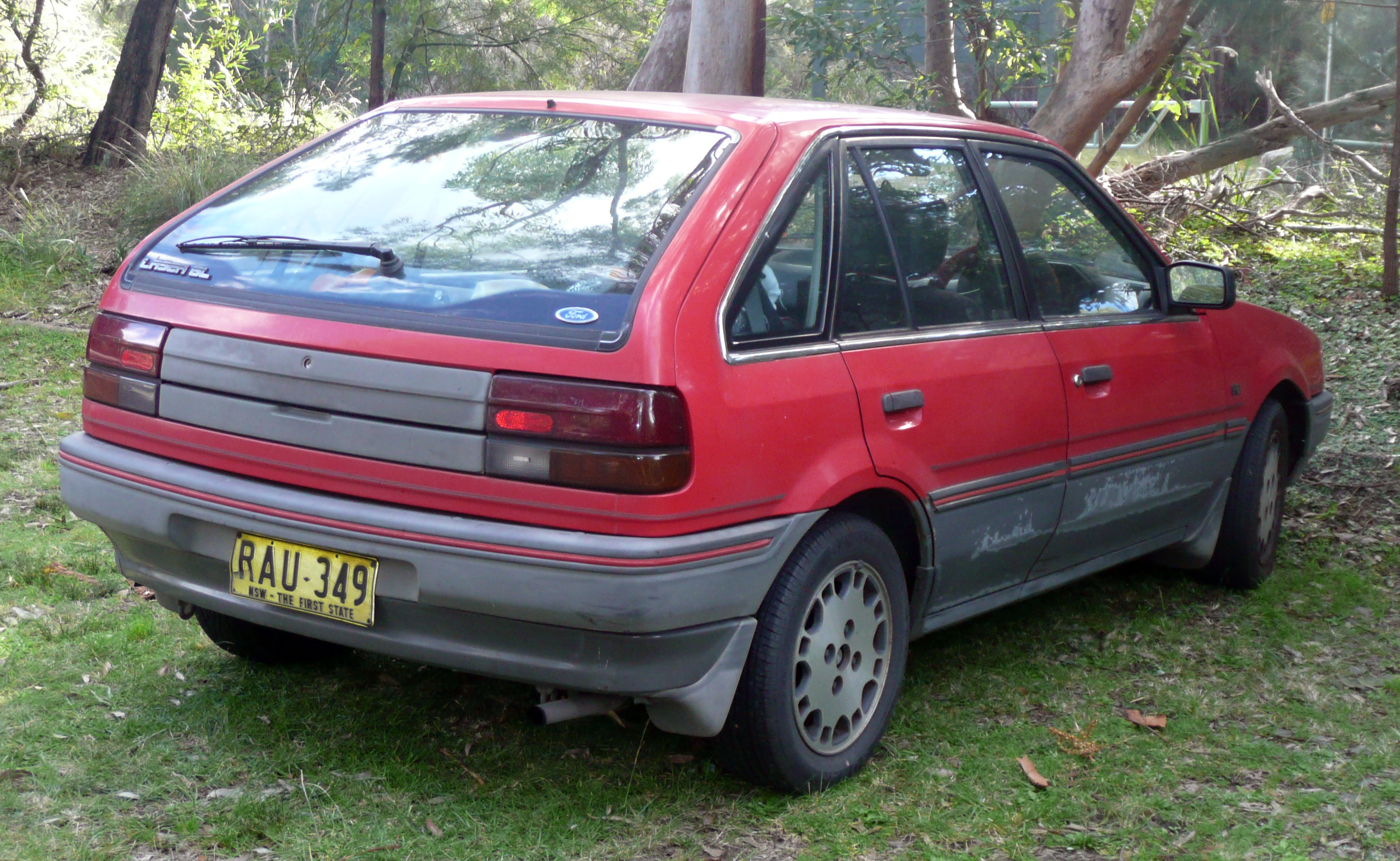
第二代福特Laser KE型系GL五門掀背車型後期車尾(澳洲樣式)
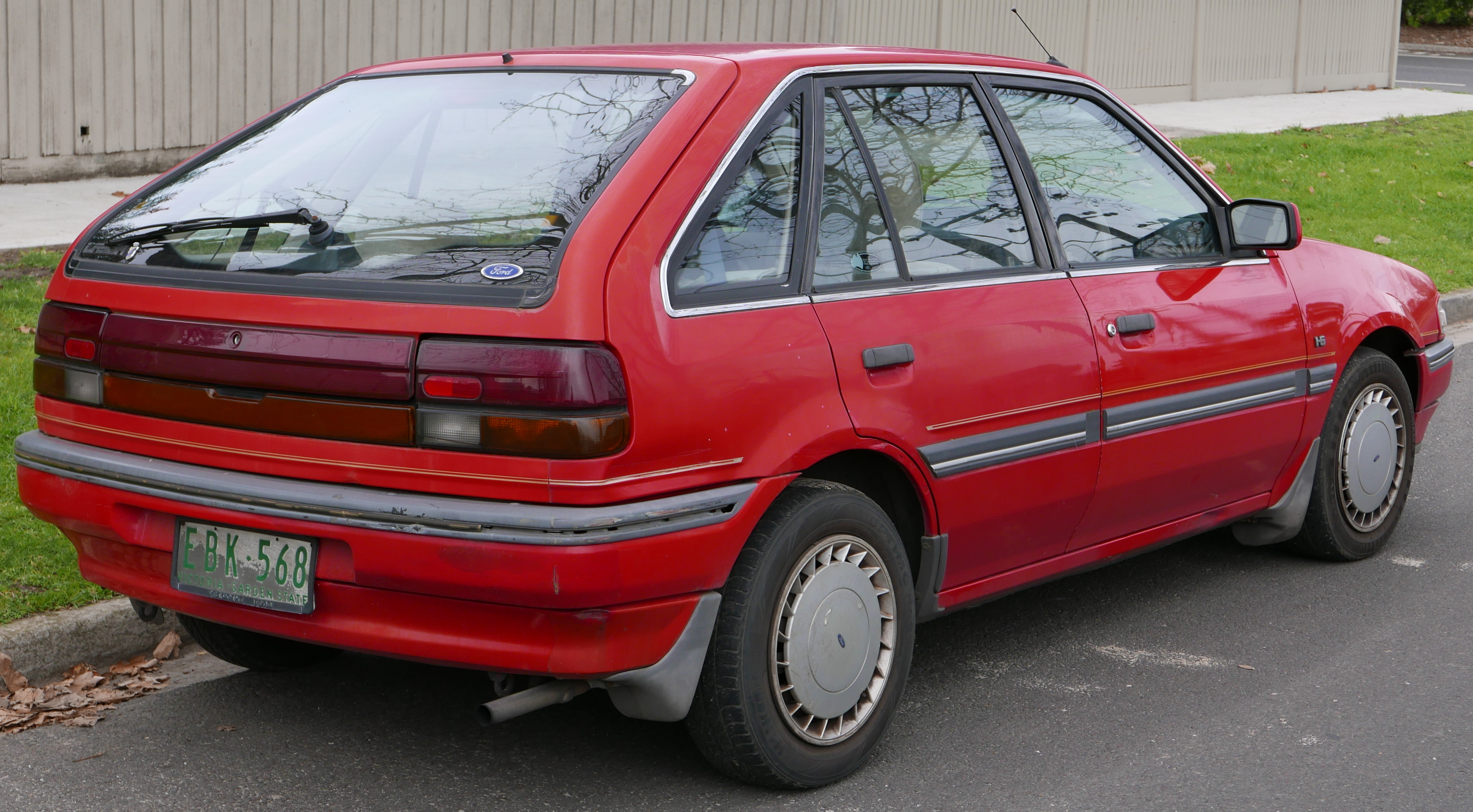
第二代福特Laser KE型系Ghia五門掀背車型後期車尾(澳洲樣式)
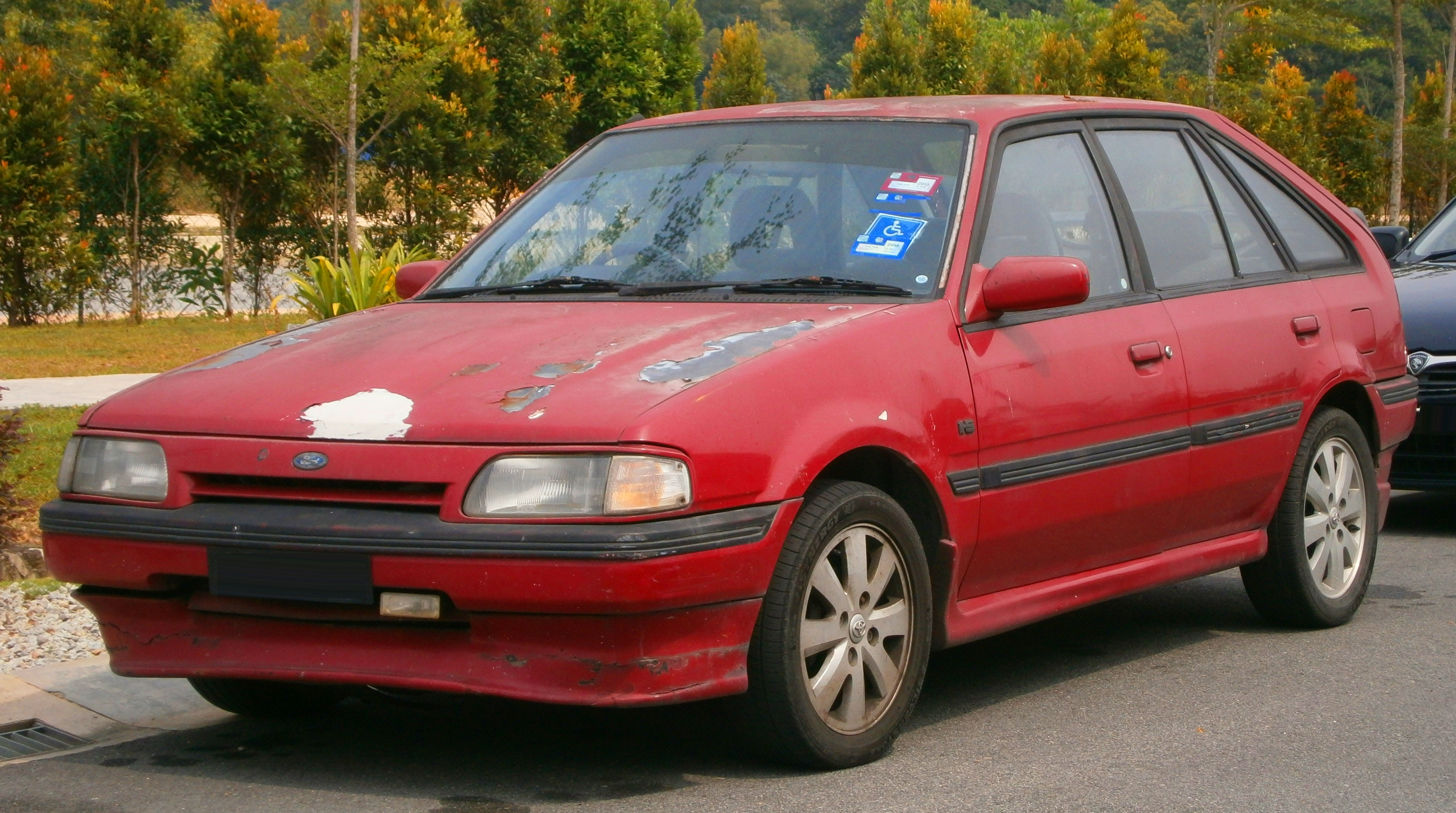
第二代福特Laser KE型系S五門掀背車型車頭(馬來西亞樣式)
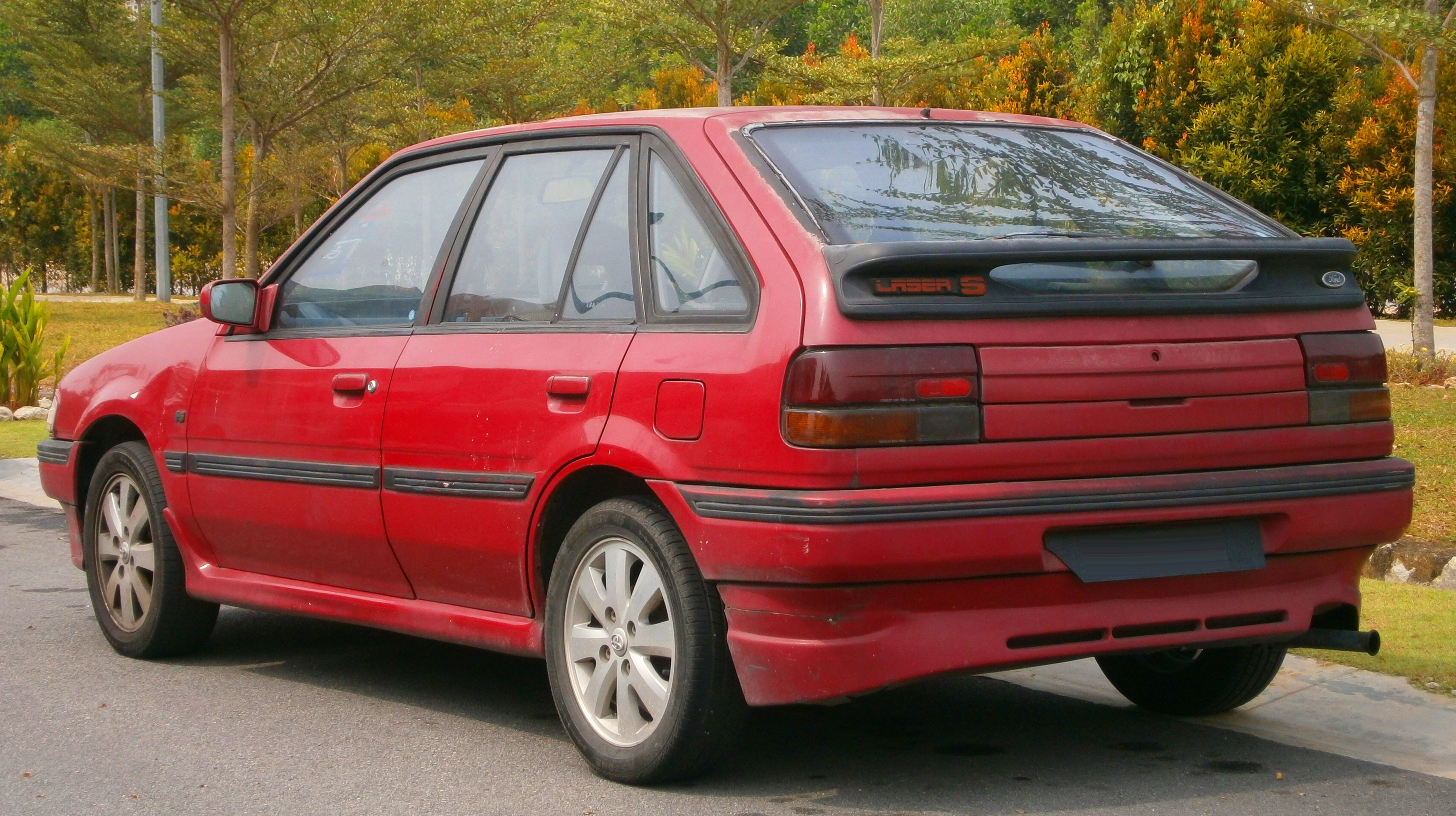
第二代福特Laser KE型系S五門掀背車型車尾(馬來西亞樣式)
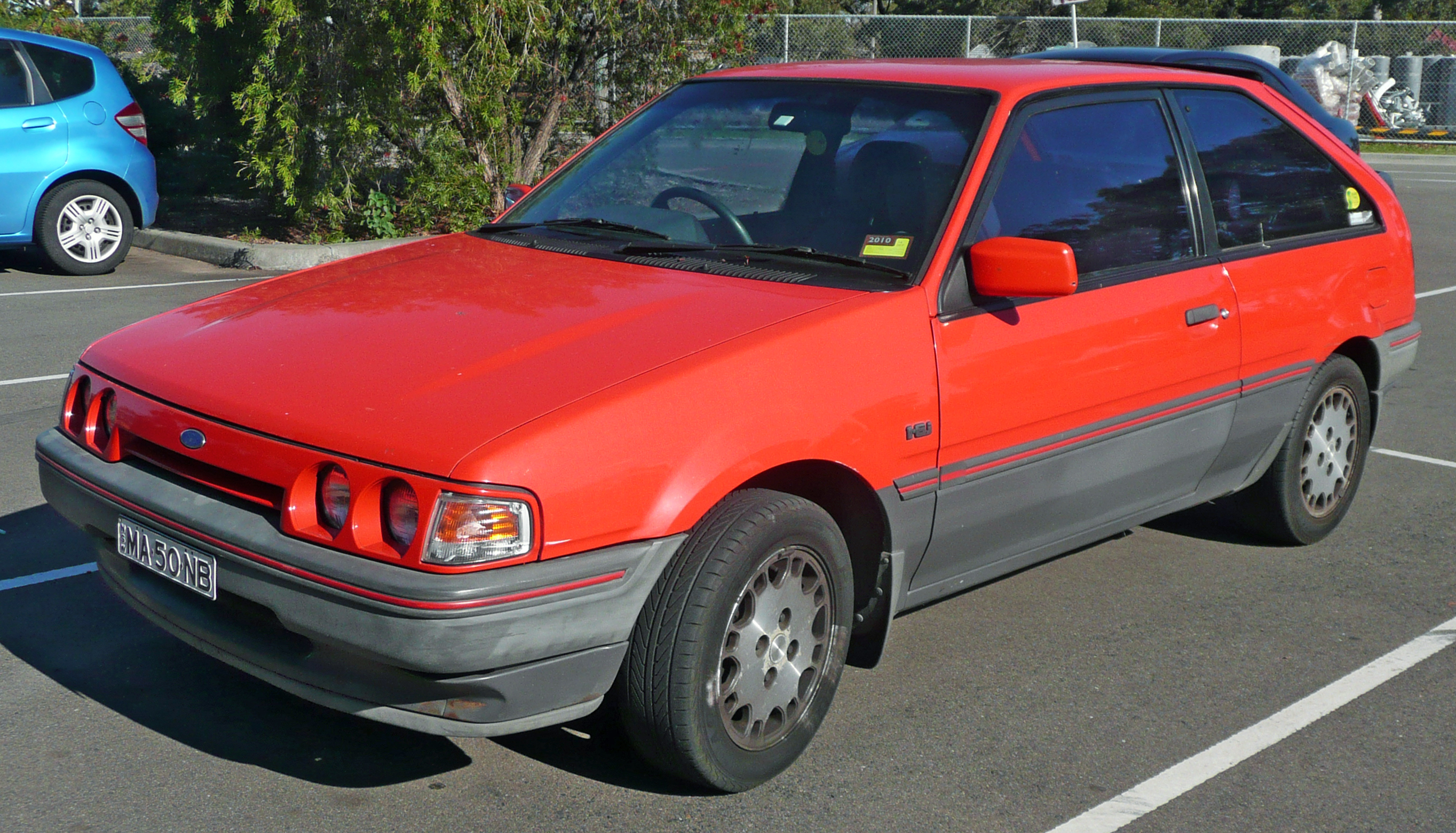
第二代福特Laser KE型系TX3三門掀背車型後期車頭(澳洲樣式)
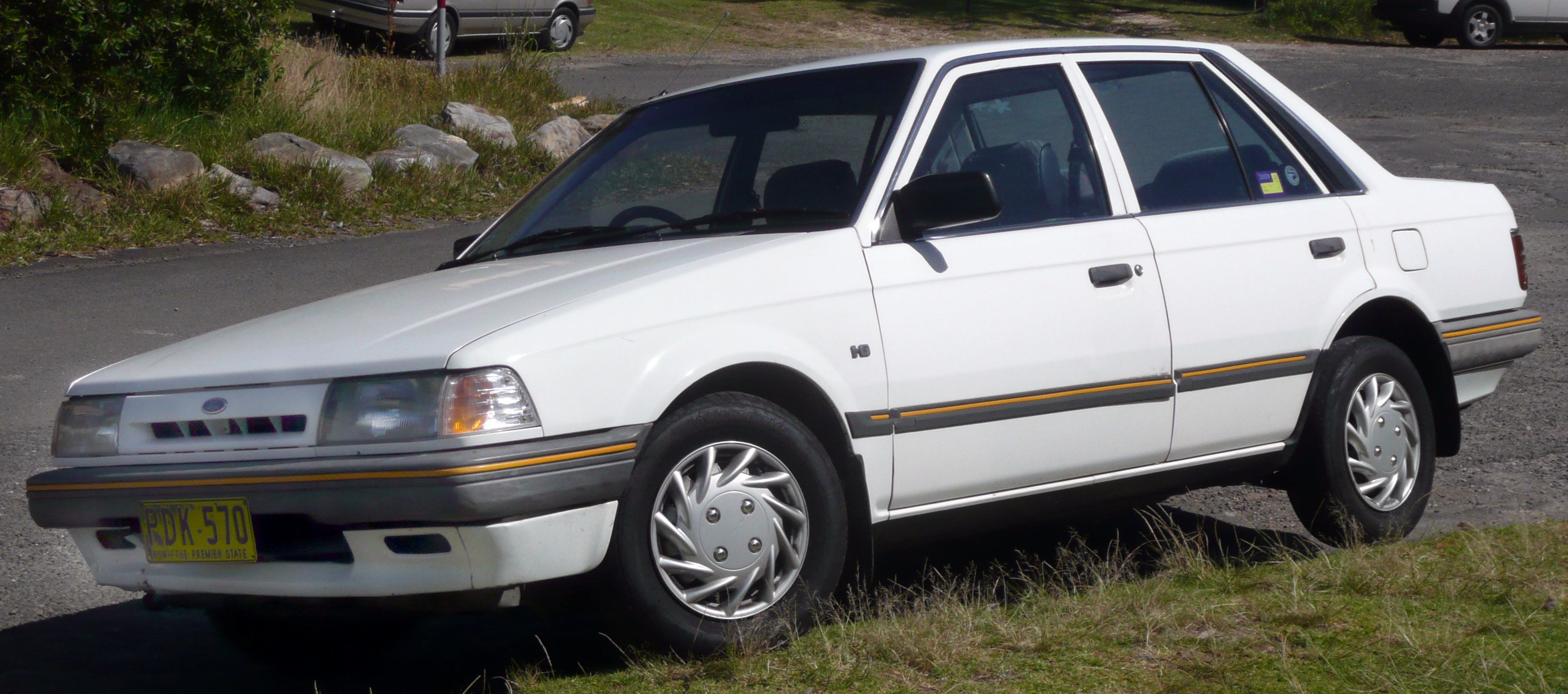
第二代福特Laser KE型系GL四門轎車型後期車頭(澳洲樣式)
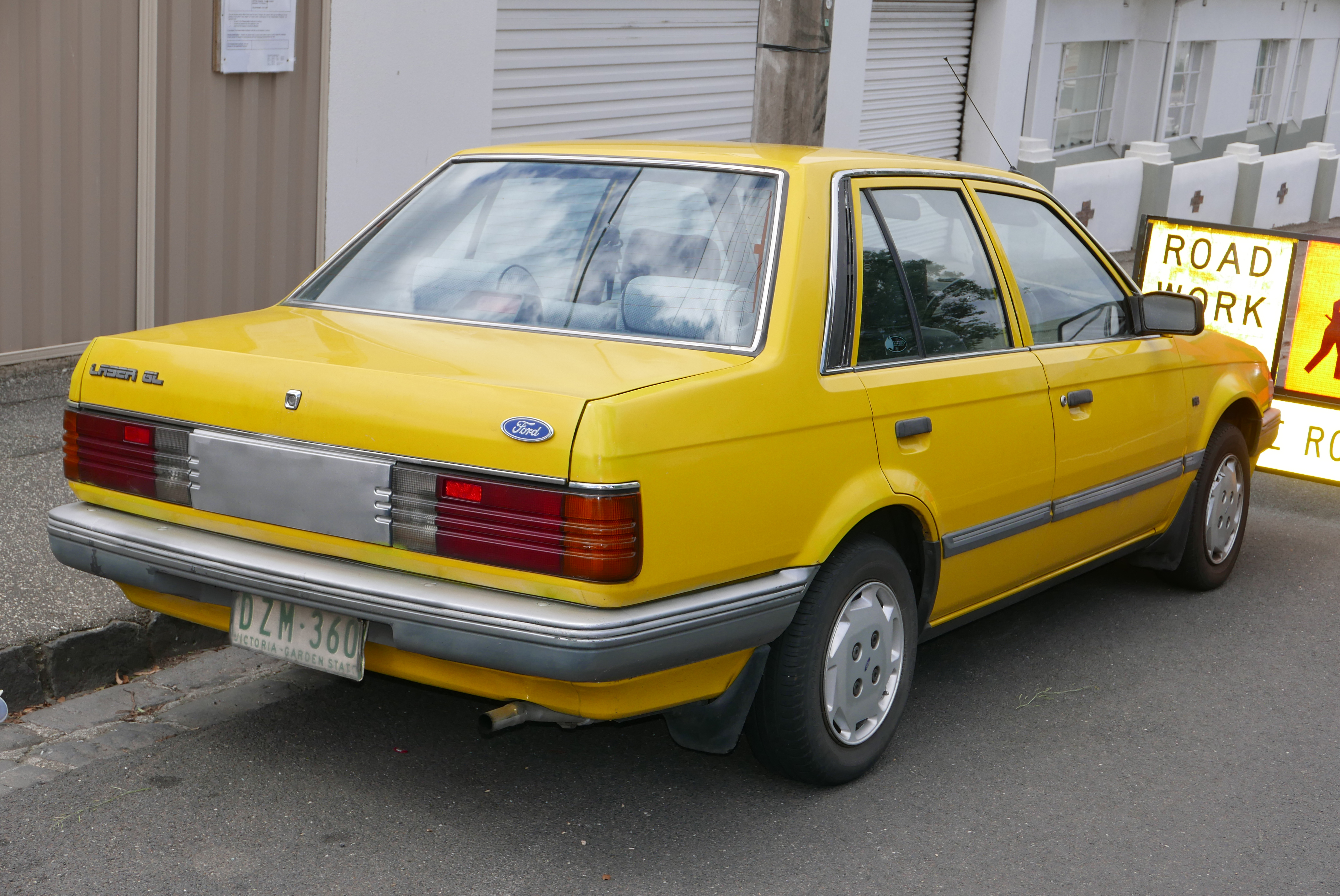
第二代福特Laser KE型系GL四門轎車型後期車尾(澳洲樣式)
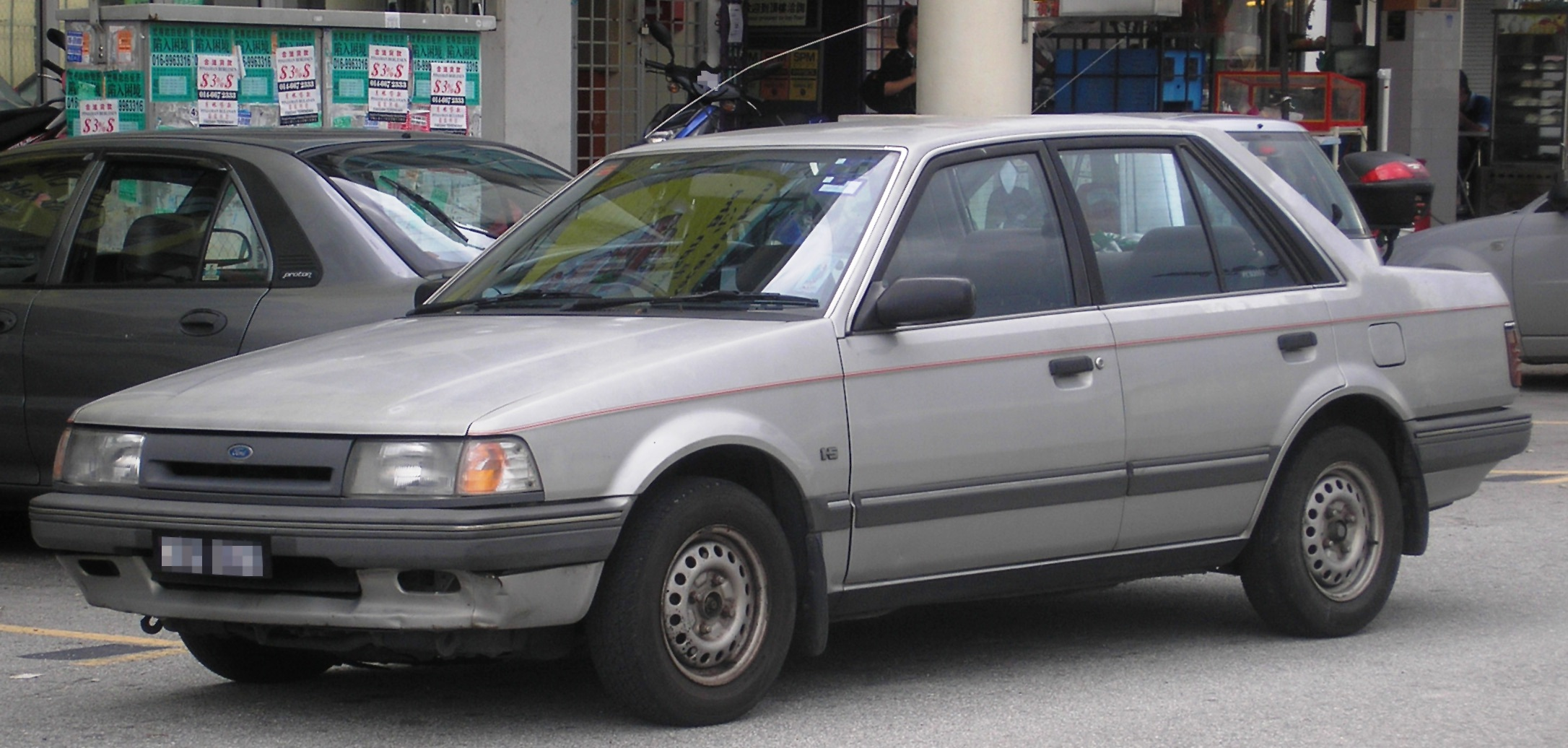
第二代福特Laser KE型系四門轎車型後期車尾(馬來西亞樣式)
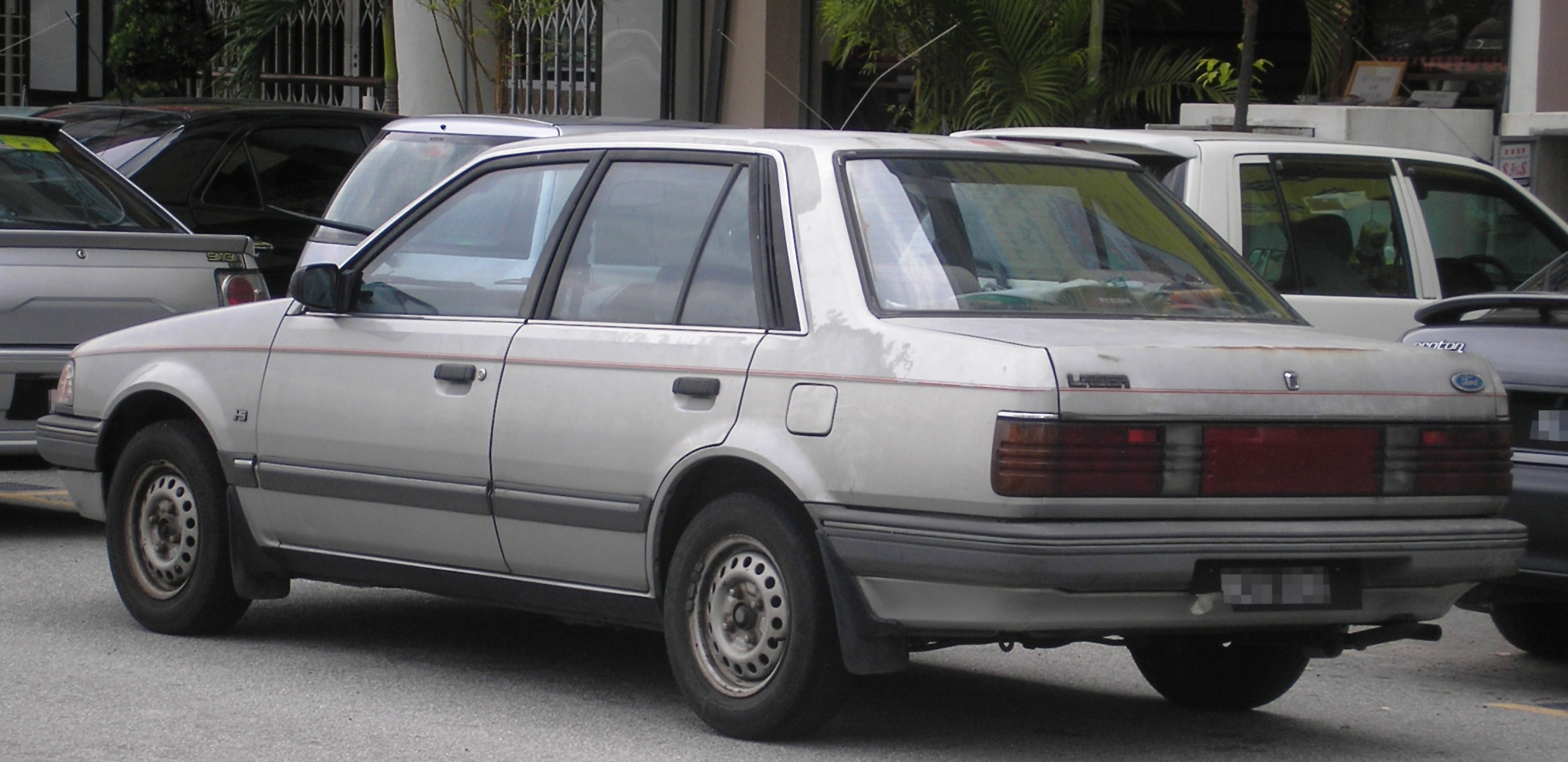
第二代福特Laser KE型系四門轎車型後期車尾(馬來西亞樣式)
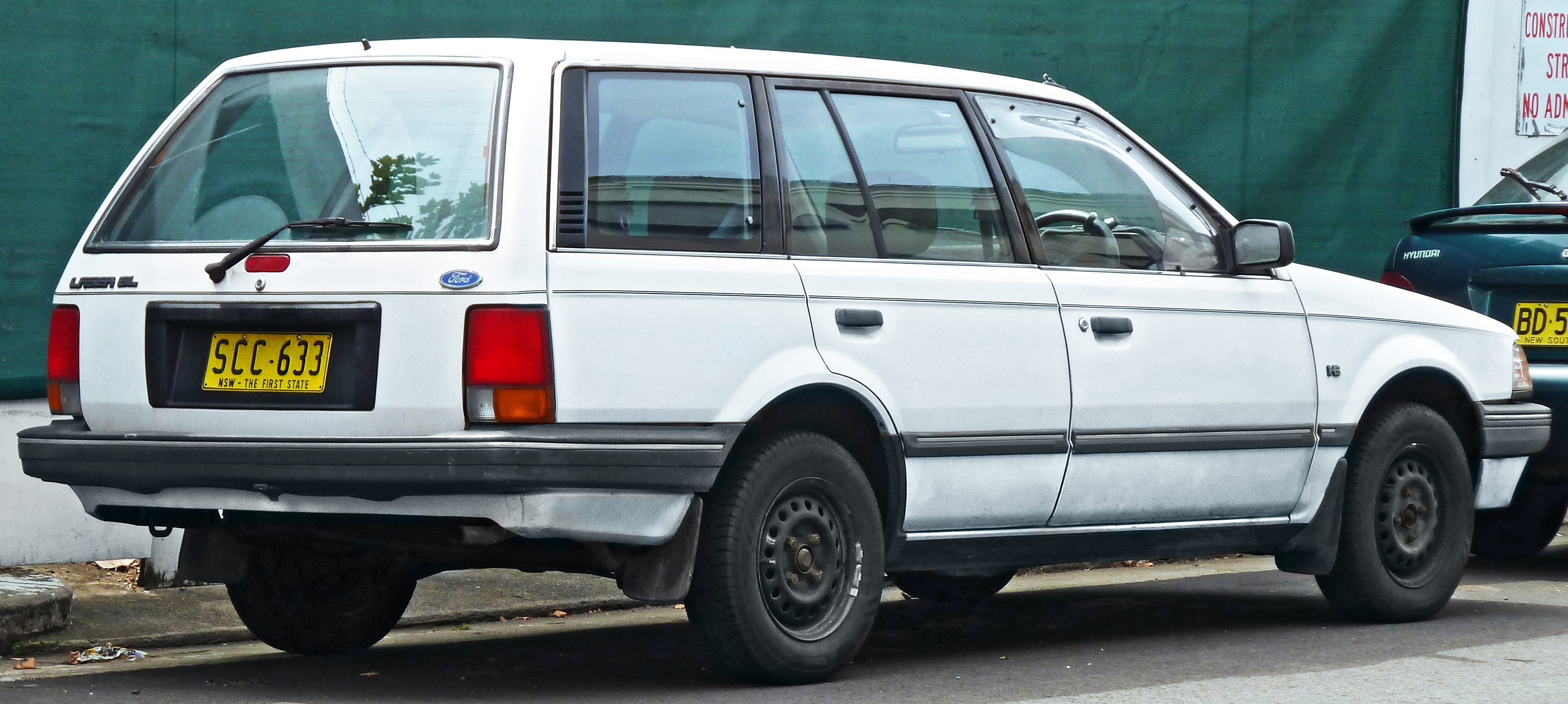
第二代福特Laser KE型系GL五門旅行車型後期車尾(澳洲樣式)
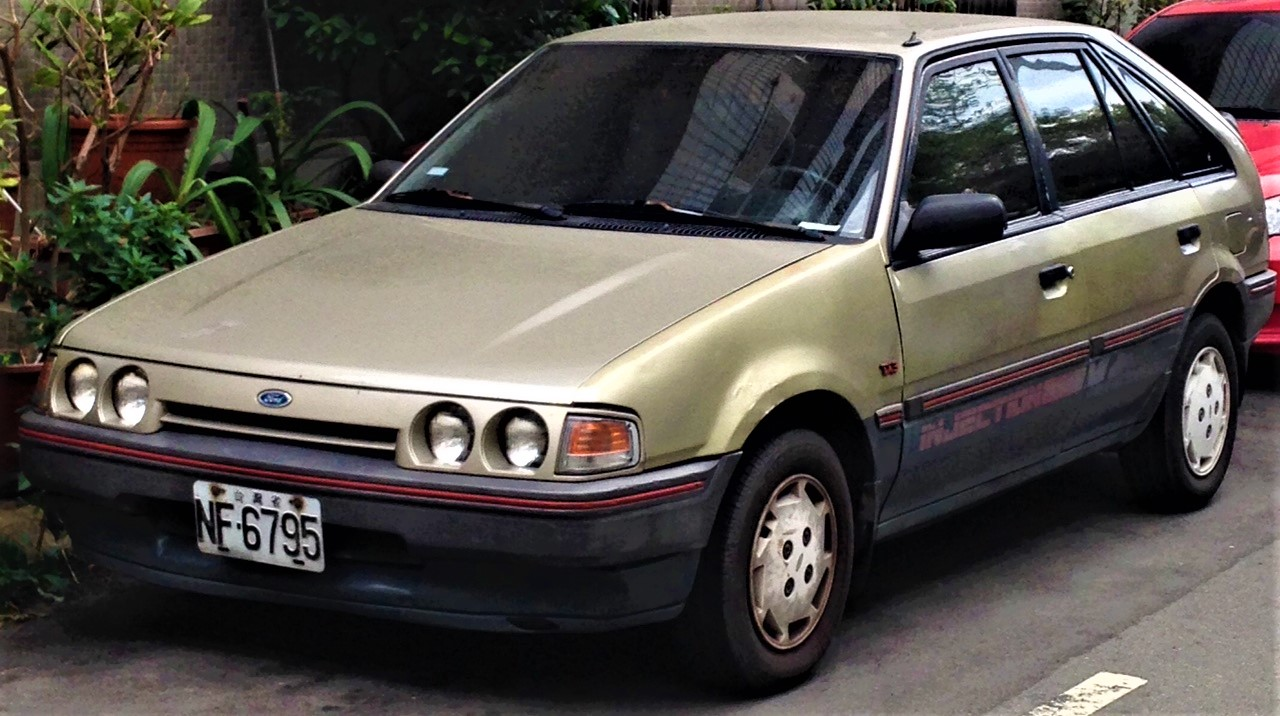
第二代福特Laser KC型系TX3五門掀背車型後期車頭(臺灣樣式)
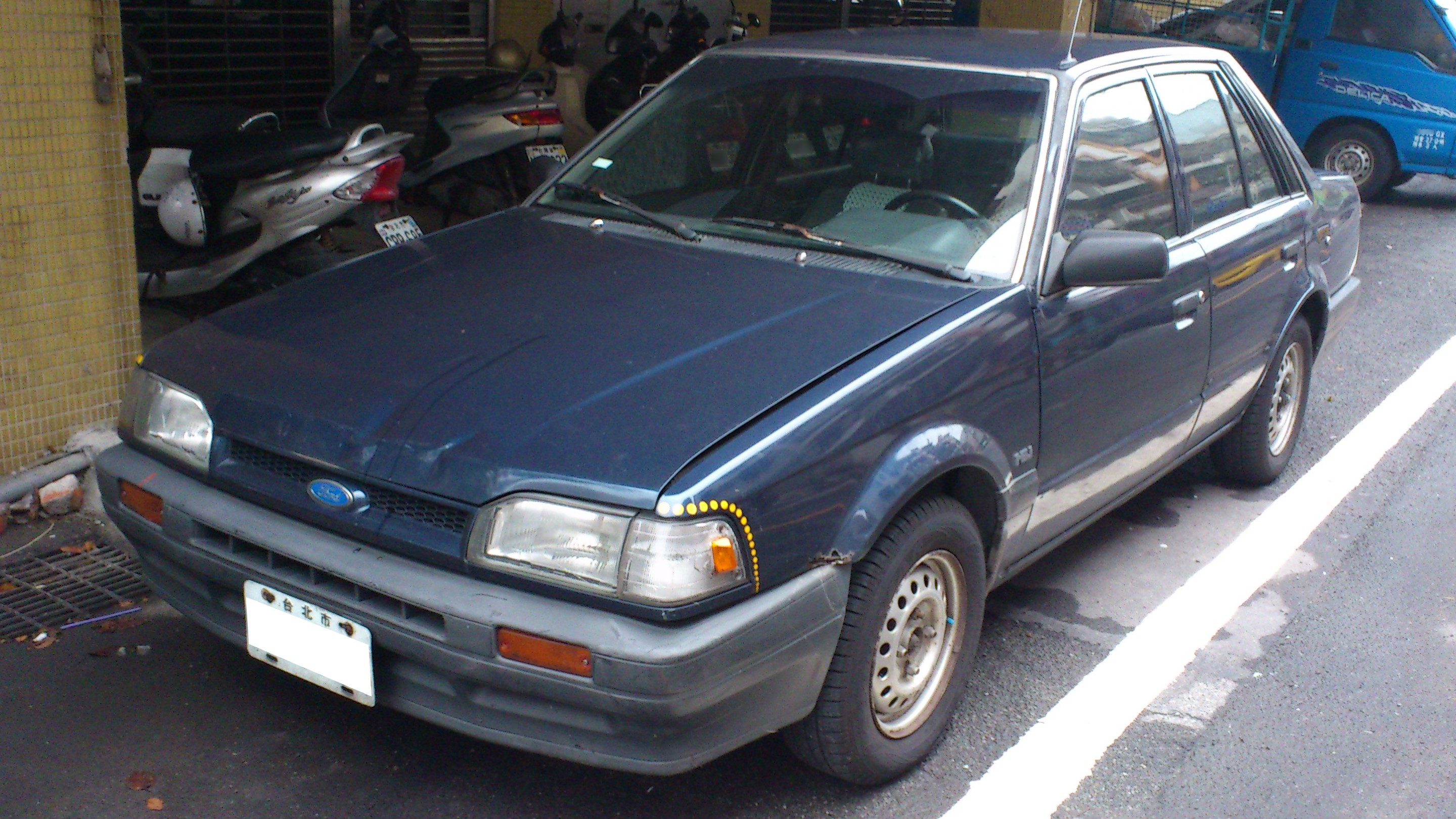
第二代福特Laser KE型系Nobel四門轎車型車頭(臺灣樣式)
第二代福特Laser KE型系Nobel四門轎車型車尾(臺灣樣式)

### 第三代KF/KH型系（1989年-1994年）
1989年4月第三代Laser在日本及東南亞地區上市，並於1990年3月正式在大洋洲地區銷售，採用馬自達BG平臺，動力方面共有直列四缸引擎1.3升和1.5升、1.6升、1.7升、1.8升五種排氣量，車型共分成GLX/GL/GLS/Ghia/TX3五個等級，車款有三、五門掀背型與四門轎車型，繼續沿續上一代KC/KE型系的全時4WD與FF系統，同時消費者可選擇五速手排和三速/四速自排變速系統等三種。此代車型在北美洲市場稱作Escort及水星Tracer，1994年至1997年韓國起亞汽車銷售的Sephia，其機械結構與車身底盤也衍生自此代車款。1991年福特針對第三代Laser進行小改款，修改頭燈及水箱罩造型。
臺灣市場方面，福特六和汽車於1990年5月即在臺灣組裝第三代Laser，以「金全壘打」為名正式在臺灣銷售，同時並繼續在臺灣生產第二代KE型系採兩代車型同時銷售，而在臺灣國產化的動力版本則搭配1.3及1.6升多汽門(16V)引擎設計，車型共分成GLX/GL/GLS三個等級，並擁有四門轎車與五門掀背車兩種車款選擇。其中五門掀背車款改搭載1.6升引擎，不再提供入門的1.3引擎，並取消TX3等級，同年6月新增1.8升多汽門(16V)引擎四門轎車Ghia等級。此車系在臺灣一推出不但在國產中小型房車市場大有斬獲，並繼續佔領臺灣計程車市場，而一般消費者購買的情況也比前一代日漸增多，此代車型幾乎已經成為了臺灣日系國產中小型房車的代名詞。1992年第三代Laser進行第一次小改款（澳洲福特代號KH），修改頭燈及水箱罩造型，同時並針對五門掀背車款新增RS1600等級並延續第二代TX3等級的掀背車款定位。1994年進行第二次小改款，將車頭方向燈改為白色，四門轎車車款之車尾部份採用了北美版Escort及水星Tracer四門轎車的尾燈設計，直至1997年生產完畢以後即刻停產，使得第三代Laser在臺灣市場銷售7年的傳奇也正式畫下句點。

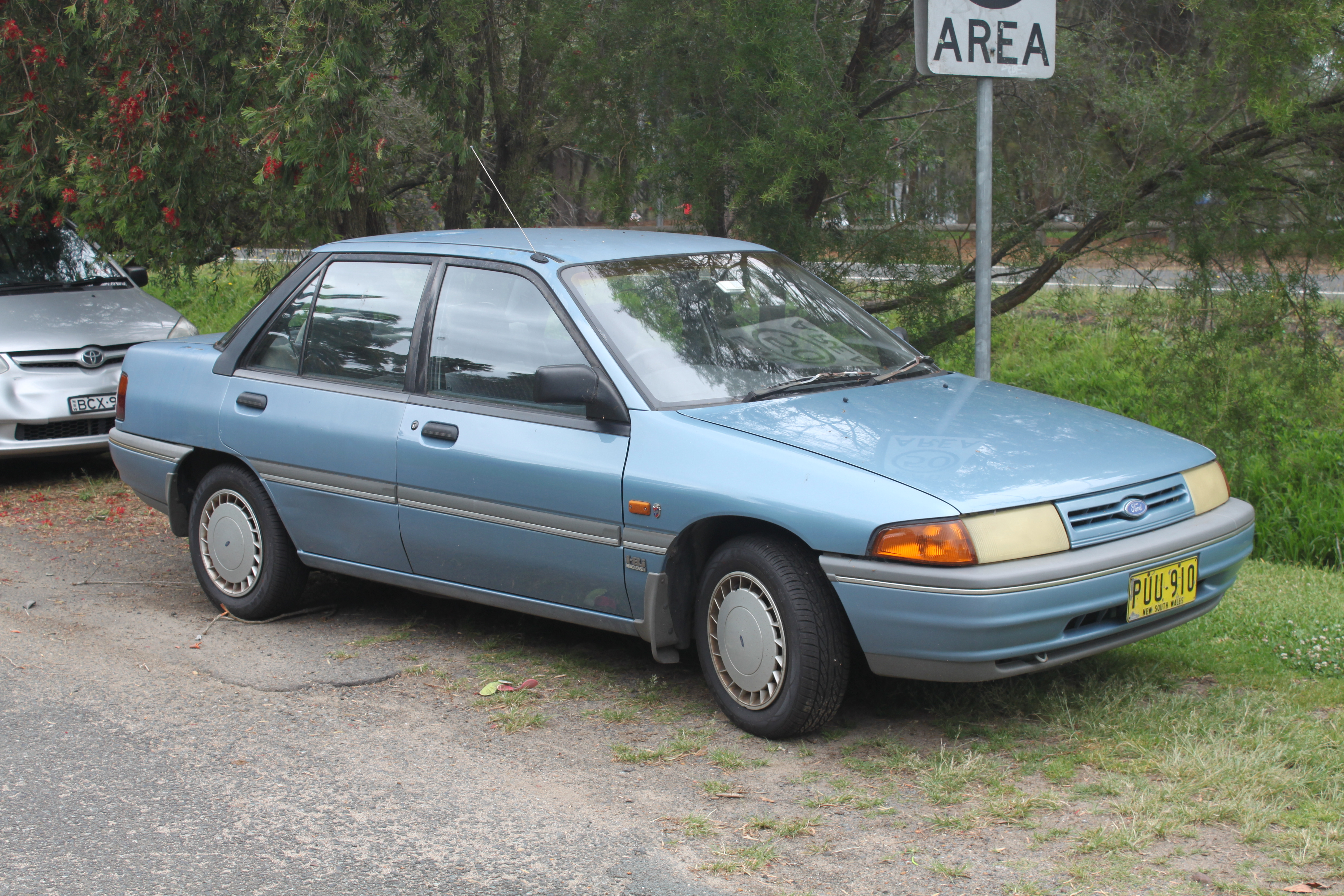
第三代福特Laser KF型系Ghia四門轎車型前期車頭(澳洲樣式)
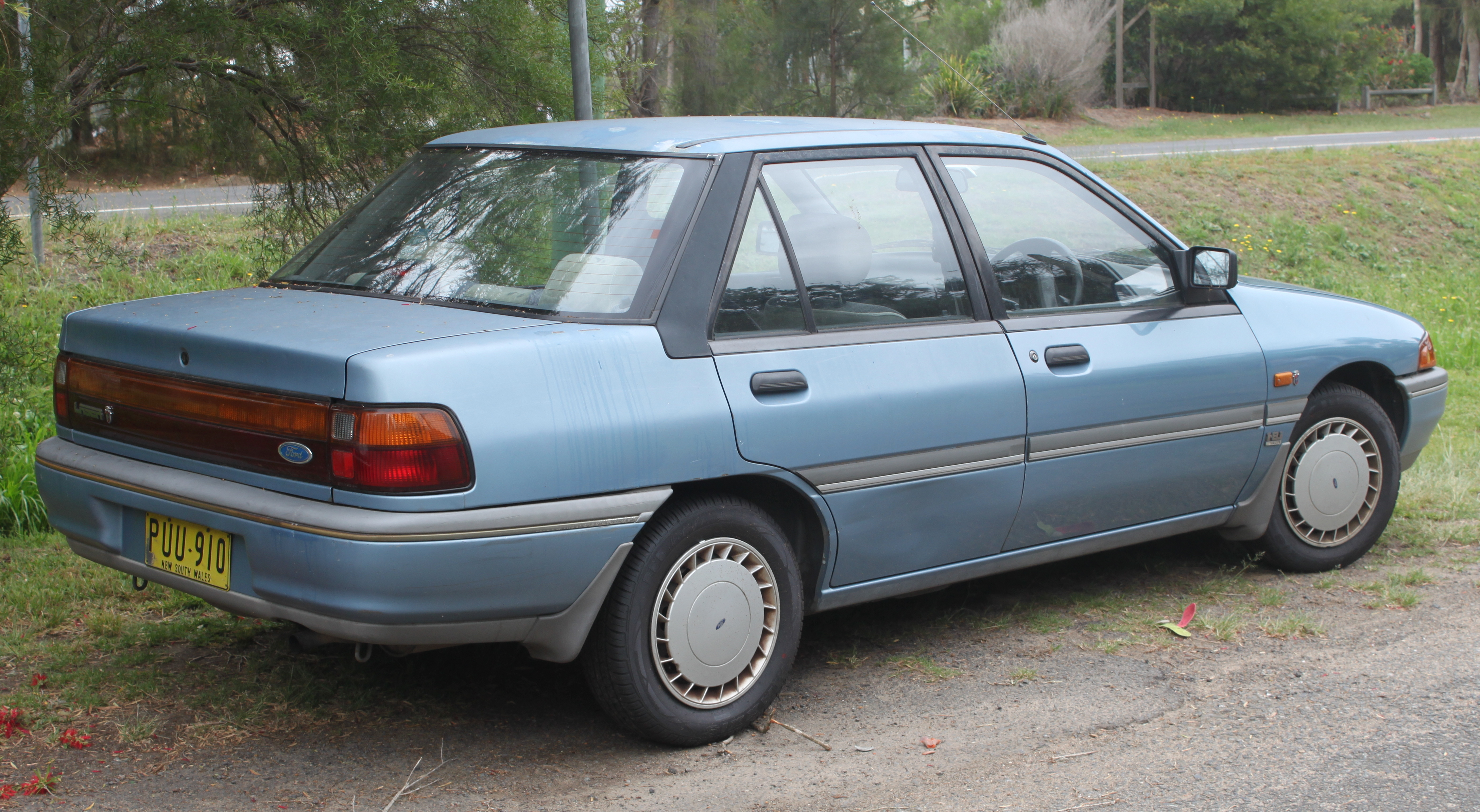
第三代福特Laser KF型系Ghia四門轎車型前期車尾(澳洲樣式)
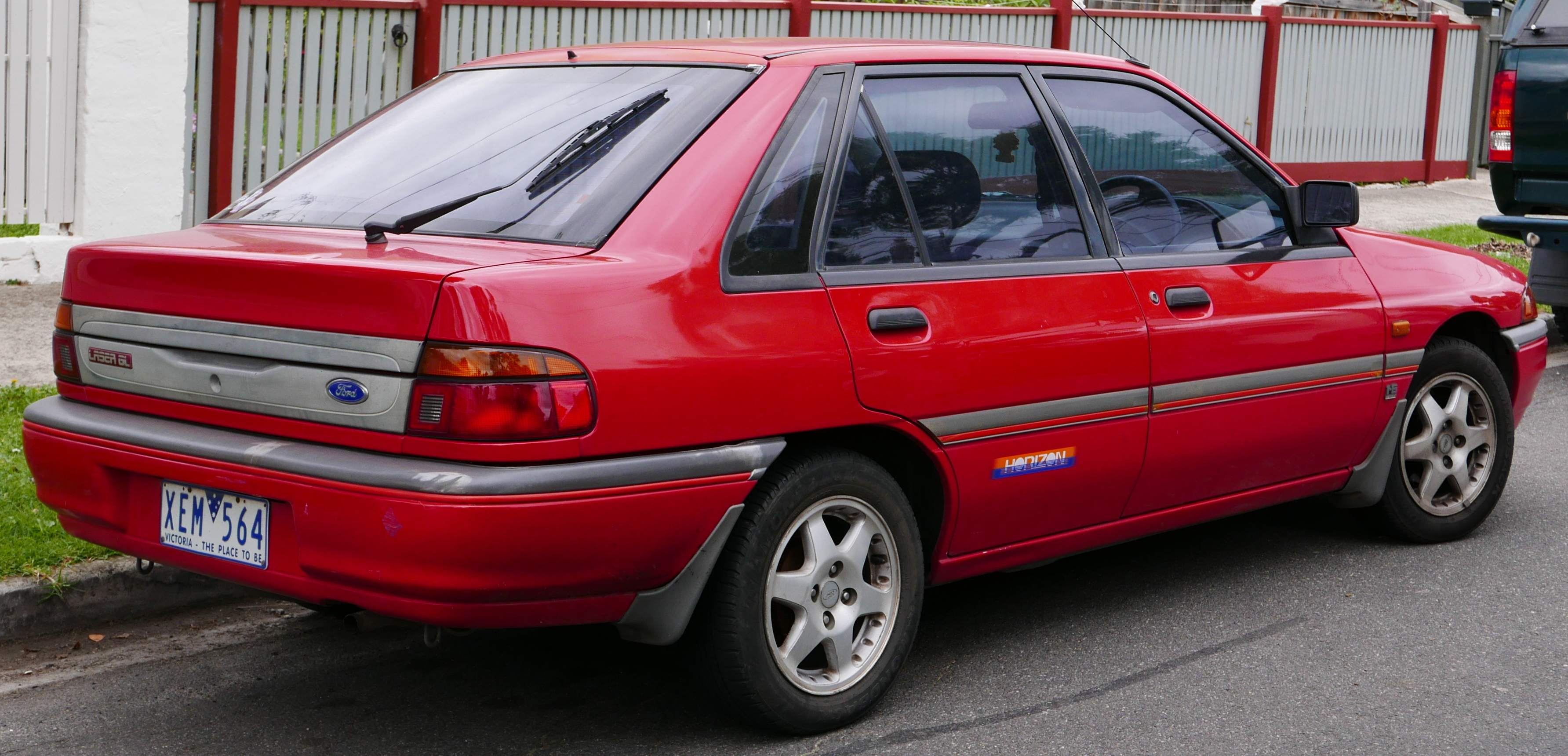
第三代福特Laser KH型系GL Horizon五門掀背車型前期車尾(澳洲樣式)
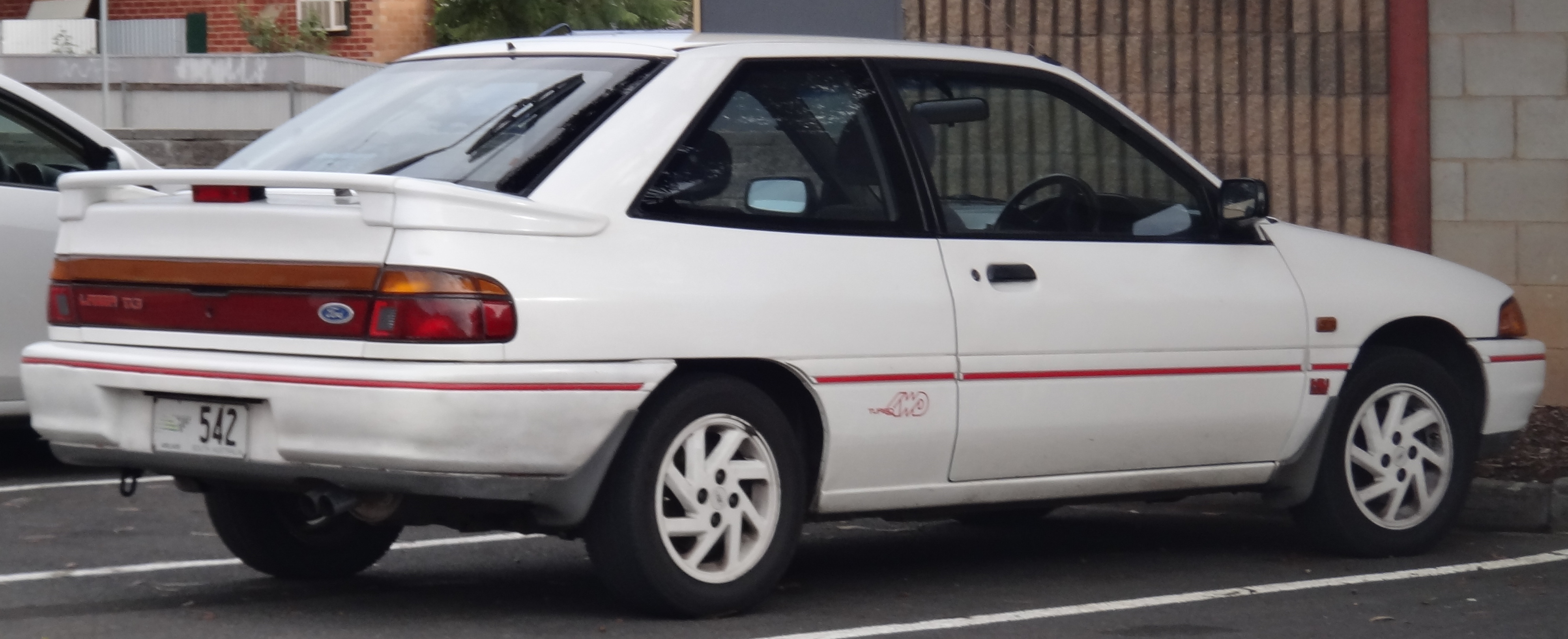
第三代福特Laser KF型系TX3四輪驅動三門掀背車型前期車尾(澳洲樣式)
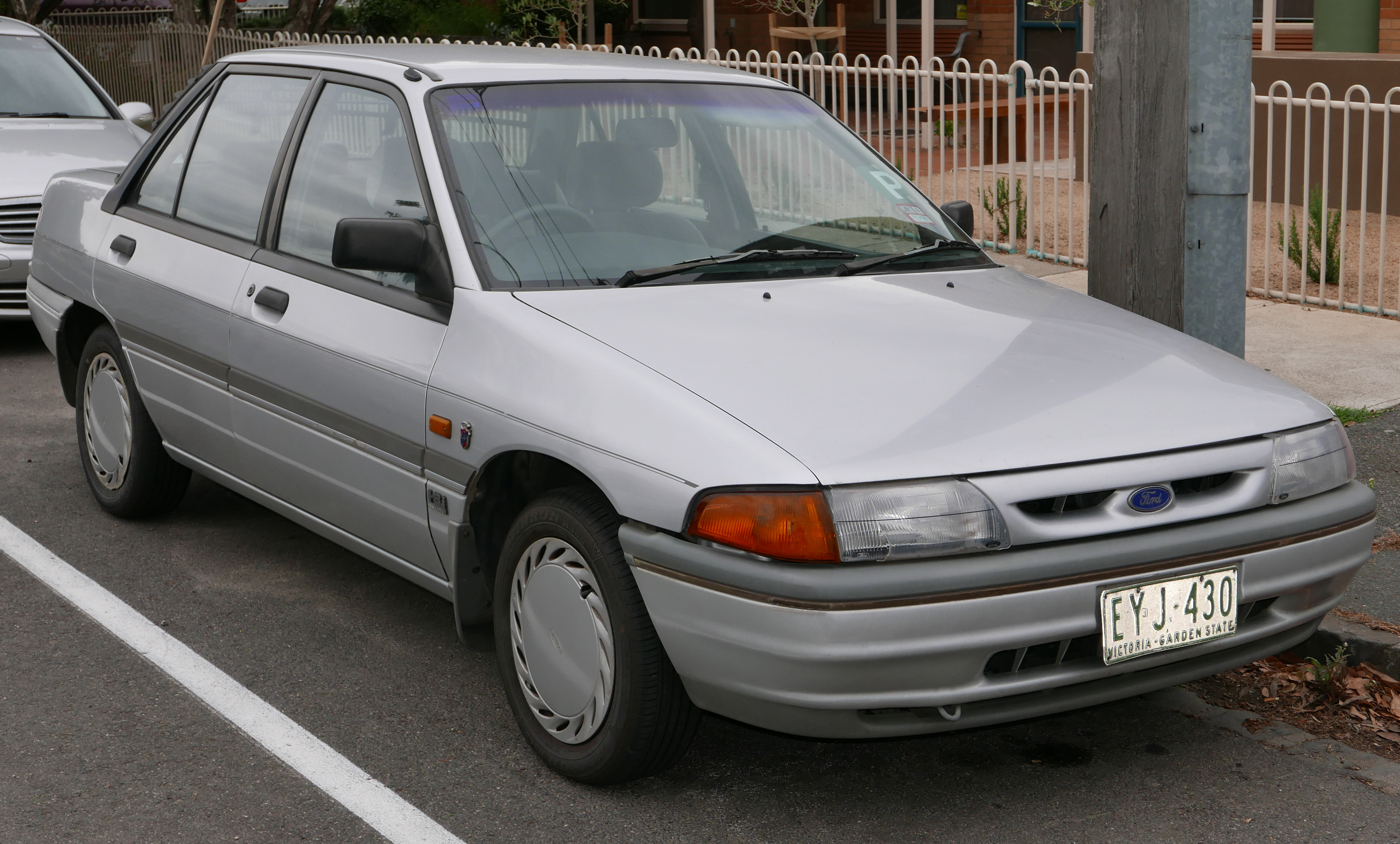
第三代福特Laser KH型系Ghia四門轎車型後期車頭(澳洲樣式)
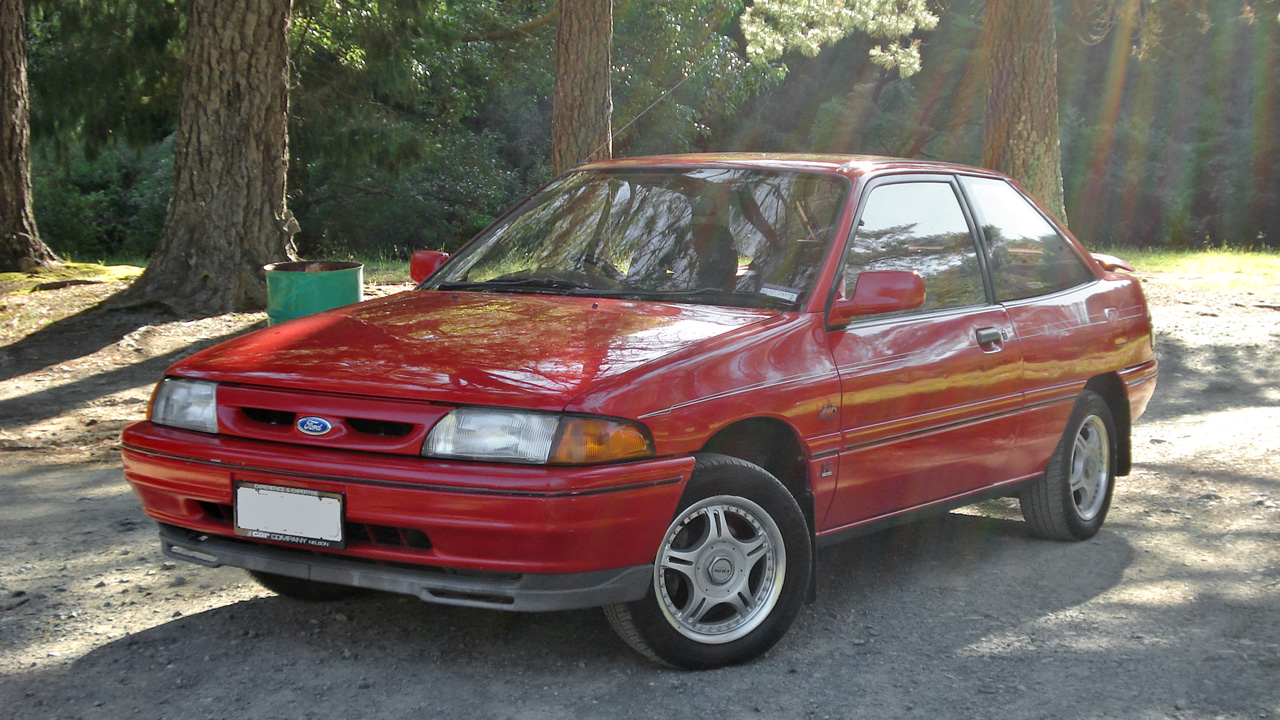
第三代福特Laser KH型系TX3三門掀背車型後期車頭(澳洲樣式)
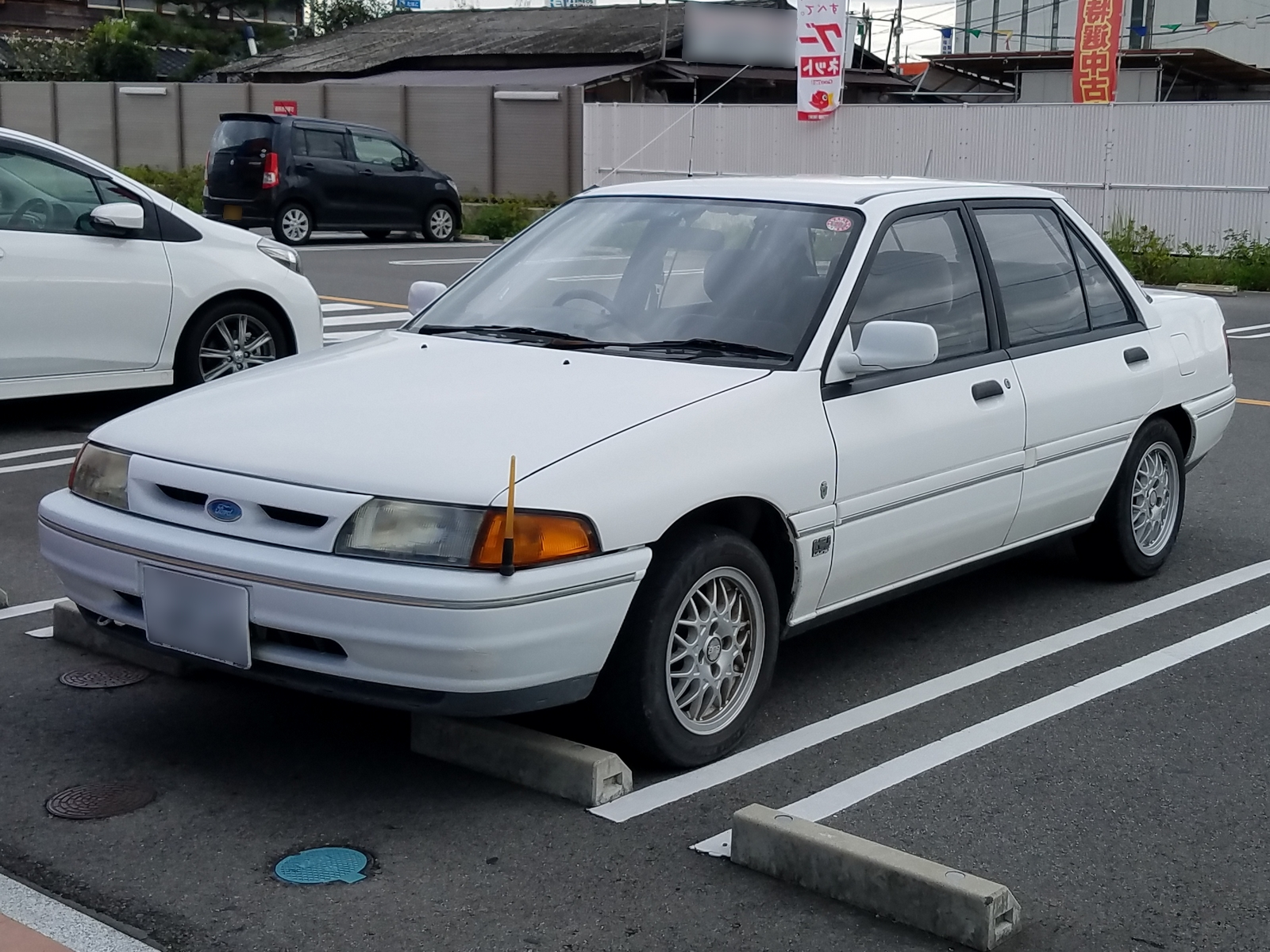
第三代福特Laser KH型系Ghia四門轎車型後期車頭(日本樣式)
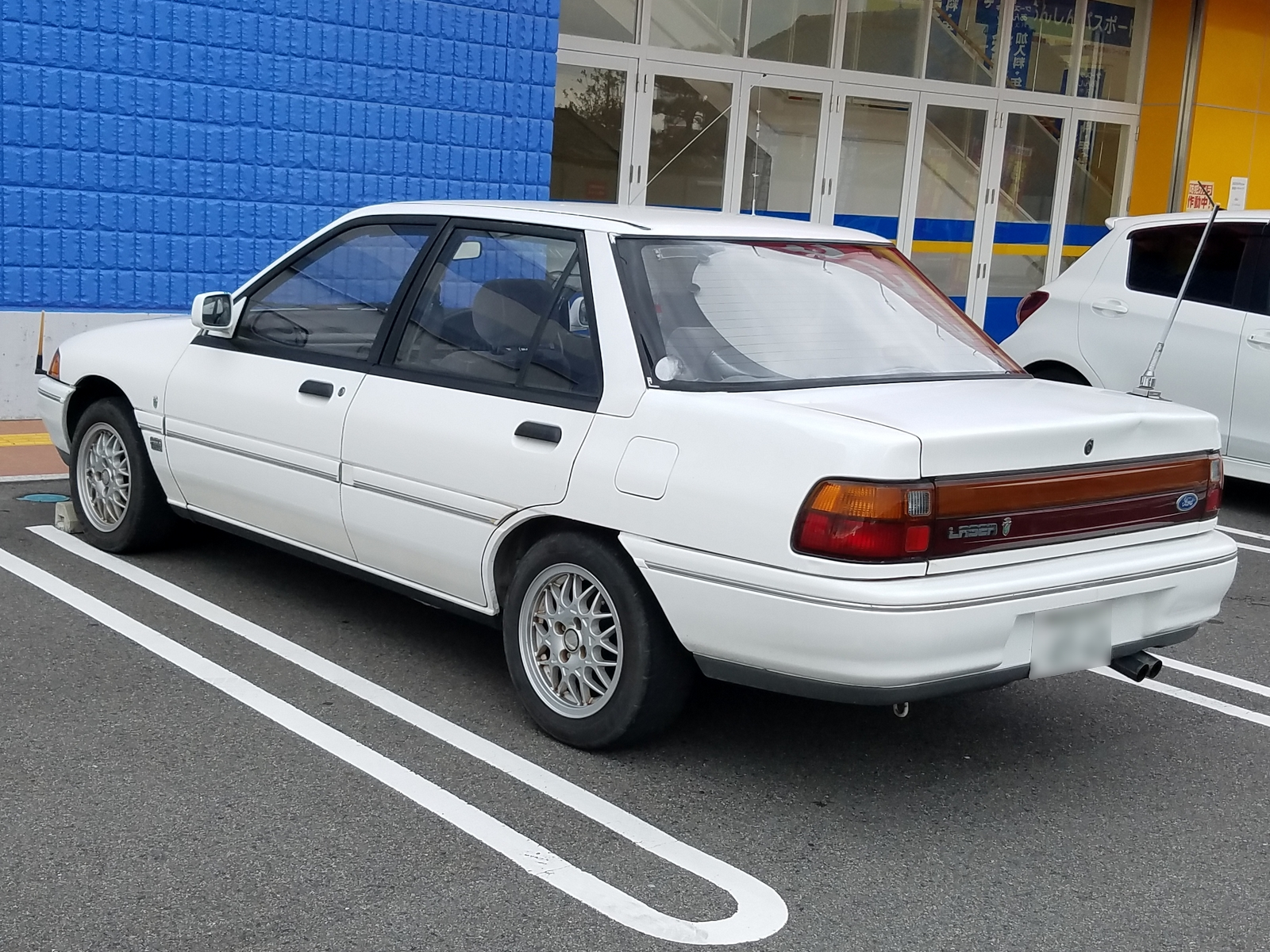
第三代福特Laser KH型系Ghia四門轎車型後期車尾(日本樣式)
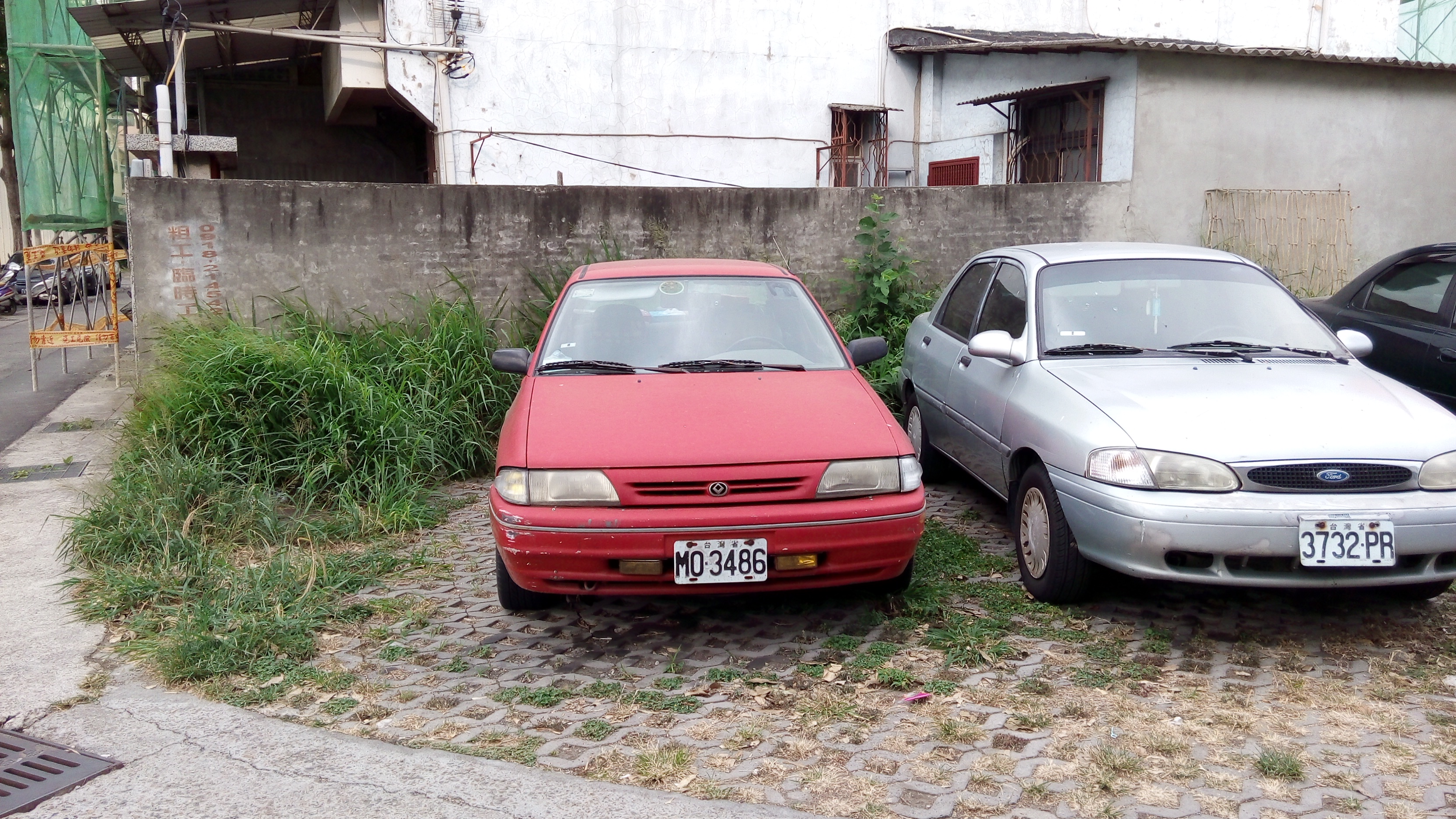
第七代馬自達323 BG型系四門轎車型後期車頭(台灣樣式)
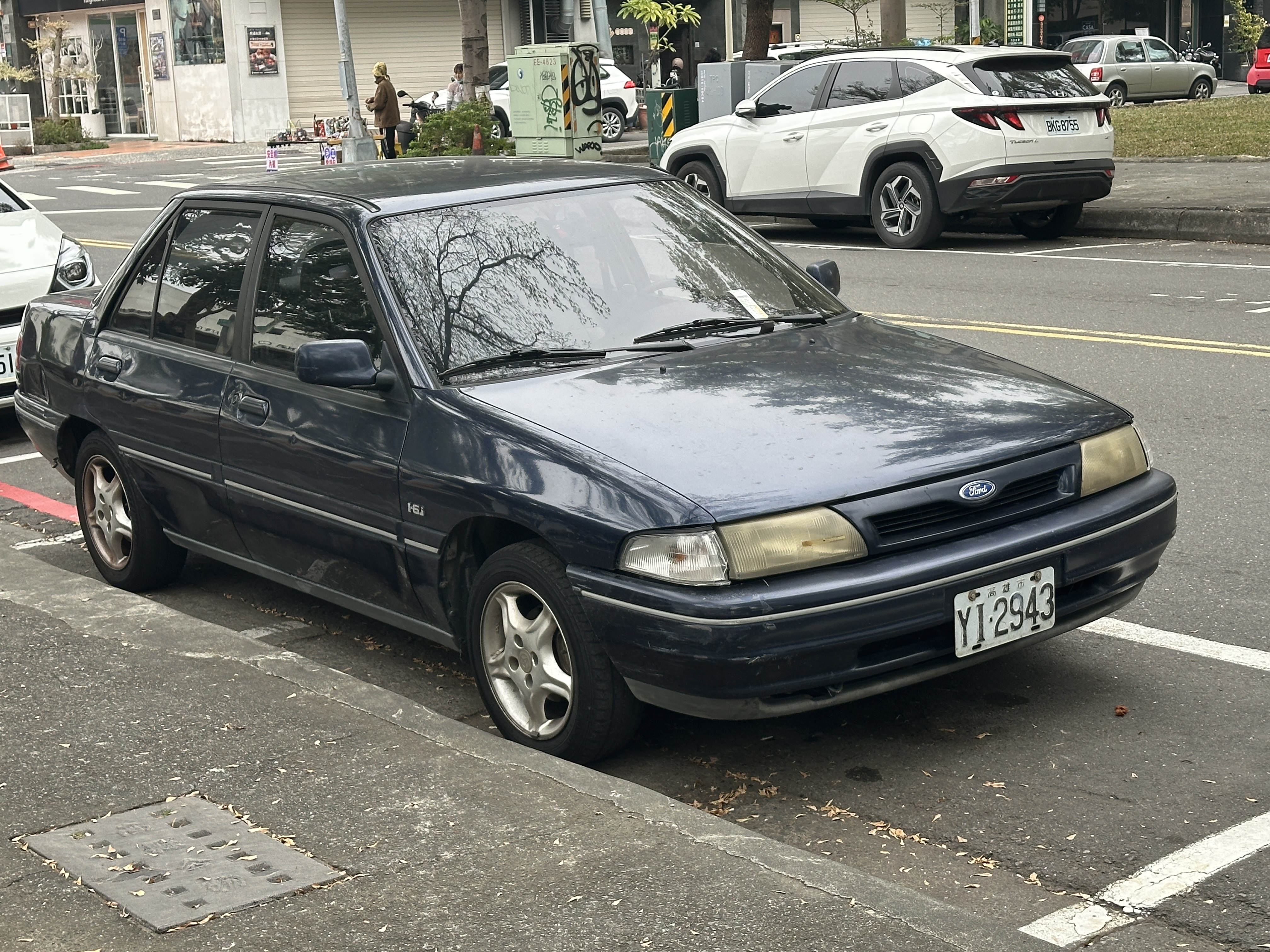
第三代福特Laser KH型系四門轎車型後期車頭(臺灣樣式)
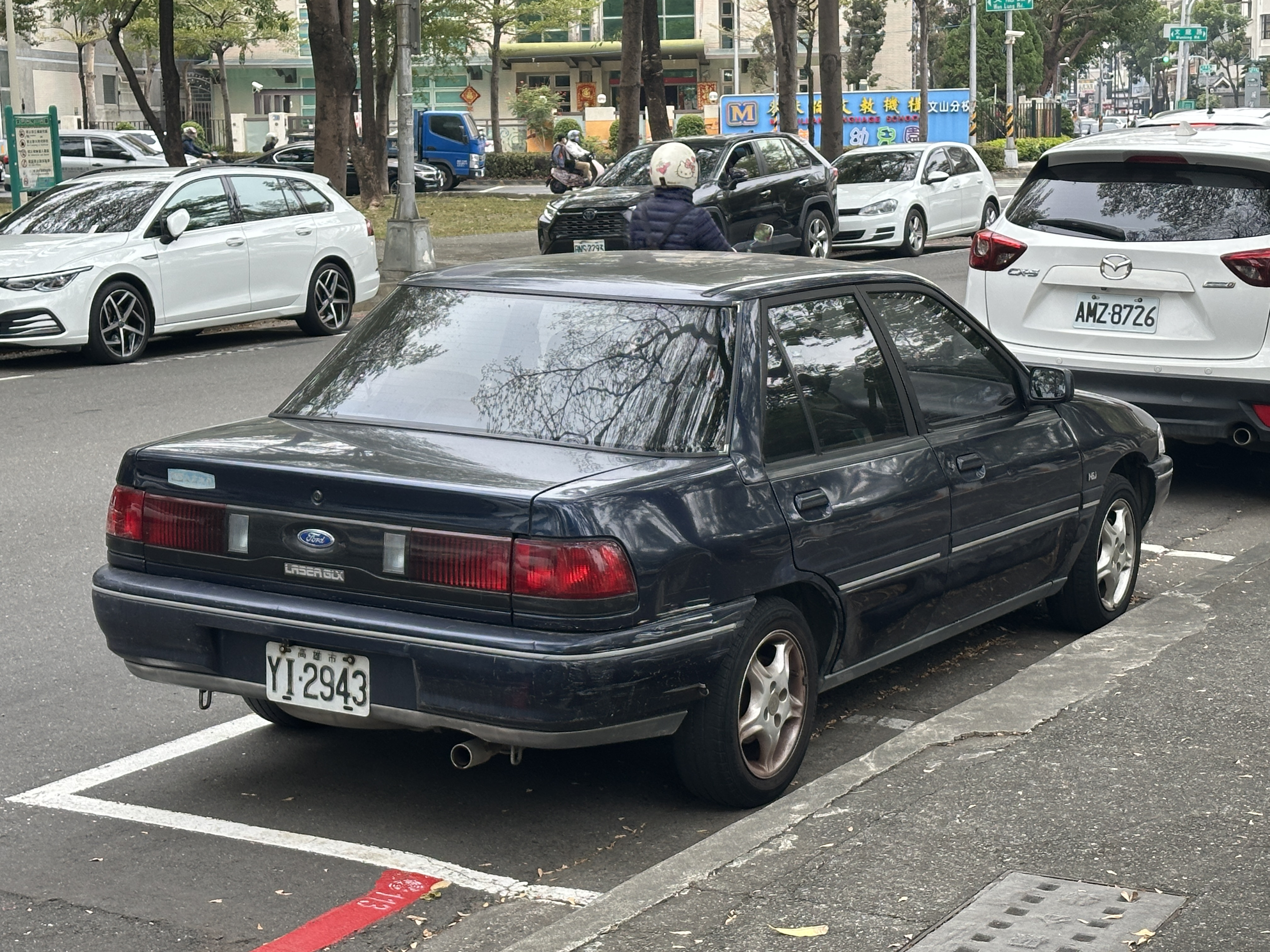
第三代福特Laser KH型系四門轎車型後期車尾(臺灣樣式)

### 第四代KJ/KL/KM型系（1994年-1998年）
1994年8月第四代福特Laser在日本及港澳、東南亞、大洋洲地區上市，此代車系與第八代馬自達323/Familia一樣採用了BH平台，加長了軸距。車款有三門/五門掀背車型與四門轎車型三種，其中四門轎車型外觀則以當年流行的義大利式風格作為設計，五門掀背車型則交由澳洲福特負責研發生產，僅在港澳及東南亞、大洋洲銷售；至於三門掀背車型其前後保險桿、頭燈與引擎蓋與原型車馬自達Familia Neo有些許差異。而從此代車系開始在亞洲及大洋洲市場出現了好幾種名字：四門轎車型在日本及大洋洲市場全被稱為Laser，而在臺灣則被稱為「你愛她」Liata，東南亞地區稱作Laser Lynx；三門掀背車型在日本及東南亞、大洋洲地區稱作Laser Lynx，在臺灣被稱為Aztec；五門掀背車型在大洋洲地區稱作Laser Liata，而在東南亞地區與四門轎車型一樣稱作Laser Lynx。動力系統方面有1.6L直列四缸B6D型引擎及1.8L直列四缸DOHC BP型引擎兩種，變速系統方面有四速自動排檔及五速手動排檔兩種方式。1996年10月推出小改款車型，將四門轎車及五門掀背車型車頭水箱罩改為直瀑式水箱罩，四門轎車型車尾則改為紅白雙色尾燈組，而四門轎車及三門/五門掀背車型車頭保險桿及後視鏡造型有所更動。

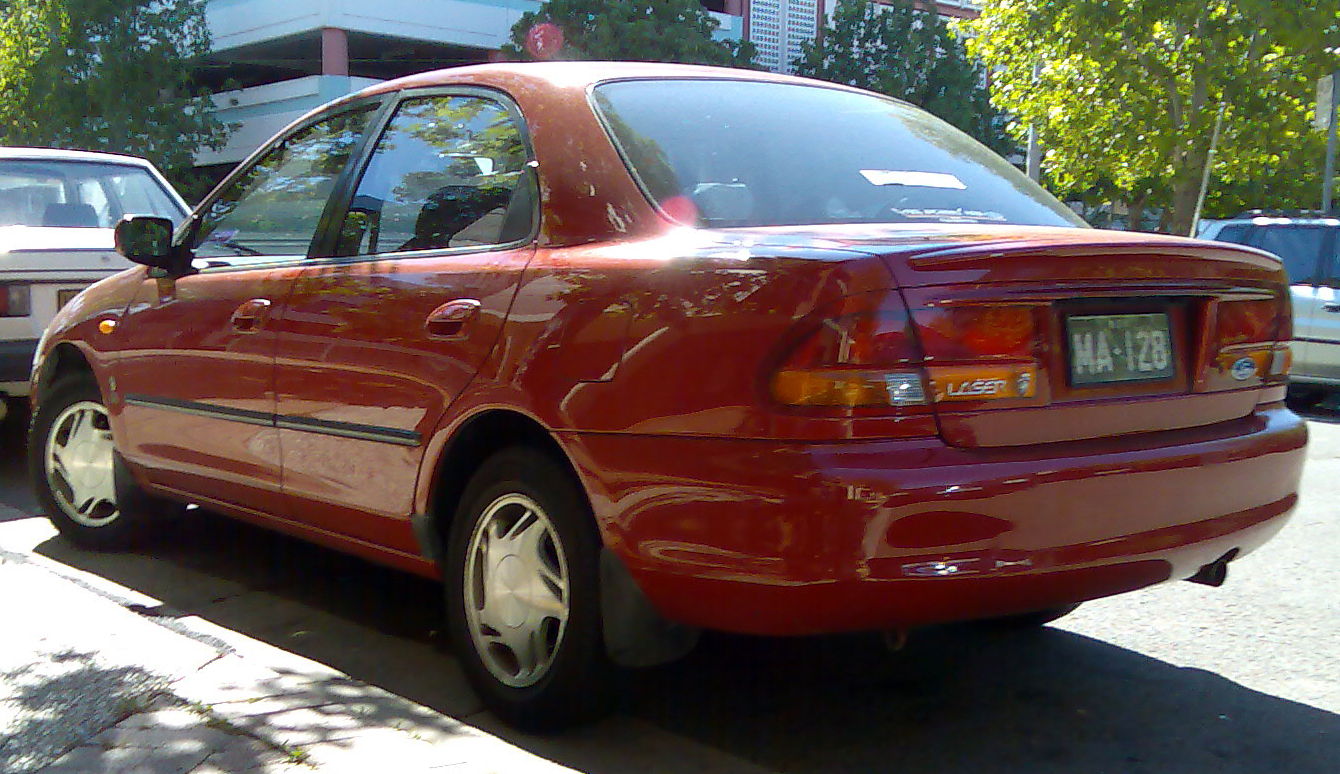
第四代福特Laser KJ型系Ghia四門轎車型車尾（澳洲樣式）
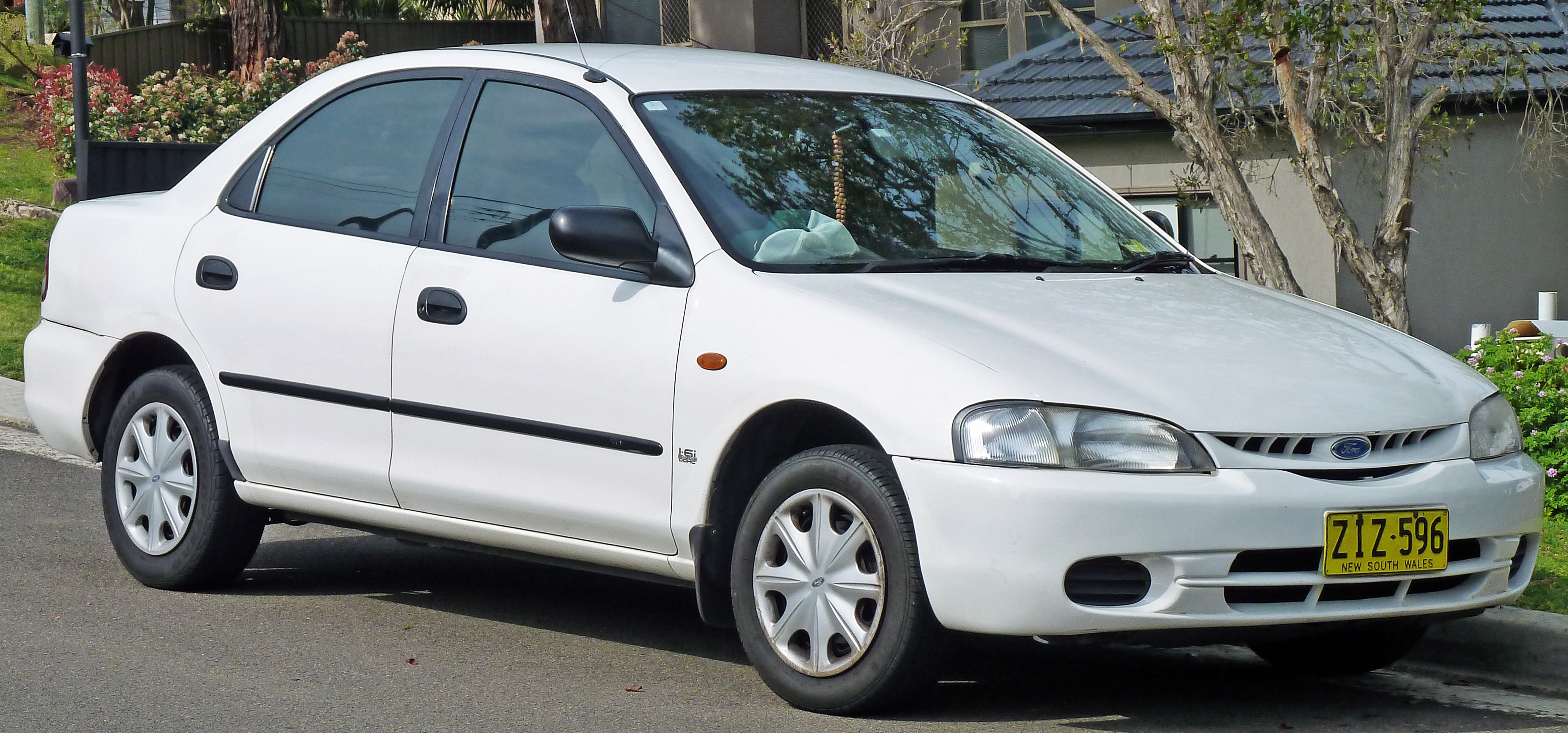
第四代福特Laser KL型系Lxi四門轎車型車頭（澳洲樣式）
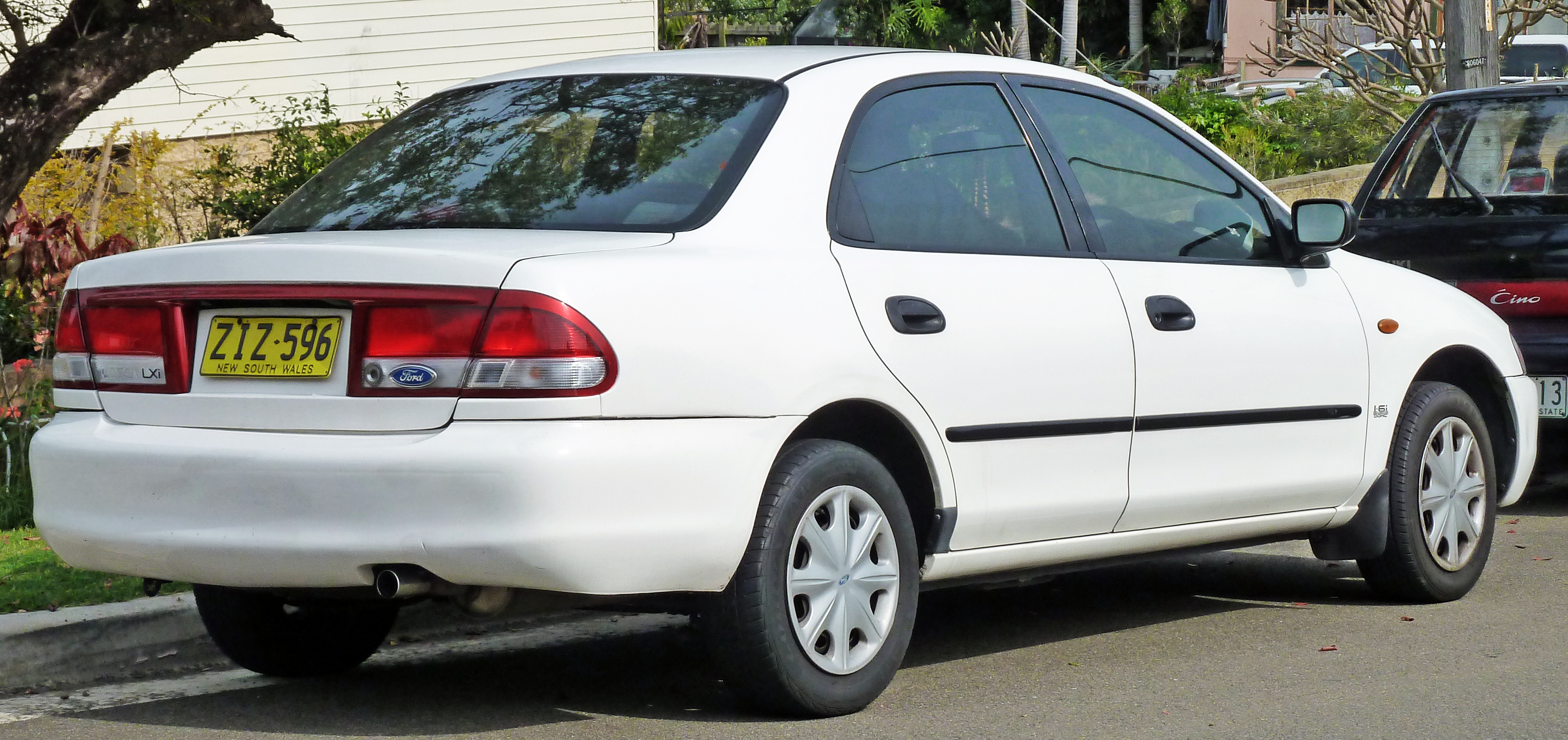
第四代福特Laser KL型系LXi四門轎車型車尾（澳洲樣式）
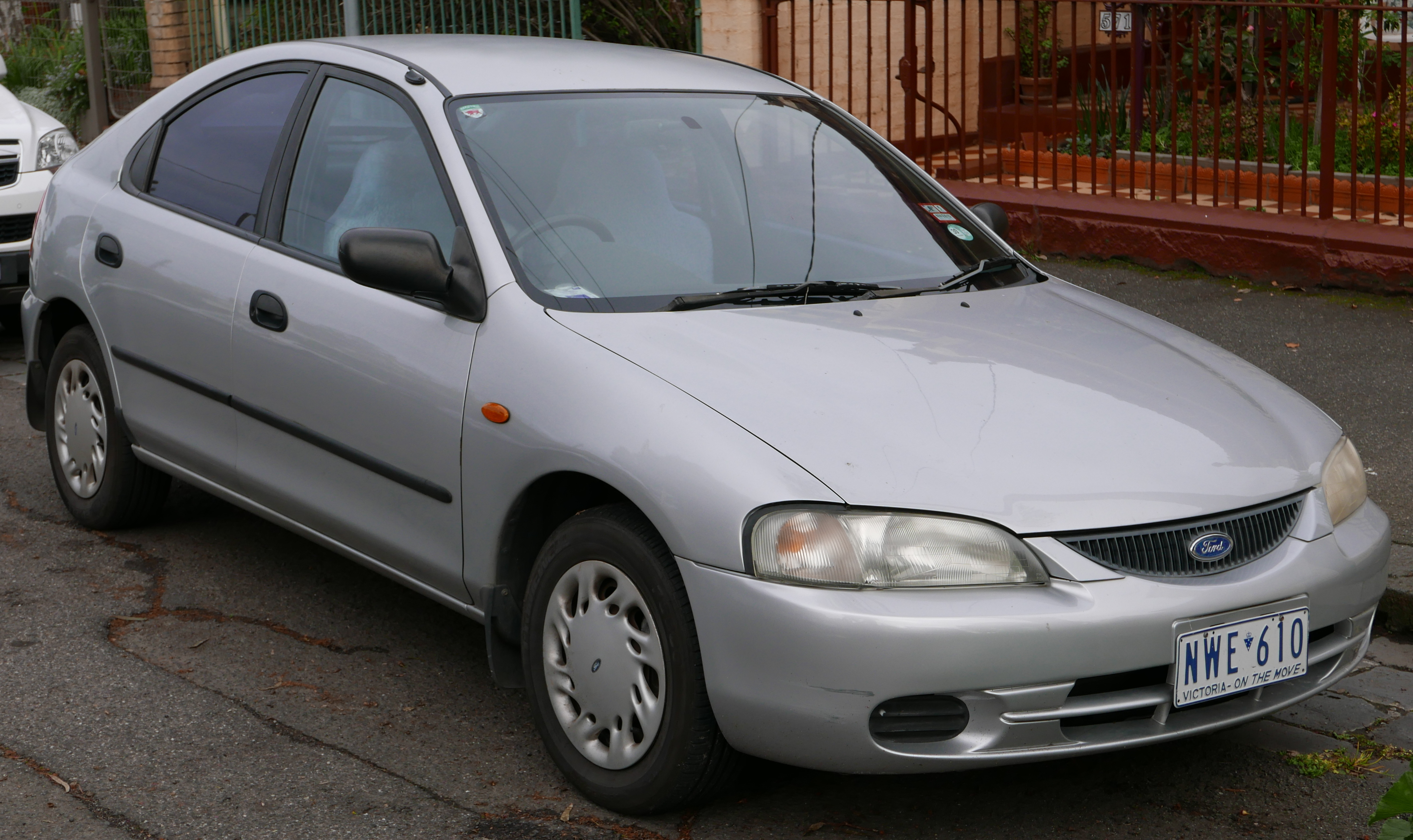
第四代福特Laser KJ型系Liata Lxi五門掀背車型後期車頭（澳洲樣式）
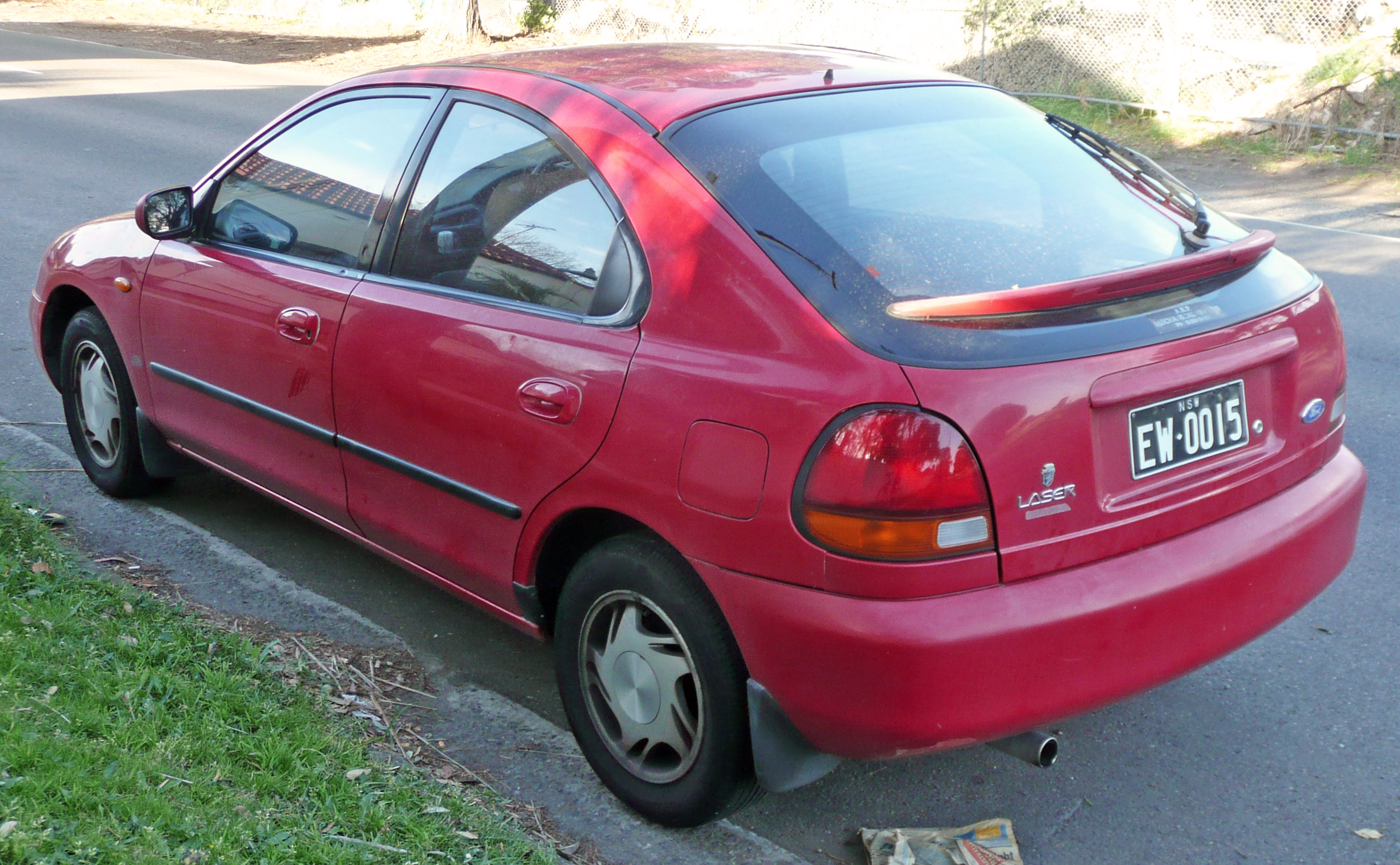
第四代福特Laser KJ型系Liata Ghia五門掀背車型車尾（澳洲樣式）
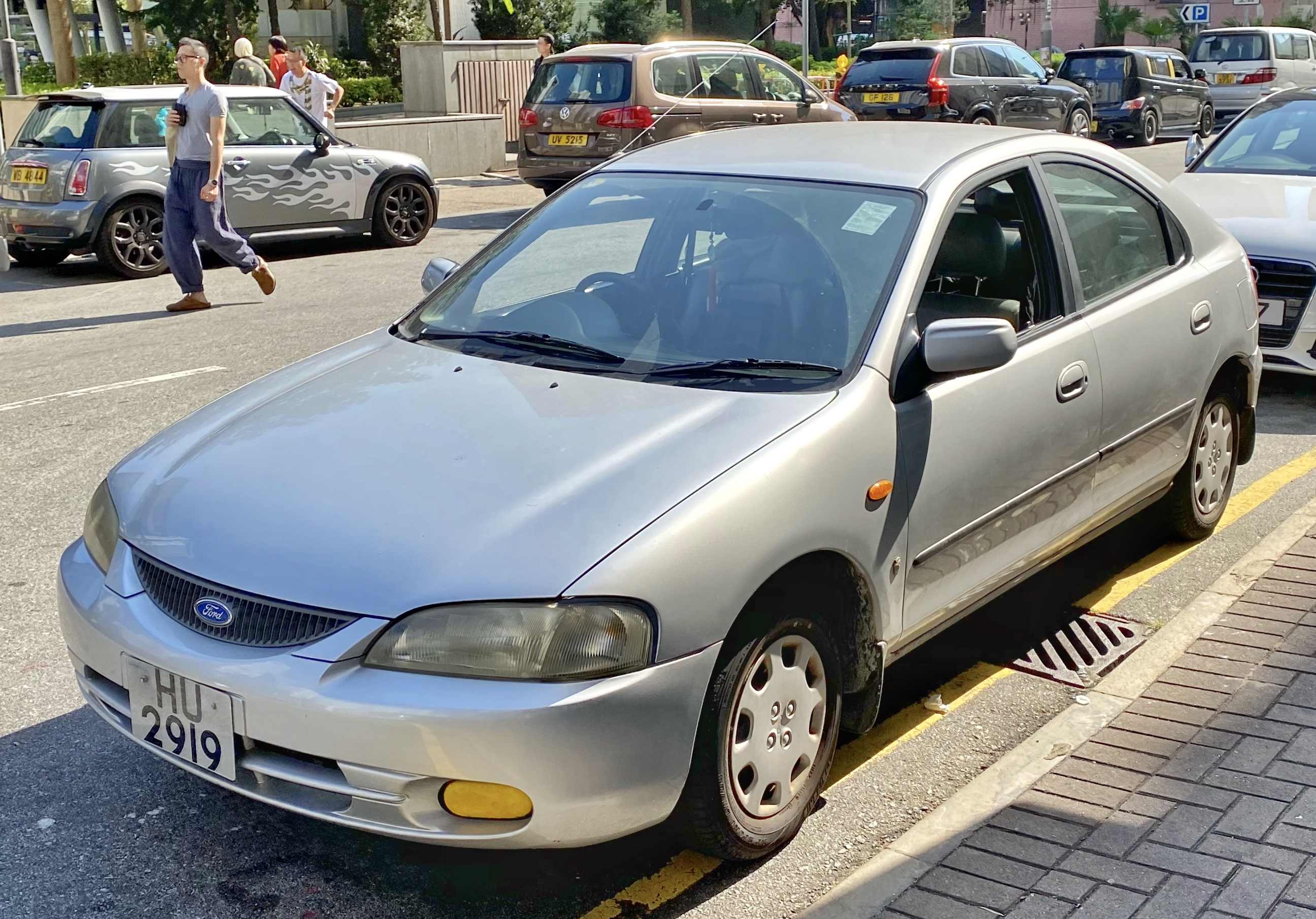
第四代福特Laser KL型系Ghia五門掀背車型車頭（香港樣式）
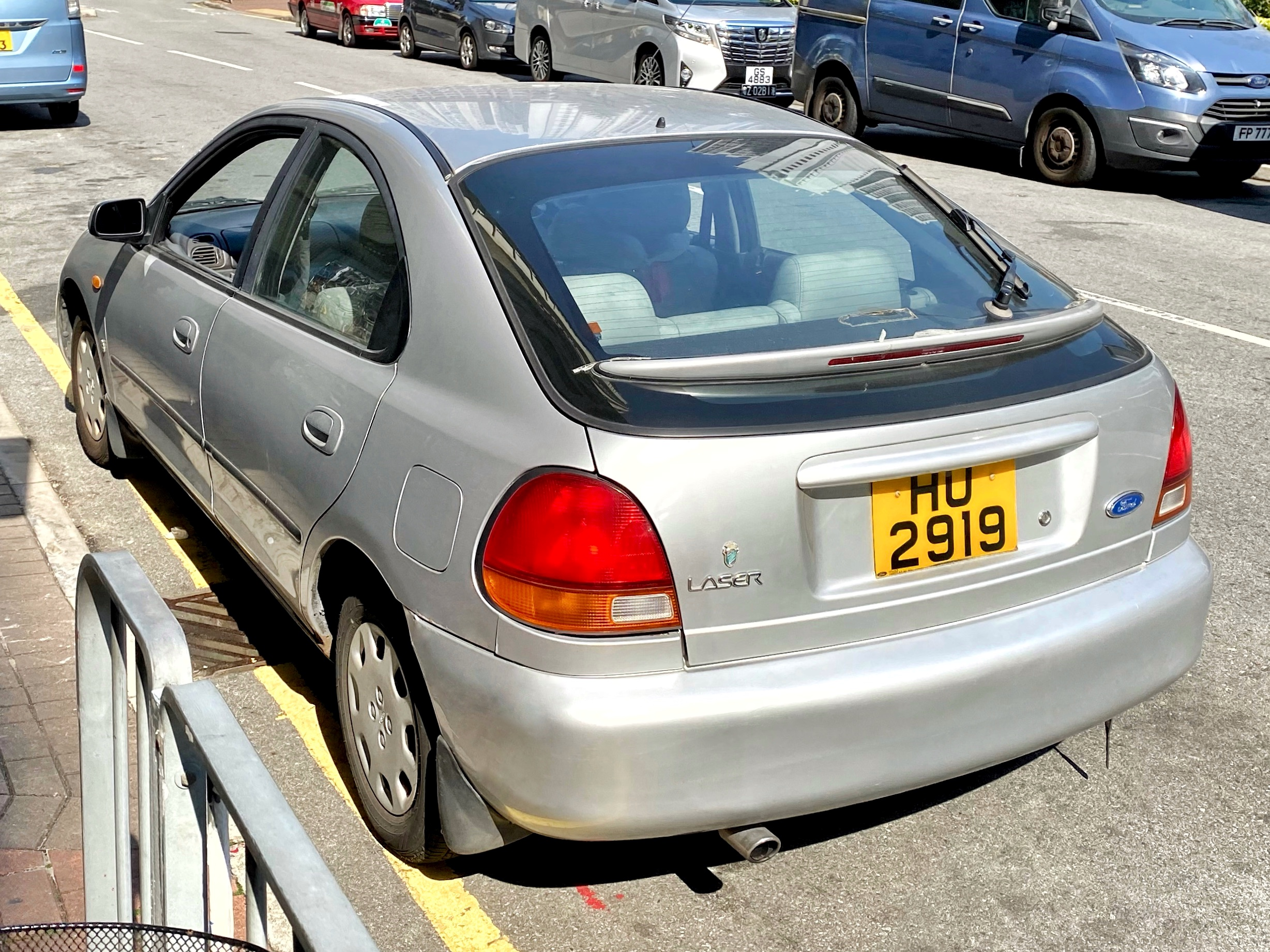
第四代福特Laser KL型系Ghia五門掀背車型車尾（香港樣式）
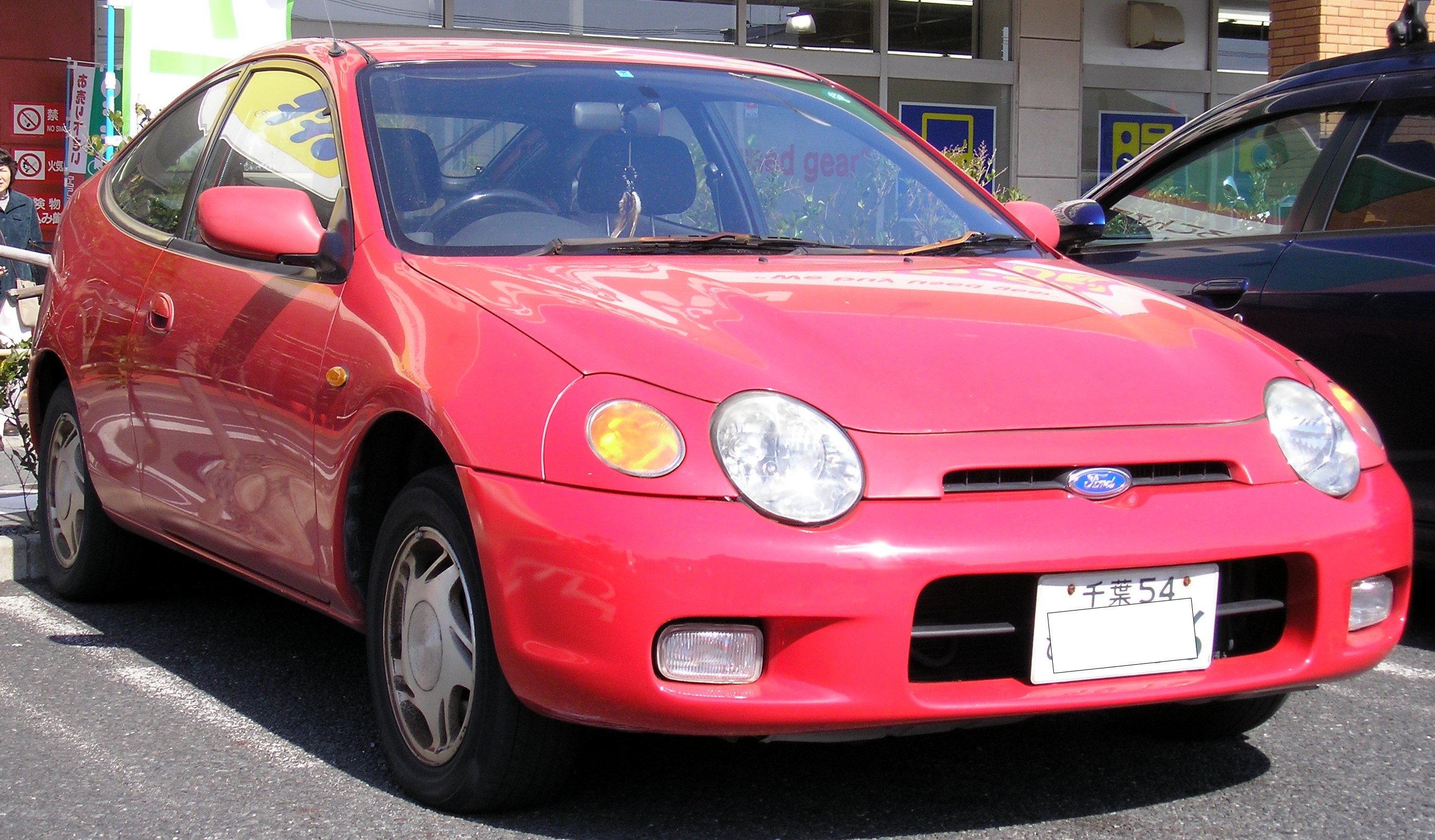
第四代福特Laser KJ型系Lynx三門掀背車型車頭（日本樣式）
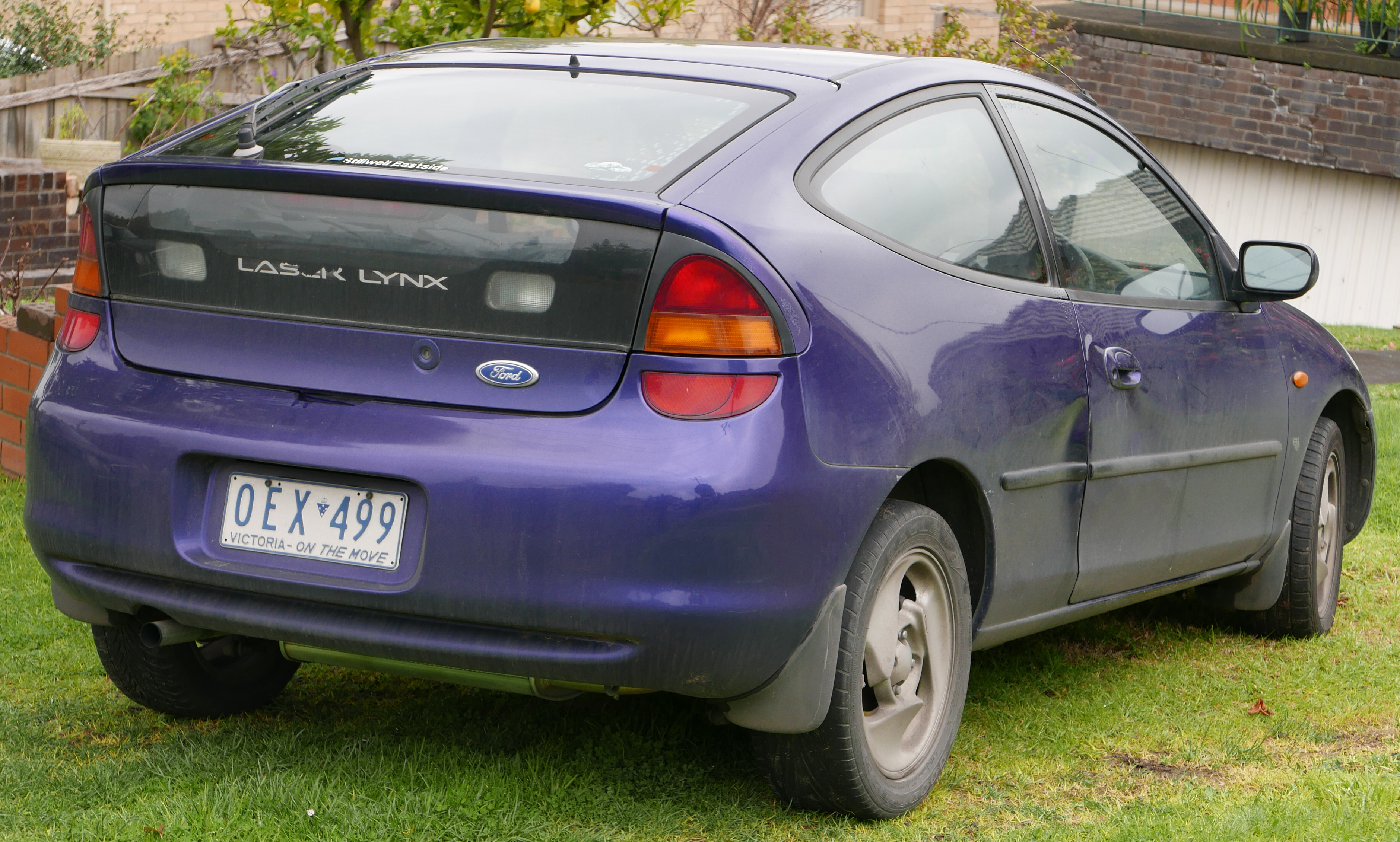
第四代福特Laser KJ型系Lynx三門掀背車型車尾（澳洲樣式）

#### 臺灣福特Liata/Aztec
臺灣市場方面，福特六和汽車於1995年4月即在臺灣組裝第四代Laser四門轎車型，以「你愛她」Liata為名正式在臺灣銷售，並配合張學友演唱的「真愛」及「擁有」作為廣告曲，造成轟動，間接促進福特Liata與馬自達323臺灣版熱銷。而在臺灣國產化的動力版本則搭配1.6升直列四缸DOHC引擎，車型共分成GLXi/LXi兩個等級，變速系統方面有四速自動排檔及五速手動排檔兩種方式，主力銷售車型為自排，與手排的銷售數量比為9：1；自排車型可提供選配ABS防鎖死煞車系統和雙安全囊，其中雙安全氣囊為國產車之創舉。至於三門掀背車款於1995年6月，以Aztec為名正式在臺灣銷售，動力系統除了跟Liata一樣的1.6引擎之外，更提供1.8DOHC BP引擎供客戶選擇，變速系統方面有1.6引擎有四速自動排檔及五速手動排檔兩種，1.8引擎一律搭配四速自排。1996年再次製作年度廣告，同時並配合林憶蓮與杜德偉演唱的「我心仍在」及劉德華演唱的「因為愛」作為廣告曲。1997年4月福特六和汽車針對四門轎車型Liata進行第一次小改款，內裝增加核桃木紋中船飾板，方向盤也改為四幅樣式，外觀上遵循日規小改的設計，將車頭水箱罩改為直瀑式鍍鉻水箱罩和新款前保桿，車尾燈則改為紅白雙色尾燈組，並增加了收音機自動天線的配備；在等級編成上，除了原有的手排LXi和自排GLXi之外，又增加了低配自排的SLXi和頂規的Ghia編成，Ghia車型除了米色真皮座椅外，還加入的後窗遮陽簾和仿AMG鋁圈，營造出高級房車的鋪陳。變速系統方面，將自排變速箱由原本的HOLD模式，改為一般人較熟悉的OD模式，新款變速箱在實際使用上，起步加速的油門反應比舊款變速箱靈敏很多，據原廠聲明，油耗也有改善。配合這次小改款，將劉德華演唱的「愛如此神奇」作為廣告曲，繼續促使此代車系在臺灣暢銷。1998年1月Liata進行第二次小改款，動力方面新增1.8升直列四缸DOHC BP型引擎供臺灣消費者選擇，外觀自行修改水箱罩造型，分為1.6直瀑式和1.8蜂巢式；車尾則改為全紅尾燈組，後蓋飾板也有1.6和1.8的分別；和1.6最大的不同是，1.8車身全面加裝前下巴和側裙，增添運動氣息。與三門掀背車型Aztec一樣生產至1998年10月為止，其後於同年11月起組裝第五代Laser並更名為Tierra接替上市。

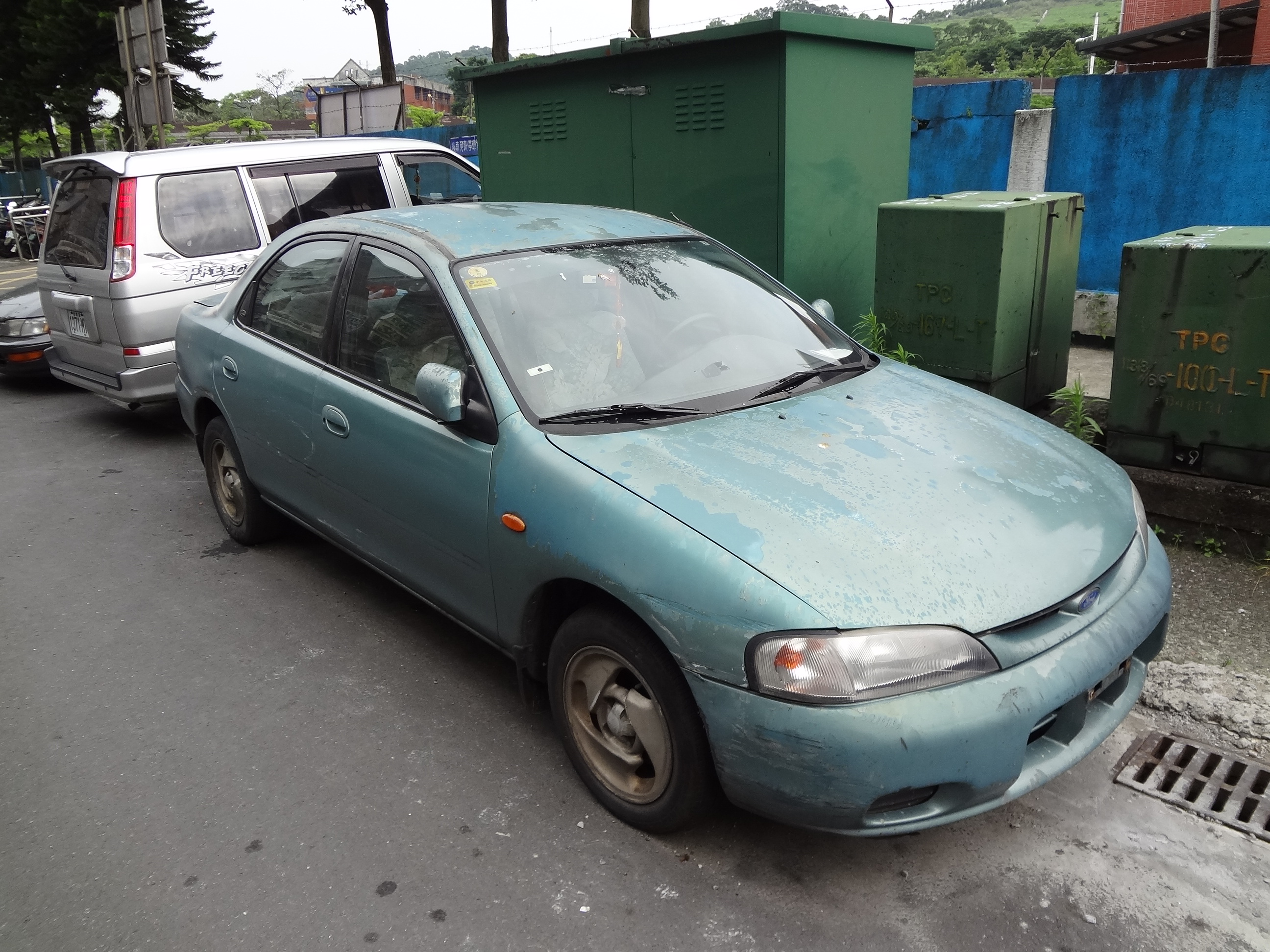
第四代福特Laser KJ型系Liata四門轎車車頭（臺灣樣式）
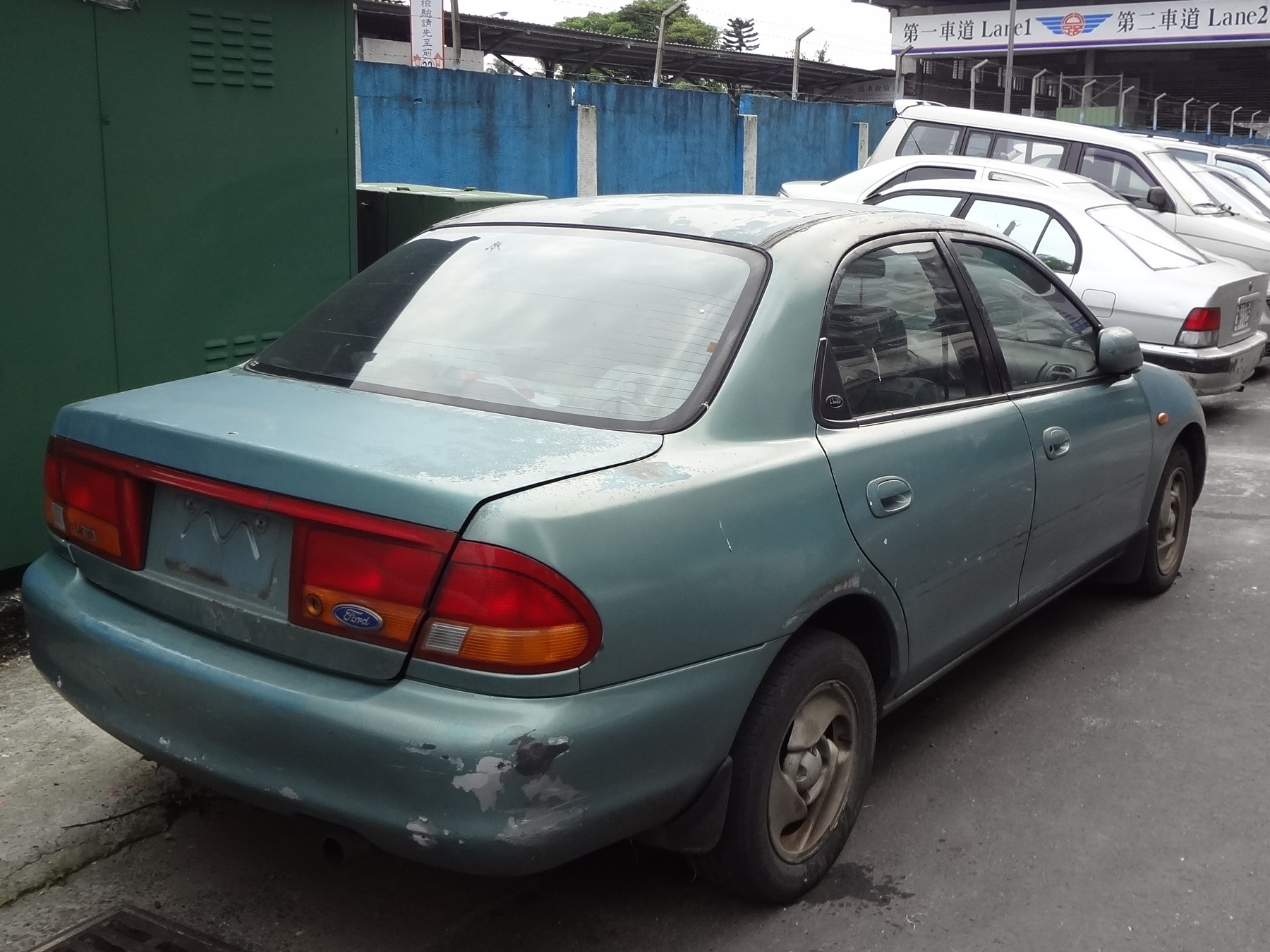
第四代福特Laser KJ型系Liata四門轎車車尾（臺灣樣式）
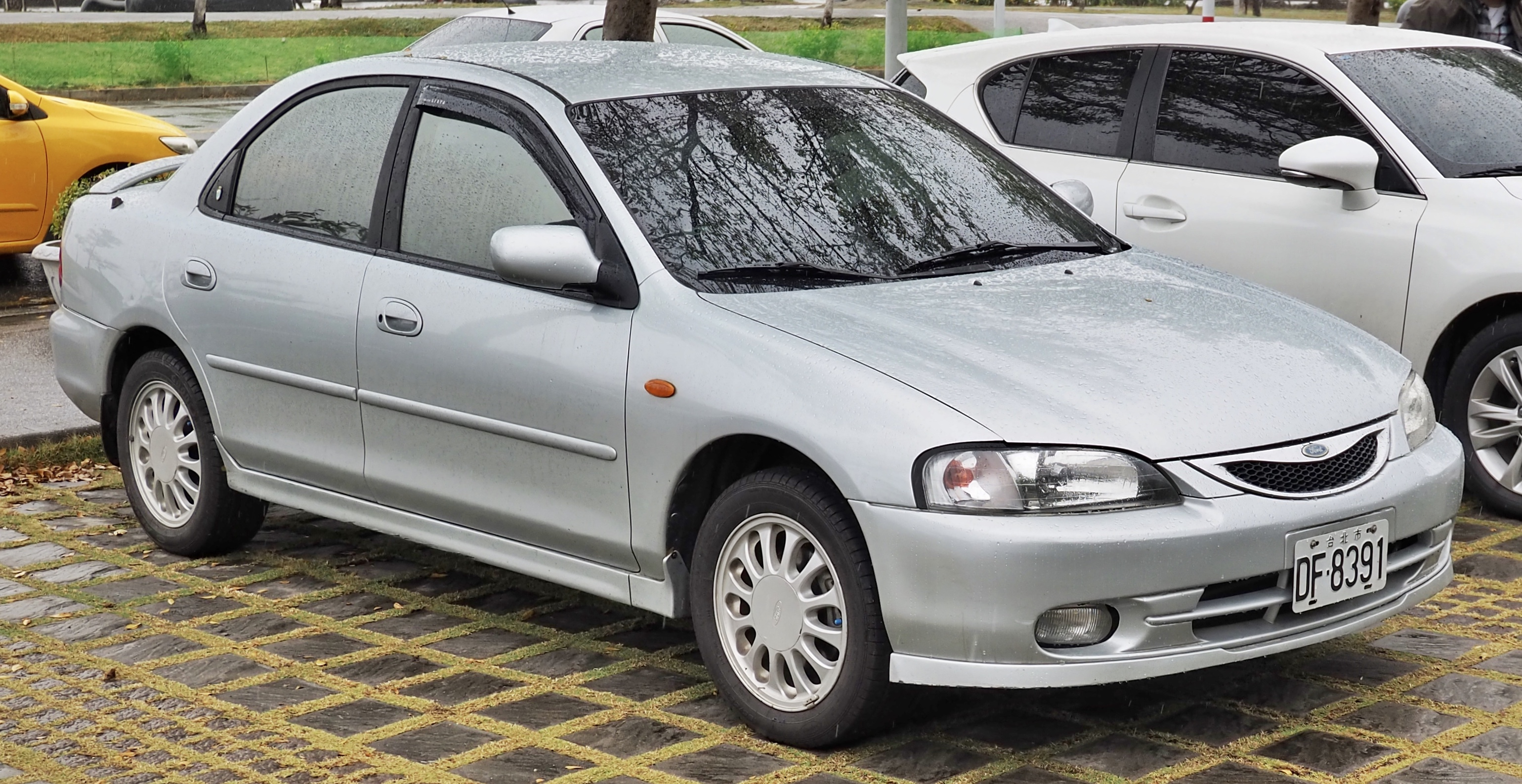
第四代福特Laser KL型系Liata四門轎車車頭（臺灣樣式）
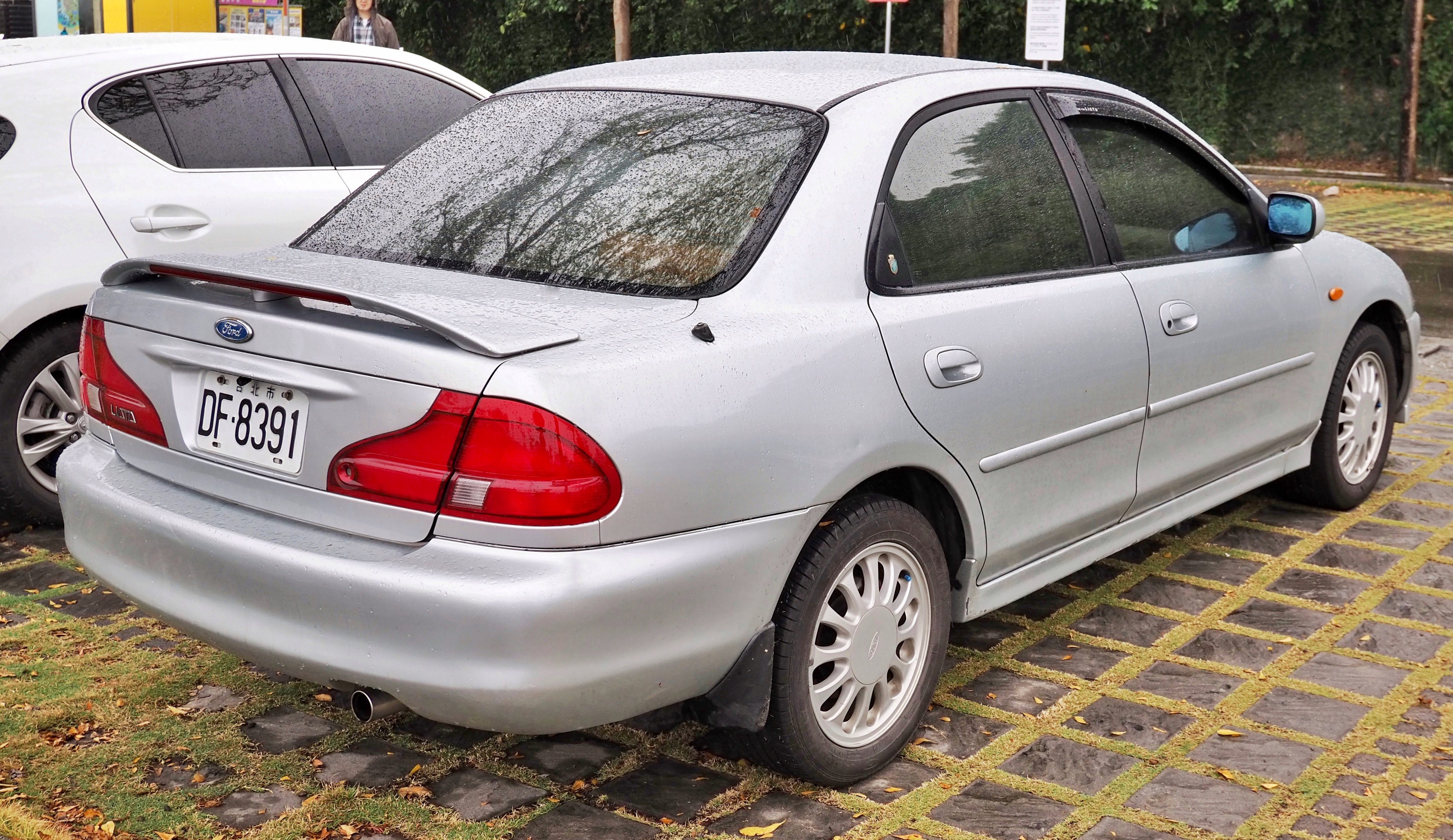
第四代福特Laser KL型系Liata四門轎車車尾（臺灣樣式）

### 第五代KN/KQ型系（1998年-2002年）
1998年10月第五代Laser在日本及東南亞、大洋洲地區上市，與原型車第九代馬自達323/Familia一樣採用了BJ平台。此代車系有許多主要零件與第七代馬自達626及第五代福特Telstar共用。車款有四門轎車或五門掀背車兩種款式選擇，並取消了三門掀背車，而全車之車頭及車尾造型與第九代馬自達323/Familia不同的是其較偏向福特主導的New Edge風格。
此代車系和上一代車系一樣以不同名稱在亞洲及大洋洲市場銷售，在日本市場被稱為福特Laser Lidea，而在臺灣市場則被稱為Tierra及Activa，在大洋洲及東南亞、港澳地區則一律稱Laser。日本市場所採用的引擎是1.3/1.5/1.8/2.0四種，其中1.5/1.8擁有4WD系統，後者更加上LSD；至於大洋州及東南亞地區所採用的引擎是1.6/1.8/2.0三種。變速系統方面有四速自動排檔及五速手動排檔兩種方式。
由於福特亞太總部當時決定將第一代福特Focus定位在世界車，所以此代車系在日本地區生產至2000年後由第一代Focus取代，大洋州地區方面則與第一代Focus並售至2003年。

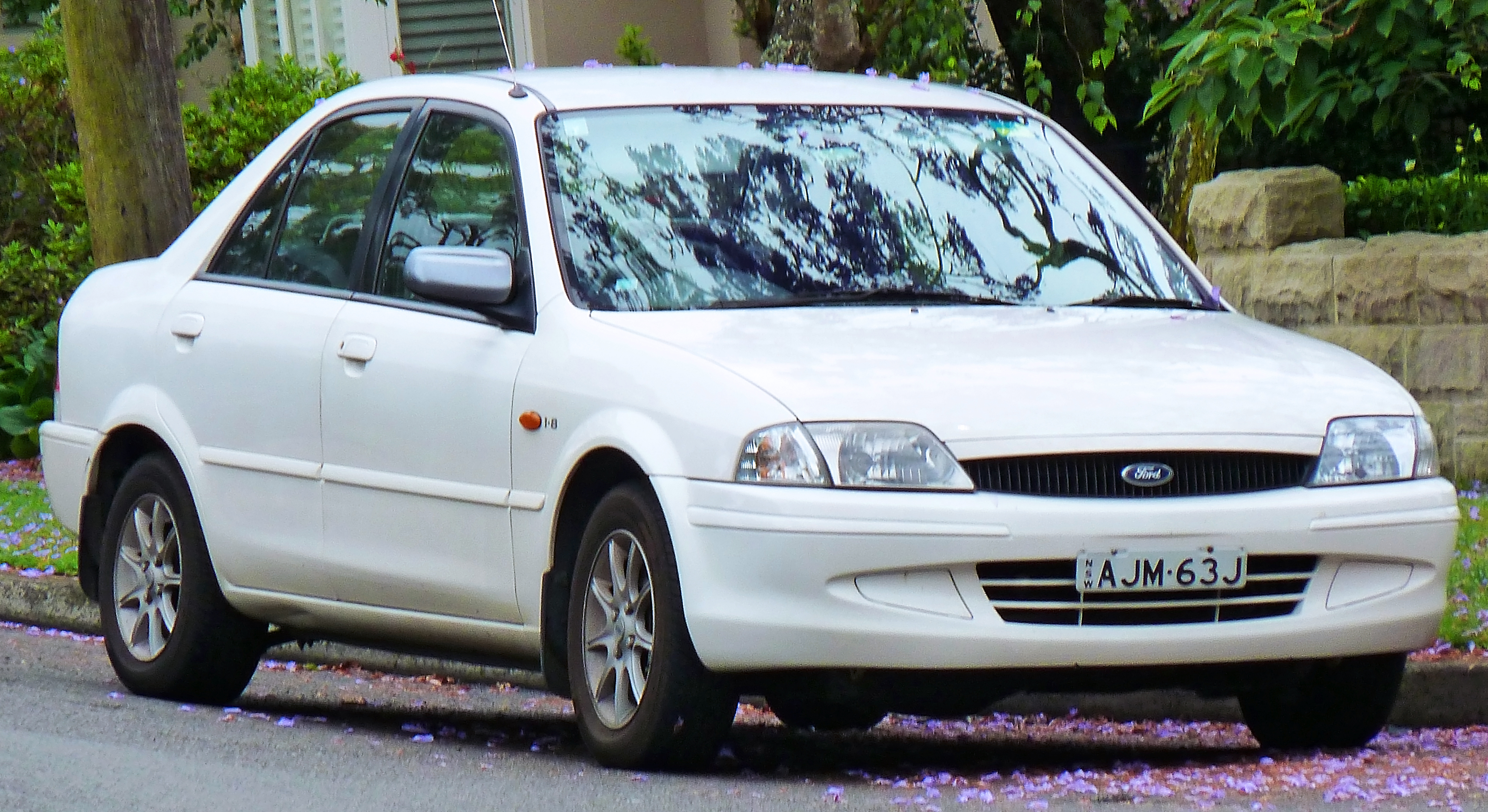
第五代福特Laser KN型系GLXi四門轎車型前期車頭（澳洲樣式）
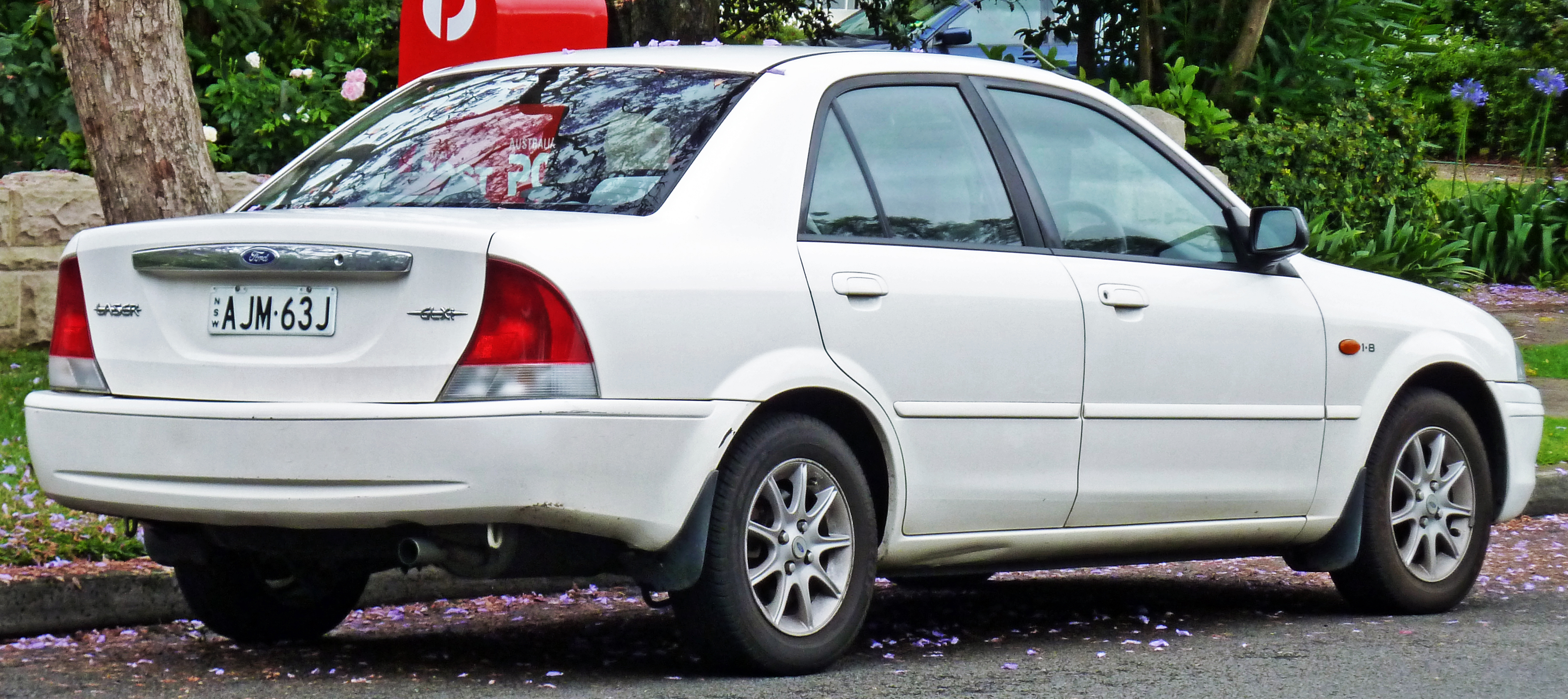
第五代福特Laser KN型系GLXi四門轎車型前期車尾（澳洲樣式）
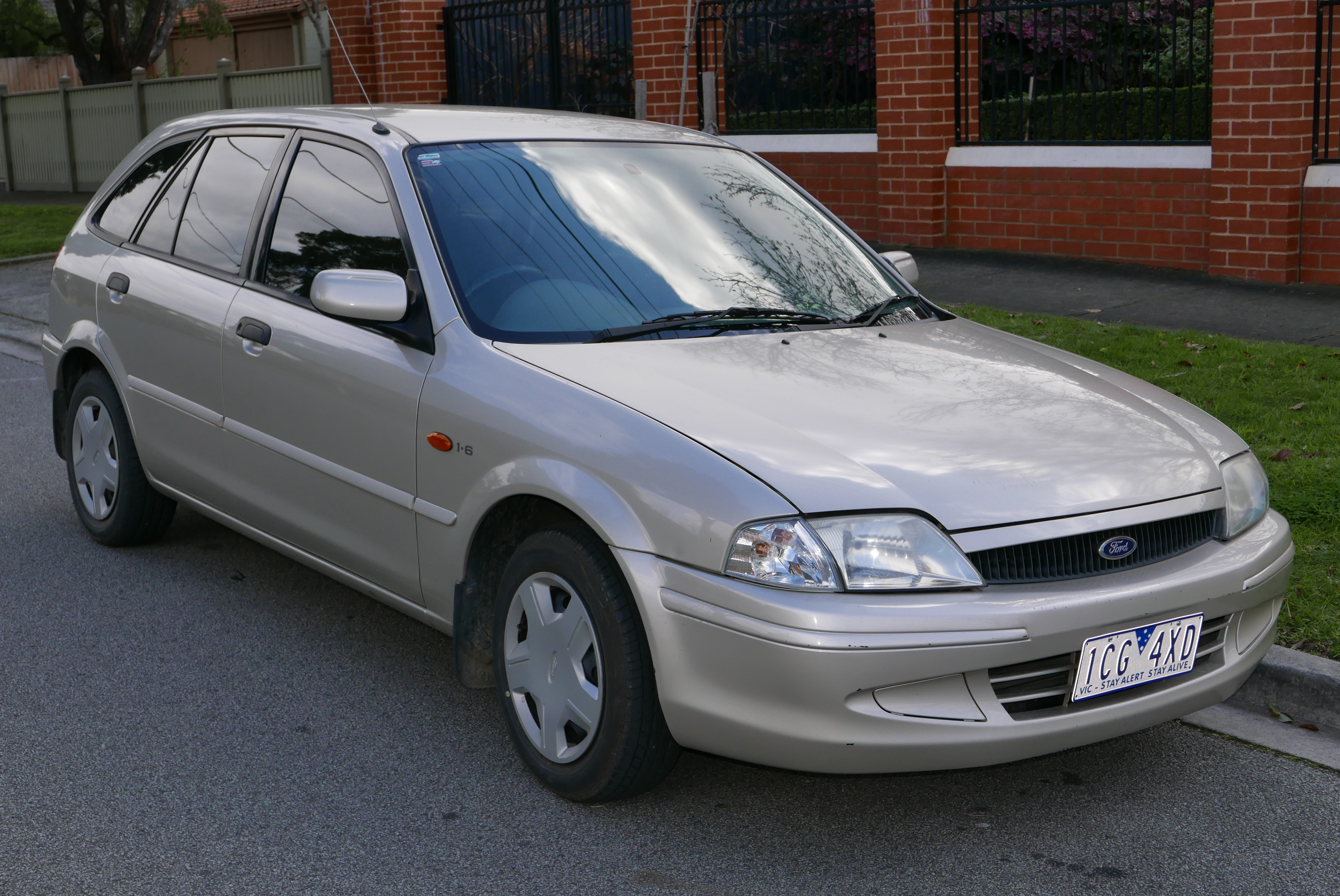
第五代福特Laser KN型系LXi五門掀背車型前期車頭（澳洲樣式）
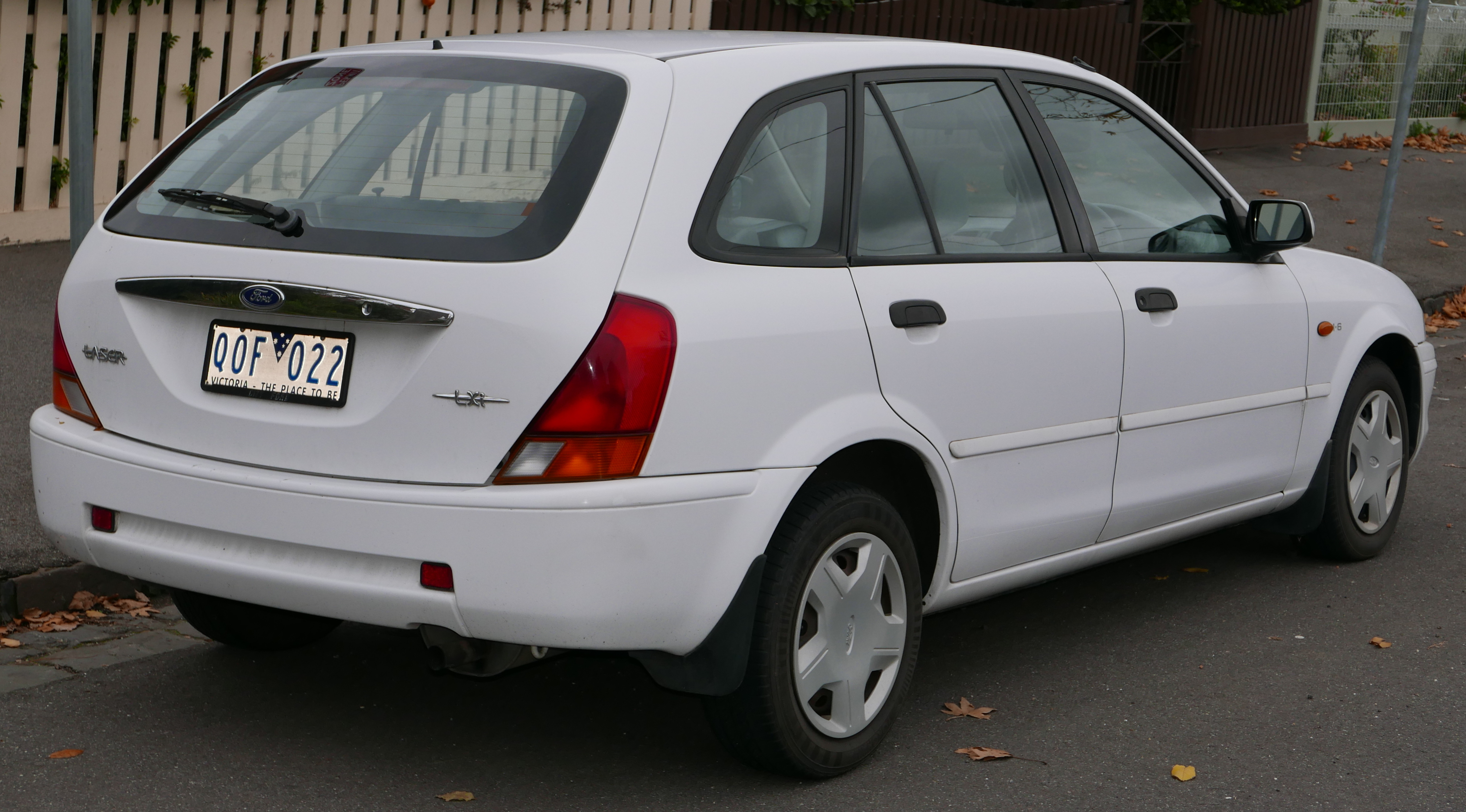
第五代福特Laser KN型系LXi五門掀背車型前期車尾（澳洲樣式）
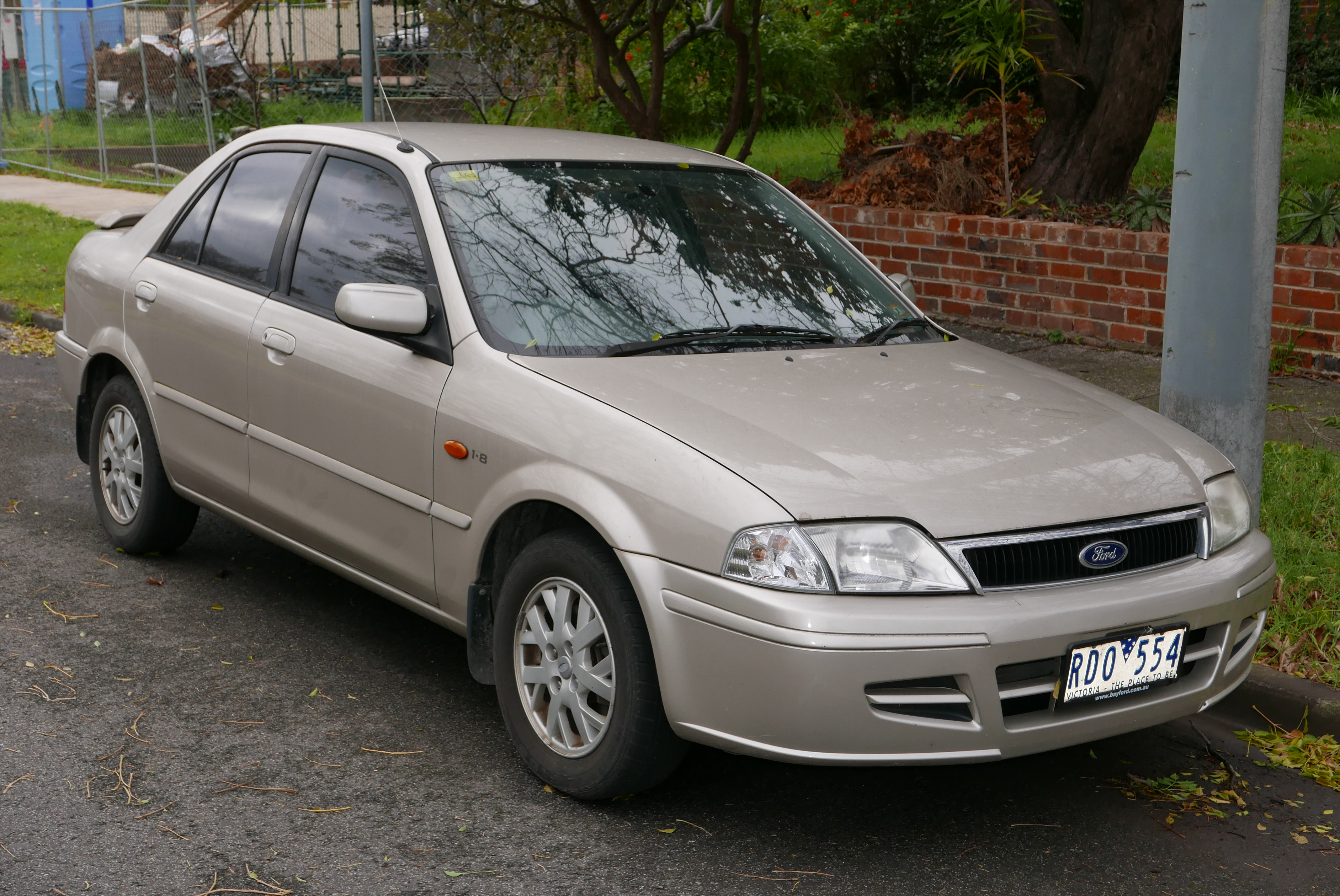
第五代福特Laser KQ型系LXi四門轎車型後期車頭（澳洲樣式）
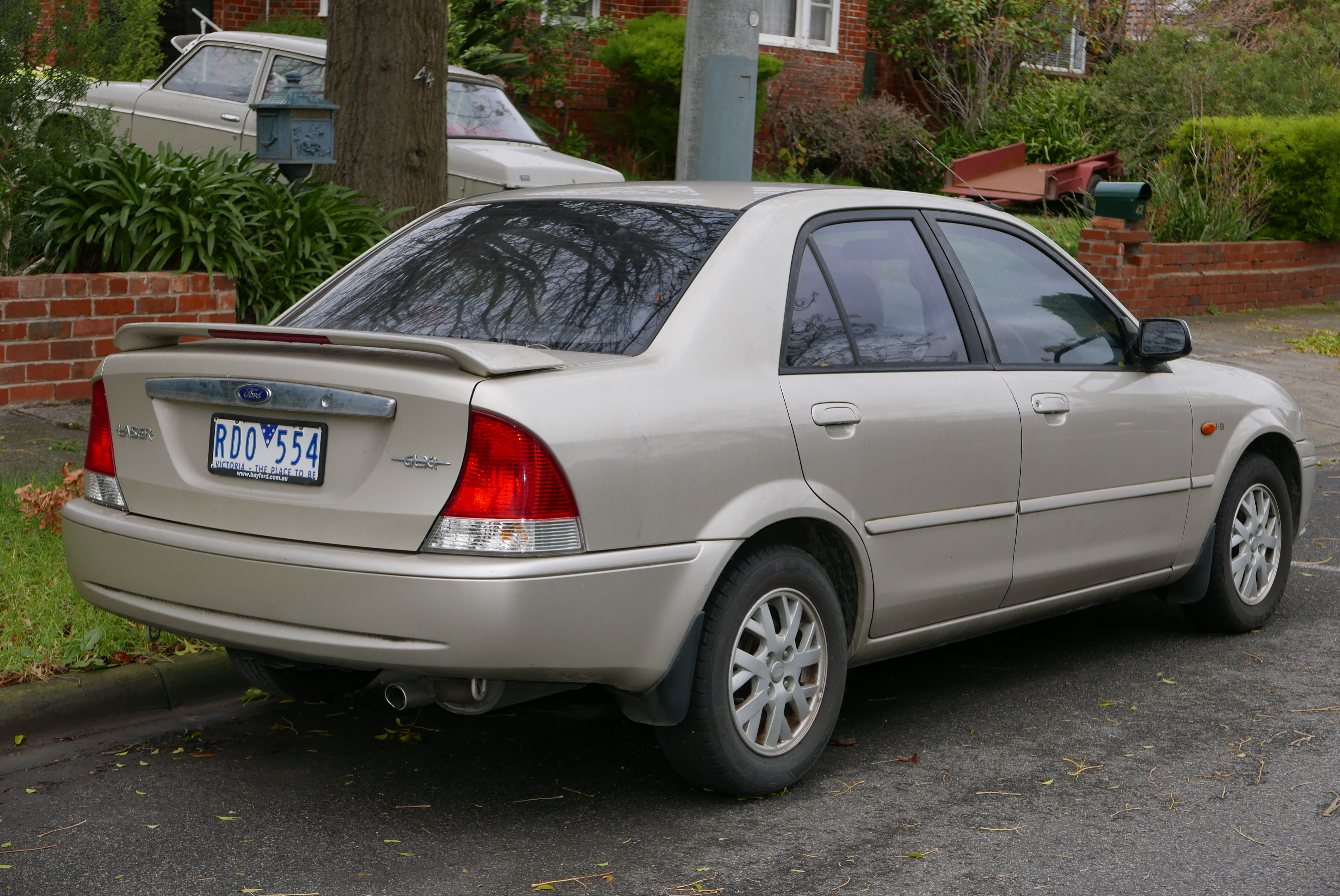
第五代福特Laser KQ型系LXi四門轎車型後期車尾（澳洲樣式）
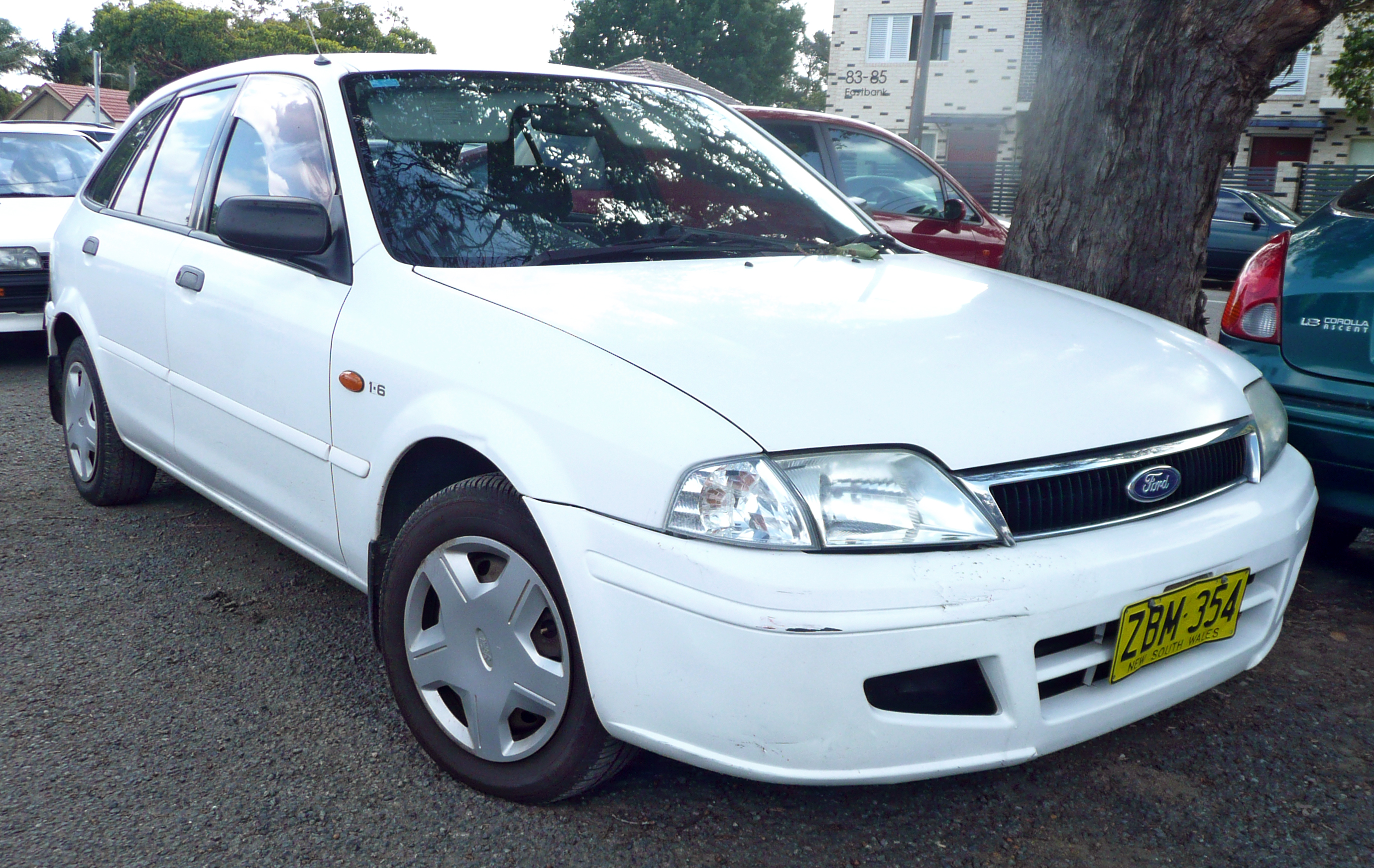
第五代福特Laser KQ型系LXi五門掀背車型後期車頭（澳洲樣式）
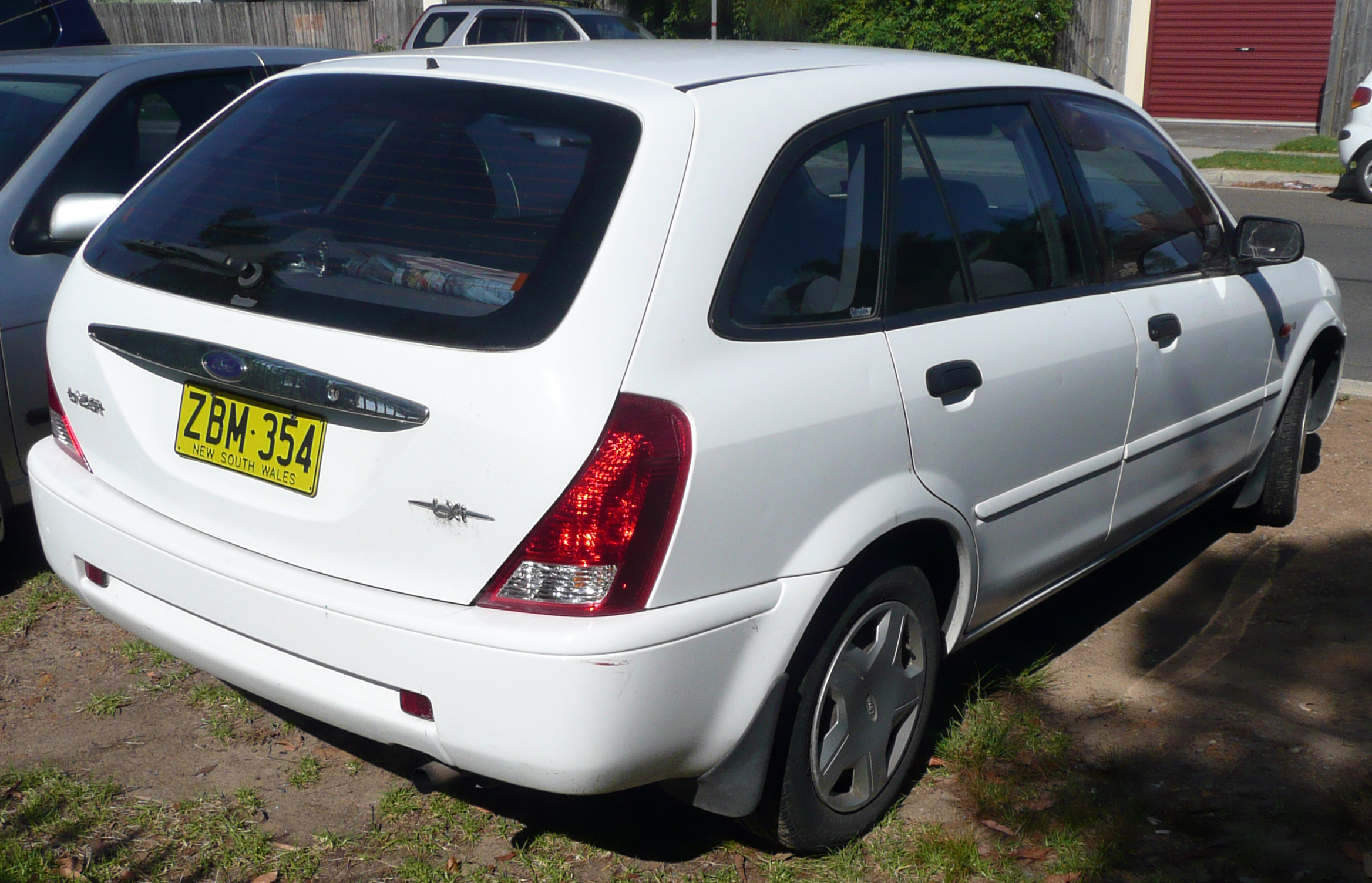
第五代福特Laser KQ型系LXi五門掀背車型後期車尾（澳洲樣式）
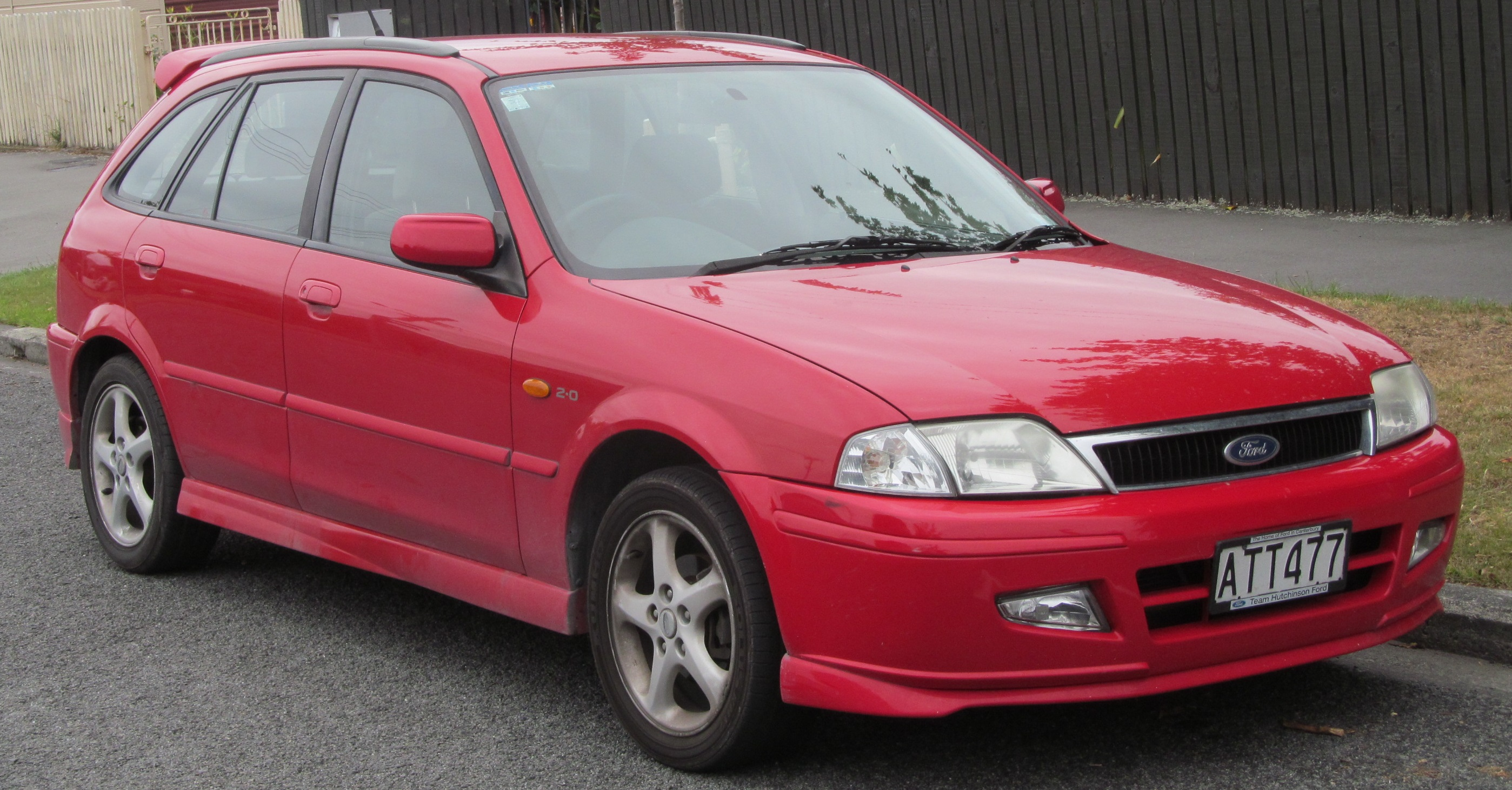
第五代福特Laser KQ型系XRi五門掀背車型後期車頭（紐西蘭樣式）
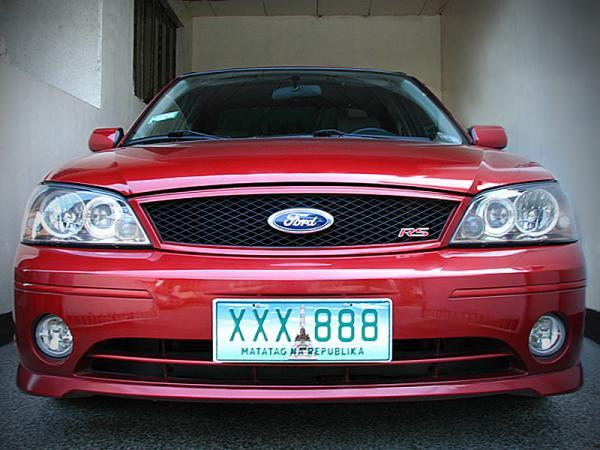
第五代福特Laser KJ型系Lynx RS四門轎車型車頭（菲律賓樣式）
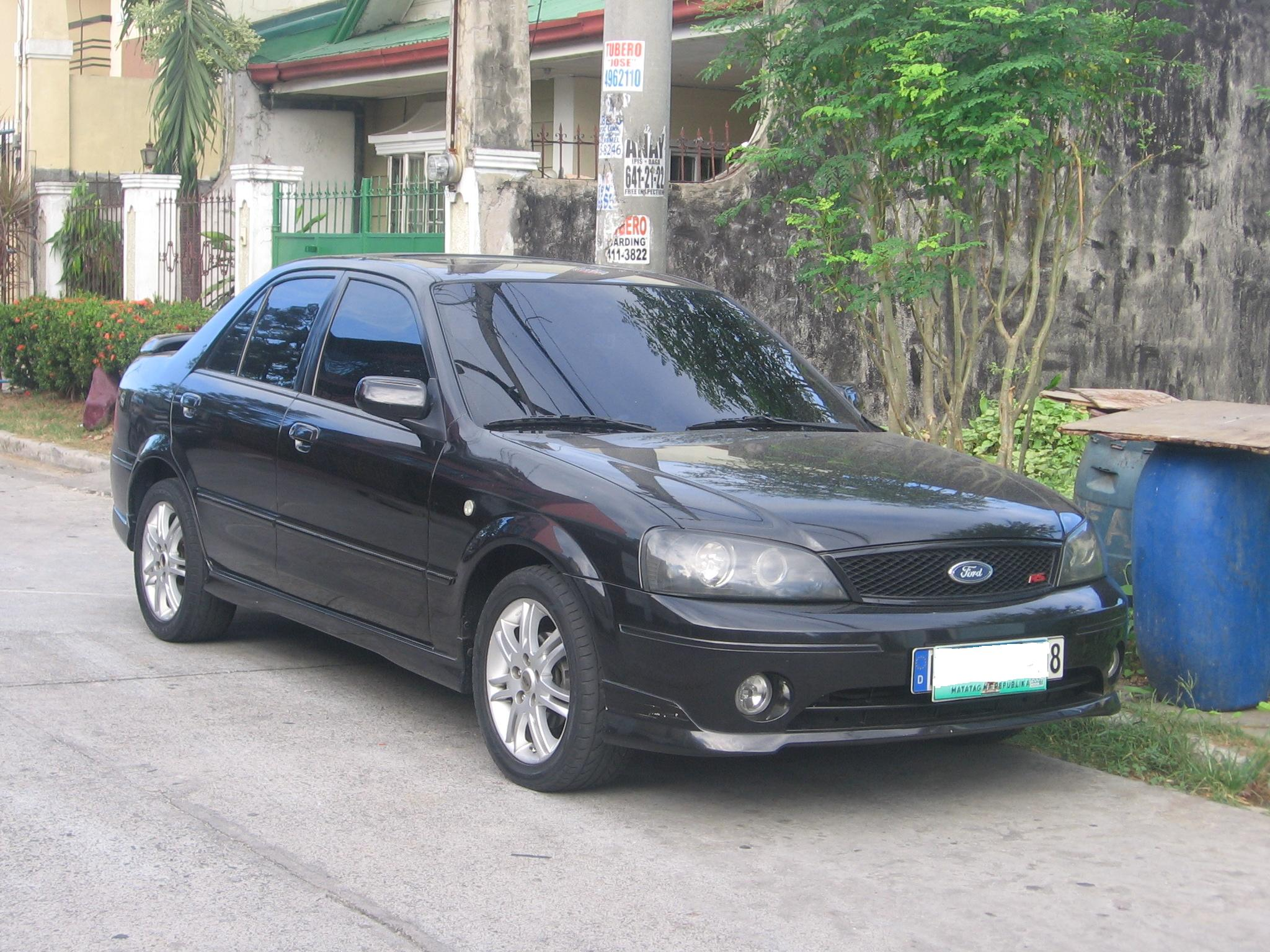
第五代福特Laser KJ型系Lynx RS四門轎車型車頭（菲律賓樣式）

#### 臺灣福特Tierra/Activa

##### 上市
福特六和汽車於1998年11月即在臺灣組裝第五代Laser四門轎車型，以Tierra為名正式在臺灣銷售，外觀與同期在臺灣組裝生產的第九代馬自達323 Protege雷同。動力系統則搭配1.6L ZM-DE及1.8L FP-DE直列四缸DOHC引擎，車型共分成GLXi/LXi/Ghia兩個等級，變速系統方面採用DESC智慧型電子四速自排系統。至於五門掀背車型於1999年6月即在臺灣組裝生產，以Tierra Life為名正式在臺灣銷售，動力單元沿用四門1.6升配置，同時邀請知名歌手杜德偉擔任代言人並演唱廣告曲「情人」。

##### 小改款
2000年6月，福特六和汽車推出小改款車型Tierra LS，新車款運用並整合了福特全球資源及福特六和體系全力開發，在內外裝部分也均由福特六和設計暨研發中心操刀，以符合亞太區域市場需求為目標來設計，使其更具豪華感與競爭力。底盤動力部分變更不大，聚焦於新增EBD於搭載ABS之車型上。
2000年12月，福特六和繼Mondeo RS後，再度為Tierra推出了RS版車款—RS Tierra。外觀上變更水箱護罩式樣，並新增全車空力套件，搭配15寸五幅式鋁合金輪圈；內裝方面，RS Tierra換上RECARO "Style" 桶椅、MOMO 三幅式跑車方向盤、PANASONIC VX303音響等。

##### 動力單元升級
Tierra車系1.8升車款升級2.0升引擎的動作自2001年底Tierra RS 2.0開始進場暖身，2002年5月7日福特六和正式發表Tierra LS 2.0車款。Tierra LS 2.0所搭載的FS-DE引擎動力輸出數據為最大馬力142hp/6000rpm，最大扭力19.6/4500rpm，並在底盤對應上，工字樑之設計亦較前代有所加強。配備部分，基本款Vxi已將CD、皮椅、鋁圈、霧燈、天窗、 2Din音響主機、ABS+EBD、P.A.T.S.晶片防盜系統等列為標準配備，而頂級的Ghia款則再增配電動調整座椅、恆溫空調、13支揚聲器單體、電動收納後視鏡等。相較於原本1.8車款，配備上減少了後遮陽簾、VCD、冷光門檻飾板、安全氣囊等。

##### 二度小改款
2002年12月，新款Tierra LS正式發表。外觀部份之差異集中在車頭，包括與引擎蓋筆直雙稜線結合的大型橫柵式鍍鉻水箱護罩、採用鍍鉻光面處理燈罩內材質之三晶環管柱式頭燈、大面積雙倒梯形跑車式氣壩，內嵌炫星光束霧燈、電動收納側後視鏡、九幅霧面鋁合金輪圈；內裝部分仍然延續以往設計，惟門板造型有所調整。安全性部分，先前車型取消的雙前座安全氣囊再次回歸。

##### RS Tierra 手排款
2002年12月，福特六和一併發表新年式RS Tierra 2.0手排、自排車款。RS Tierra 2.0手排款搭載了來自馬自達的F5M五速手排變速箱，在142匹馬力與19.6kg-m扭力的推動之下，手排款時速0至60英哩加速成績約可比自排款快上一秒，並追加不鏽鋼引擎室拉桿與Michelin Pilot Primacy 16吋進口跑車胎；外觀方面以新款LS為基礎增加全車空力套件、多幅式16寸鋁合金輪圈；內裝方面同以新款LS為基礎，將RECARO"Style"桶椅以黑色皮質搭配紅底黑網重新詮釋、搭配2DIN的幻彩數位音響、momo 13.8吋三幅式方向盤等。2003年12月，新增寶藍色車色、時尚炫光真空管音響。

##### 平價版本登台

###### Tierra 平價系列
Tierra平價系列的出現，係因中型房車的位置已由第二代Focus擔綱，Tierra則主攻年輕經濟買家，沿用Tierra LS 1.6主框架，動力單元一律採用1.6升ZM-DE引擎搭配四速自排變速箱，底盤設定與Tierra LS 1.6相同。配備調整方面則全面取消電子式恆溫空調、ABS+EBD、安全氣囊、方向盤高低可調、後座扶手置杯架等配備，僅有天窗受到保留，而恆溫空調在06年被重新加入。
2003年Tierra SE(Sport Edition)上市，配備米色皮質核桃木紋內裝，搭配時尚炫光真空管音響，全車空力套件及五幅式15寸鋁圈。
2005年Tierra Aero上市，Aero版採用採用藍黑基底的平織布內裝，鋁圈樣式略有修改，音響改採原廠2DIN主機；Aero曙光版迎來橘黑內裝與沙漠金特仕車色，其他方面與Aero相同。
2006年Tierra Xt 終極進化版上市，配備方現新增藍芽主機、恆溫空調、新設計的外觀空力套件，及15吋多幅式輪框，內裝全車為紅黑基底的平織布內裝。Xt上市時聲勢浩大，原廠以「酷炫外觀、跨級配備、領先科技以及另類的火星文化」宣稱對該車的市場野心；家庭房車方面，Tierra VX典雅精鍊版同步上市，外觀部份以大型橫柵式水箱護罩與精緻的環車鍍鉻飾條賦予典雅風格，搭載五幅式15寸鋁圈；內裝則使用經典木紋環艙飾板與雅緻米雙色系皮椅，並搭載2DIN高傳真數位音響，附MP3音樂讀取功能。
2007年Tierra GT Edition上市，外觀新增車側GT專屬貼紙，15吋多幅式輪框則改以鈦黑色烤漆；內裝部分，變更包括橘黑皮布座椅、中控面板鈦銀塗裝、新增金屬踏板，並生產至2008年行政院環境保護署實施四期環保新制上路為止。

###### Activa 平價系列
2000年9月推出1.6升四門轎車Tierra Activa及五門掀背車款Activa Life，其整體設定沿用1999年式Tierra 1.6配置，差異部分僅有車頭水箱罩造型為直瀑式。上市時邀請知名樂團五月天擔任代言人並演唱廣告曲「為什麼」，以最大的小車為針對年輕的顧客族群訴求，廣告標語是「叫我大A」，瞄準豐田Tercel。該車系全面取消了電子式恆溫空調、ABS+EBD、安全氣囊等配備，四門車型不具備方向盤高低可調功能。
2003年3月，小改款的Activa W6上市，相較於舊款差異包括雙晶圓個性尾燈(五門)、多幅炫銀鋁圈(五門)、網孔水箱護罩、1DIN單片前置CD音響等，四門五門皆縮減為單一車型配置，四門搭配米色系皮質內裝，五門搭配灰色系織布內裝，四門車型並取消鋁合金輪圈配置。
2004年4月，小改款Activa Magic上市。外觀上，五門MP3特仕車以橫柵鍍鉻水箱護罩與MP3亮彩徽飾為作前後呼應，主打SANYO FXD-MP380冷光音響主機，鋁圈造型更新為五幅樣式。四門車型除更新為橫柵鍍鉻水箱護罩外，內裝部分中控台與門飾板處比照Tierra使用金黃核桃木紋環艙飾板及高傳真喇叭鍍鉻飾環，搭配Panasonic 2-Din高傳真音響主機，不支援CD讀取。Activa W6五門車型此時仍同步販售，並取消霧燈配置。
2005年4月，Activa再度以Magic副車名小改款上市。在外觀上，車頭採用 V-style 鷗翼式水箱護罩，五門車型鋁圈造型更新為六幅樣式，車尾更換為Magic徽飾，內裝更換為黑色調，中船部分更新為Tierra新年式設計，座椅及門板並以撞色方式與外觀顏色呼應；四門車型除更新為 V-style 鷗翼式水箱護罩外，內裝座椅材質由前代之打洞透氣皮椅改為皮布混搭配置。
2006年，Activa Magic再度針對五門車型進行更新，鋁圈造型變更為五幅樣式，內裝部分新增與Tierra Xt相同之藍芽主機，材質沿用平織布，惟統一為灰黑印花處理不再與車身同色；四門車型於此同時走入尾聲，由Tierra VX取代。
Activa車系生產至2008年行政院環境保護署實施四期環保新制上路為止。

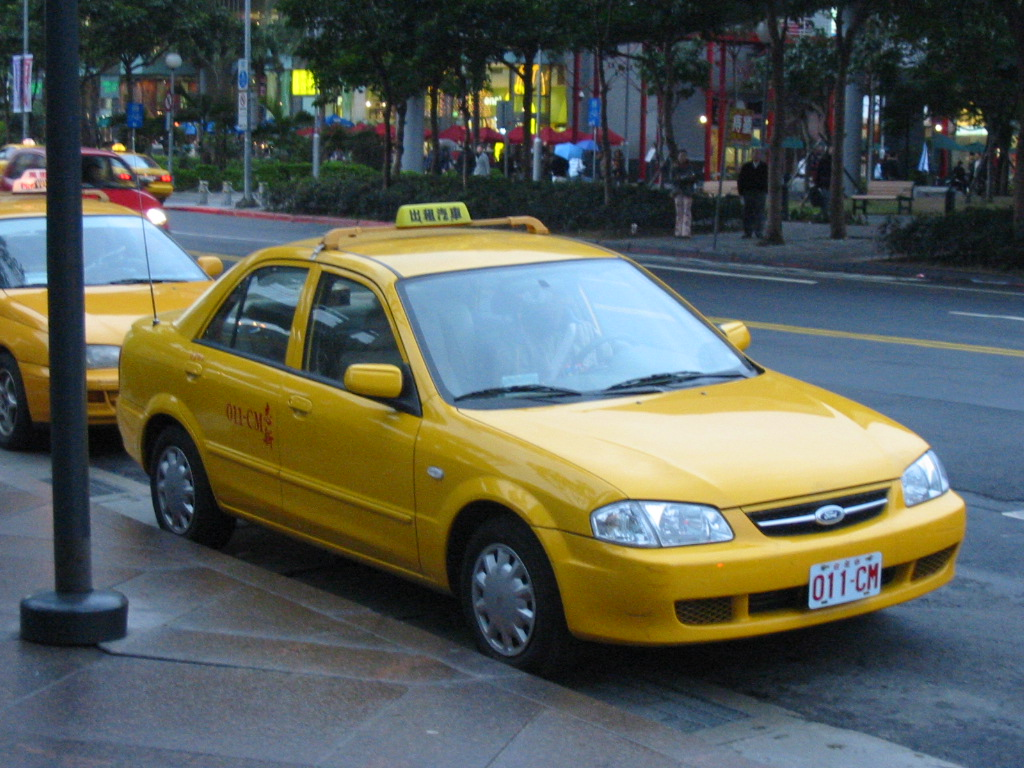
第五代福特Laser KJ型系Tierra四門轎車型車頭（臺灣計程車樣式）
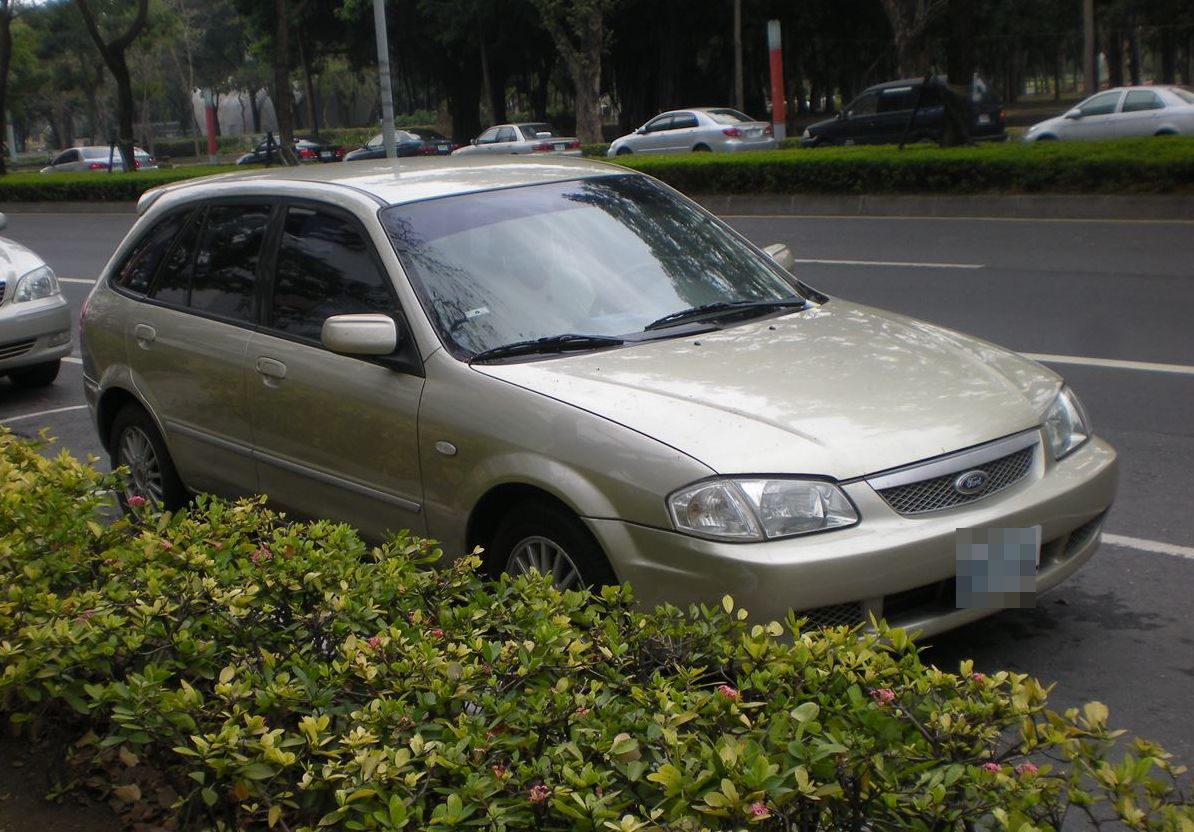
第五代福特Laser KJ型系Activa五門掀背車型車頭（臺灣樣式）
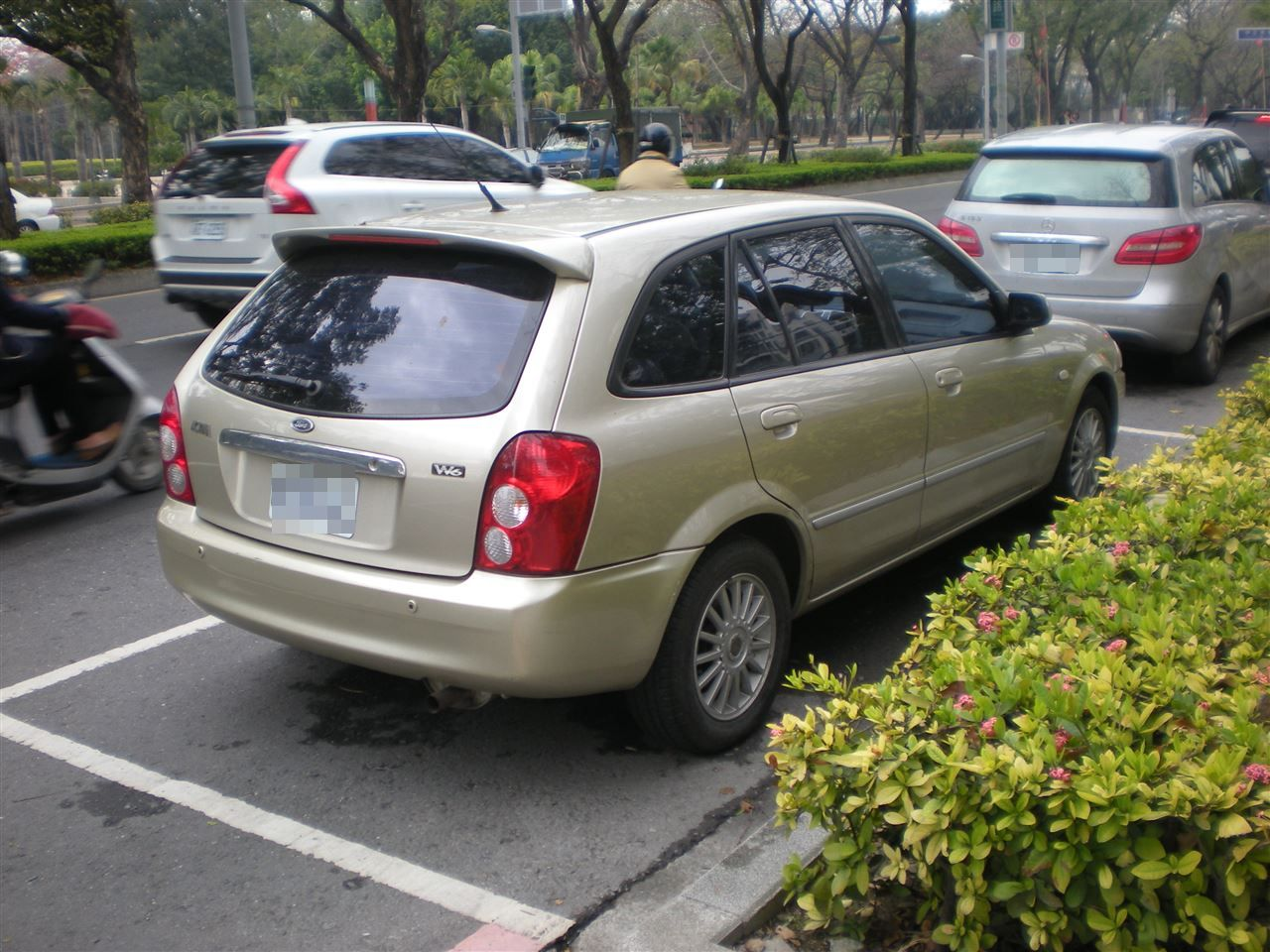
第五代福特Laser KJ型系Activa五門掀背車型車尾（臺灣樣式）